# Un mundo sin fin
Un mundo sin fin  es el título de una novela de ficción histórica escrita por Ken Follett y publicada el 9 de octubre de 2007. Se trata de la segunda parte de la conocida obra Los pilares de la Tierra. Tiene lugar en la misma ciudad ficticia, Kingsbridge, pero 200 años después. Algunos personajes son descendientes de los de la primera novela. Describe la vida e instituciones que existían en esa época, las relaciones de poder entre la nobleza, el clero y el estado llano y como la peste negra alteró esta relación.

## Del prefacio del autor
Es su novela más extensa y tardó tres años en escribirla. En febrero de 2017, para la edición conmemorativa del décimo aniversario de la novela, Follet comentó que después de muchos años le llegó la inspiración para escribir la secuela de Los pilares de la Tierra. Escribiría sobre la peste negra, la plaga más devastadora en la historia de la humanidad y como esta habría afectado a los habitantes de Kingsbridge. La peste provocó una revolución en el pensamiento médico, se inició el reemplazo de los remedios supersticiosos por terapias basadas en la observación y el sentido común, se sentaron las bases de la medicina moderna. En Los pilares de la Tierra la construcción de la catedral afectó a todas las familias tan profundamente como en esta lo hizo la peste. 
En cuanto al título, Follett viajó a York con su esposa para ver los cimientos de su catedral. Y una tarde en que asistieron a una misa católica que tenía acompañamiento de un coro, se dio cuenta de que muchas de las canciones basadas en salmos terminaban con la frase: "como era en el principio, ahora y siempre por los siglos de los siglos. Amén." (En inglés: "as it was in the beginning, is now, and ever shall be, world without end. Amen."). Entonces le susurró a su esposa World Without End ("por los siglos de los siglos") como título, y ella le dijo que le gustaba. No obstante, en las versiones extranjeras -incluida la española- se ha solido optar por una traducción literal del título ("Un mundo sin fin"), perdiéndose así el sentido original.

## Ambientación
La novela abarca un período de 34 años del siglo XIV, entre 1327 y 1361, casi al término de la Edad Media y está ambientada principalmente en la ciudad ficticia de Kingsbridge situada en el suroeste de Inglaterra. Muestra la importancia que tuvo la manufactura y comercio de la lana primero y luego del paño en el desarrollo de Europa y especialmente de Inglaterra. Cómo, alrededor de estas actividades florecieron ciudades y se desarrolló el comercio mediante la formación de gremios y ferias. Además describe las instituciones y la vida de la época feudal, las relaciones de poder entre la nobleza y el clero y de estos con los miembros del estado llano.

La batalla de Crécy

Recién había muerto Eduardo II, esposo de la reina Isabel de Francia, y había sido coronado su hijo de solo catorce años Eduardo III por lo que Roger Mortimer asumió como regente, Mortimer era el amante de la reina madre. Tres años más tarde Eduardo encabezó un golpe de Estado contra el regente y comenzó a reinar por sí mismo.
Describe en detalle la invasión de Eduardo III a Francia en 1346, el gran triunfo de Crécy y el comportamiento brutal de sus tropas que, siguiendo sus órdenes, arrasaron con todo cuanto encontraron a su paso, matando a hombres, mujeres y niños.

Difusión de la peste negra entre 1347 y 1351

Relata como la peste negra llegó a Europa, primero a Florencia, Italia en 1347 y a Kingsbridge el 1 de noviembre de 1348 desde Melcombe. En esa época Florencia tenía como 70.000 habitantes y Kingsbridge, una de las ciudades más grandes de Inglaterra, alrededor de 7000. Al igual que el resto de Europa la peste mató a casi un tercio de la población de ambas ciudades. 
En 1350 la peste empezó a decaer; después de varios años de caos y millones de muertos volvió a florecer la vida urbana con la llegada de campesinos a las ciudades que querían mejorar sus ganancias. Hubo rebrotes cada cierto tiempo, pero ninguno fue tan devastador como el primero, ni tendría tantas consecuencias.

## Personajes
Familias existentes el 5 de noviembre de 1327.
Familia de Joby
- Joby de Wigleigh: Jornalero. No tenía tierras. Ladrón; le habían cortado la mano izquierda. Por Gwenda supo de la pelea de Thomas en el bosque, fue al lugar, despojó a los dos cadáveres de sus pertenencias y las vendió. 10 años después: Vendió su hija Gwenda por una vaca y luego por dinero.
- Ethna: Su esposa. Recién había parido un niño. 20 años después:: Falleció en 1347.
- Philemon: 12 años. Hijo de Joby y Ethna. Su nombre original era Holger. 10 años después: 22 años. Alto, cuello esquelético, pies torcidos hacia adentro. Aseador del priorato pues no tenía dinero para el donativo necesario para ingresar como monje. Petranilla ofreció ayudarlo porque era fiel a Godwyn. Llevó a Godwyn a espiar al obispo Richard que estaba haciendo el amor con su prima Margery. Ya era novicio. Seguro de sí mismo. Le propuso a Godwyn enviar a las aldeas un inspector para verificar la situación económica de los siervos y le informó que antiguamente los aldeanos tenían que usar las instalaciones de los monjes o pagar una multa. Godwyn lo envió a él a verificar las aldeas y reactivó la disposición de las instalaciones. Fue el encargado de buscar pruebas para acusar a Caris de brujería y presentarlas ante el tribunal eclesiástico. 20 años después: Suprior. Seguro de sí mismo. Huyó de St. John siendo uno de los pocos monjes que se salvaron de la peste negra, se llevó un candelabro de oro. Cuando regresó a Kingsbridge devolvió el candelabro de oro. Permitió el acceso de los flagelantes a la catedral. Nombrado prior pero supeditado a que la ciudad obtuviera el fuero municipal. Tenía un escondite donde guardaba las cosas que robaba. 34 años después: Rechoncho, vestía ostentosamente, exigía trato deferente. Dio un sermón sobre la disección de los cadáveres. Su práctica era un sacrilegio. Paralizó la construcción de la torre de la catedral porque quería construir una capilla para la Virgen. Cuando regresó la peste a Kingsbridge abandonó la ciudad con todos los monjes. Nombrado embajador inglés ante el Papa viajó a Aviñón.
- Gwenda: 8 años. Hija de Joby y Ethna. En invierno tenía que robar para mantener a la familia. Tenía terror que la pillaran y le cortaran una mano como a su padre. En la catedral le robó una bolsa con dinero a sir Gerald. Con Merthin, Ralph y Caris fue al bosque donde se encontró con Thomas y dos perseguidores los que fueron muertos, uno por Ralph y el otro por Thomas. No era bonita pero sí atractiva. 10 años después: 18 años. Enamorada de Wulfric. Mattie Wise le preparó un elixir para enamorar y le explicó como usarlo. Joby la vendió a Sim Chapman por una vaca. Godwyn y John Constable aprobaron el trato, la única que se opuso fue Madge Webber; en el bosque mató a Alwyn y se fugó; fue perseguida por Sim. En el accidente del puente ahogó a Sim Chapman liberándose de los proscritos. Trabajaba las tierras de Wulfric sin que este lo supiera. Su padre trató de venderla nuevamente pero con la ayuda de Wulfric frustró el negocio. Se ofreció desnuda a Wulfric pero este le dijo que él amaba a Annet, ella se disculpó. Para ayudar a Wulfric que recibiera su herencia se acostó con Ralph, posteriormente este no cumplió su compromiso. Quedó embarazada de Ralph. Se casó con Wulfric. Difícil parto de Sammy, Sam. Mattie Wise le salvó la vida.
- Cathie: Hija de Joby y Ethna.
- Joanie: Hijo de Joby y Ethna.
- Eric: Recién nacido. Hijo de Joby y Ethna.

Familia del conde Roland de Shiring
- Roland: Conde de Shiring. Cabello oscuro. Amigo de Roger Mortimer, amante de la reina Isabel de Francia madre de Eduardo III. 10 años después: Salvado de las aguas por Ralph en el accidente del puente de Kingsbridge donde sufrió la fractura del cráneo. Operado exitosamente por Matthew Barber. Cuando recuperó el conocimiento y el habla quiso que el nuevo prior fuera su sobrino Saúl Whitehead pero los monjes eligieron a Godwyn y aceptó su nominación. Para atrasar la construcción del nuevo puente estableció un tributo por uso de sus caminos designando a Ralph para que lo cobrara. El consejo real determinó que el transporte de piedras debería efectuarse sin pago de impuestos. 20 años después:: Murió en Francia, en la batalla de Crécy.
- William: Primogénito. Señor de 40 aldeas en Caster. Alto, marcial, pelo negro. Parecido a su padre. Casado con lady Philippa.
- Richard: Obispo de Kingsbridge, la catedral era su iglesia. Atractivo. Pelo claro y de forma redonda. 10 años después: 28 años. Godwyn y Philemon lo espían cuando hacía el amor con su prima Margery, prometida del hijo del conde de Monmouth. 20 años después:: Murió en Francia, en la batalla de Crécy.
- Philippa: Esposa de William. Alta y atractiva. Nariz recta, mandíbula firme, ojos grandes color verde claro. Piernas largas. Gran busto. Simpática, generosa. Era hija natural de un obispo.
- Odila: 20 años después:: 14 años. Hija de William y Philippa. Alta, gran busto, anchas caderas. Altiva, bonita. Contrajo matrimonio con David Caerleon conde de Monmouth.
- David Caerleon: 20 años después:: 17 años. Conde de Monmouth, lejanamente emparentado con el difunto conde Monmouth del que fue escudero y que había muerto por la peste.
- Margery: 10 años después: 16 años. Esbelta, piel clara, cejas oscuras. Huérfana, sobrina de Roland y bajo su tutela. Prometida en matrimonio con el hijo del conde de Monmouth. Se acostó con su primo Richard.
- Matilda - Tilly: Le decían Tilly. Sus padres habían muerto. Creció en la casa del conde, era su sobrina. Brillante. Inteligente. 20 años después: 12 años. Entregada en matrimonio a Ralph por el rey.
- Edward Courthouse: 20 años después: Primo de William. Después de la batalla de Crécy fue nombrado señor de Caster.

Familia de William de Caster
- William: Señor de 40 aldeas en Caster. Alto, marcial, pelo negro. Parecido a su padre. Casado con lady Philippa. 10 años después: Junto con el padre Gaspard fue fiador ante el juzgado comarcal de Shiring en el caso de la violación de Annet por Ralph. 20 años después: Después de la batalla de Crécy fue nombrado conde de Shiring por la muerte de su padre. LLevó a Caris ya Mair ante la presencia de Eduardo III. Le sugirió al rey que no nombrara a Ralph señor de Caster por sus malos antecedentes. Falleció por la peste.
- Philippa: Esposa de William. Alta y atractiva. Nariz recta, mandíbula firme, ojos grandes color verde claro. Piernas largas. Gran busto. Simpática, generosa. Era hija natural de un obispo. 20 años después: 40 años. Bella. Quedó viuda, fallecieron por la peste su esposo y sus dos hijos varones, Roland y Richard, le quedó Odila de 14 años.
- Roland: Hijo de William y Philippa. 20 años después: Falleció por la peste.
- Richard: Hijo de William y Philippa. 20 años después: Falleció por la peste.
- Odila: Hija de William y Philippa.20 años después:: 14 años. Alta, gran busto, anchas caderas. Altiva, bonita. Contrajo matrimonio con David Caerleon conde de Monmouth.

Familia de Samuel
- Samuel: Próspero campesino de Wigleigh. Tenía 36 hectáreas de tierra. Casado y 2 hijos. 10 años después: Falleció junto con su esposa e hijo David en el accidente del puente de Kingsbridge.
- David: 8 años. Robusto. 10 años después: Falleció en el accidente del puente de Kingsbridge.
- Wulfric: 6 años. Su entretención era molestar a las niñas. 10 años después: 16 años. Alto, hombros anchos, manos grandes, buen mozo, pelo tupido leonado. Enamorado y prometido de Annet. Por defender a Annet peleó con Ralph al que le rompió la nariz siendo castigado por el alguacil con 24 horas en el cepo. El tribunal señorial de Wigleigh le permitió continuar cultivando las tierras dejadas por su padre al morir hasta que se nombrara al nuevo señor de la aldea. Gwenda trabajaba sus tierras sin que este lo supiera. Un bracero que contrató le robó su caballo. Impidió que Gwenda fuera vendida por su padre. Cuando esta se le ofreció desnuda le dijo que amaba a Annet , no podía hacerlo con ella. La herencia de las tierras de su padre fueron entregadas a Perking, Annet rompió su compromiso con él. Se casó con Gwenda.

Familia de sir Gerald Fitzgerald
- Sir Gerald: Señor de tres aldeas. Descendiente de Thomas, conde de Shiring, hijo de Jack Builder, maestro constructor de la catedral. Iba al priorato con todo su dinero para pagar sus deudas, pero este le fue robado por Gwenda durante la misa (ellos nunca supieron quién les robó, pero tampoco ella a quién robó). Perdió todas sus tierras y quedó como pensionista del priorato. 20 años después: Envejecido.
- Lady Maud: Esposa. 20 años después: Envejecida.
- Merthin: 11 años. Con Ralph, Caris y Gwenda fue al bosque donde se encontró con Thomas y dos perseguidores los que fueron muertos, uno por Ralph y el otro por Thomas. Ayudó a Thomas a enterrar en el bosque una bolsa que contenía un pergamino con un secreto. Roland, conde de Shiring lo destinó a aprendiz de carpintero. 10 años después: 21 años. Menudo, no muy alto, cabeza grande, piel blanca, pelo rojizo. Aprendiz sin sueldo. Vivía con su maestro, Elfric Builder. Tallaba ingeniosos juguetes. El 1 de diciembre de 1337 al cumplir 21 años pasaría a ser miembro del gremio de carpinteros. Enamorado de Caris. Se encontraba en la catedral cuando se derrumbaron dos pilares y la bóveda de la torre. No hubo muertos. Fue seducido por Griselda con quien se acostó. Le confesó a Caris que había embarazado a Griselda y tendría que casarse con ella; justo se derrumbó el puente, con Caris organizó y dirigió el salvataje. Caris supo por Mattie Wise que Griselda estaba de tres meses de embarazo, el padre no podía ser él sino que era de Thurstan. La familia había querido inculparlo ante la desaparición de Thurstan. Le informó a Elfric del engaño y que por consiguiente no se casaría con Griselda. Elfric lo echó de la casa sin herramientas y cuando aún le faltaban seis meses para graduarse como carpintero. Construyó una balsa para reemplazar provisoriamente el puente; resultó un éxito por el empleo de un ingeniosos mecanismo ideado por él. Reparó el techo de la iglesia de St. Mark. Le propuso matrimonio a Caris, ella no aceptó. El día de la investidura de Godwyn como prior hizo el amor con Caris por primera vez. Su proposición para construir un nuevo puente de piedra fue aprobada por Godwyn y comenzó su construcción. Peleó con Caris cuando esta que estaba embarazada decidió abortar. Le sugirió a Godwyn que ofreciera una indulgencia a los que ayudaran en la cantera, fue todo un éxito. Ahora de 21 años era considerado maestro constructor por todos. Cuando Caris le informó que no tenían dinero para continuar la construcción del punte les sugirió que construyeran su propio batán en Wigleigh y llevaran el paño directamente a Londres sin pasar por Kingsbridge, en represalia el prior Godwynlo lo despidió como constructor del puente. Le comentó lo sucedido a Elizabeth Clerk y esta se le ofreció desnuda pero él no reaccionó pues estaba enamorado de Caris. Le informó a Edmund que se iba a Florencia porque no tenía trabajo; Caris al escucharlo le dijo que no se fuera pues ella se casaría con él en un mes más. Le informó a Thomas donde podría encontrar a Ralph, le pidió que no lo matara, que lo apresara vivo. Cuando Caris fue acusada de herejía y esta para salvar su vida entró como novicia al priorato se fue definitivamente a Florencia. 20 años después: Maestro constructor más rico de Florencia. Casado con Silvia tenían una hija, Lolla.
- Ralph: 10 años. Alto y fornido. Fanfarrón. Con Merthin, Caris y Gwenda fue al bosque donde se encontró con Thomas y dos perseguidores los que fueron muertos, uno por él y el otro por Thomas. Roland, conde de Shiring ordenó que en dos años más entrara a su servicio como escudero. 10 años después: Escudero del conde de Shiring. Enamorado de Philippa esposa de William. Wulfric le quebró la nariz en una pelea por haber manoseado a Annet, su prometida. Salvó al conde Roland en el accidente del puente de Kingsbridge. Encargado por Roland de impedir el tránsito por sus caminos al que no pagara peaje, en pelea por el cobro de peaje mató a Ben Wheeler. Como señor de Wigleigh no le concedió a Wulfric las tierras de su padre. Se acostó con Gwenda con el compromiso de darle a Wulfric las tierras, no cumplió y se las entregó a Perking. Violó a Annet esposa de Billy Howard. Fue acusado por un sacerdote ante el conde Roland y luego ante lord William. Fue condenado por la violación de Annet, sería ahorcado la mañana siguiente junto con su cómplice Alan Fernhill. Escaparon con la ayuda del secretario del conde Roland. Fue nuevamente apresado por Thomas y condenado a la horca junto con Alan. El conde Roland lo liberó una vez más porque un mandato real indicaba que todos los prisioneros quedaban libres siempre que se unieran al ejército del rey. 20 años después:: 29 años. Nombrado caballero por haber salvado al príncipe de Gales en la batalla de Crécy. El rey lo nombró señor de Tench y le otorgó en matrimonio a Matilda, Tilly de solo 12 años.
- Alan Fernhill: 10 años después: 18 años. Fornido, hombros anchos. Escudero de sir Ralph. Ayudó a Ralph en la violación de Annet. Acusado de cómplice de la violación fue condenado y escapó del tribunal junto con Ralph. Posteriormente nuevamente fue capturado por Thomas y luego fue liberado por el conde Roland siempre que se uniera al ejército del rey, según un Mandato real. 20 años después:: Como escudero de Ralph participó en todas las acciones de este.
- Vira: 10 años después: 30 años. Criada de Ralph. Facciones duras.
- Martina: 20 años después:: 17 años. Contratada por Merthin para que cuidara a Lolla.
- Arnaud: 20 años después:: Le decían Arn. Edad mediana. Casado con Emily. Trabajaba en la casa de Merthin y cuidaba de Lolla.
- Emily: 20 años después:: Le decían Em. Edad mediana. Casada con Arnaud. Trabajaba en la casa de Merthin y cuidaba de Lolla.

Familia Wooler
- Abuelo Wooler: Tuvo tres hijos: Petranilla, Edmund y Anthony
- Petranilla: Era la mayor de los tres hermanos. Vivía en casa propia. Madre de Godwyn y tía de Caris y Alice. Mandona. Arisca. Alta. Gran busto. Inteligente. Mezquina. Su padre era descendiente de Tom Builder, padrastro y mentor de Jack Builder, maestro constructor de la catedral. 20 años después: 58 años. Encorvada, decrépita, se apoyaba en un bastón. Edmund le había dejado un legado que le duraría hasta el fin de sus días. Vivía en casa propia. Murió por la peste negra.
- Edmund: Bajo, fornido y cojo. Pierna izquierda contrahecha. Campechano. Comerciante en lana. Mayordomo de la cofradía de San Adolfo. Casado con Rose, tuvieron dos hijas: Alice y Caris.
- Anthony: 35 años de edad. Prior de Kingsbridge. Alto y apuesto. Cabello castaño claro, ojos verdes con motas doradas. 10 años después: Falleció en el accidente del puente de Kingsbridge. Antes de morir le dijo algo en secreto a la madre Cecilia.
- Godwyn: Hijo de Petranilla. Ese día cumplió 21 años de edad. Monje joven. Encargado de supervisar la comida del priorato. 10 años después: 31 años. Sacristán, responsable de la iglesia y sus tesoros. Se encontraba en la catedral cuando se derrumbaron dos pilares y la bóveda de la torre. No hubo muertos. Philemon lo llevó a espiar al obispo Richard que estaba haciendo el amor con su prima Margery. En el accidente del puente de Kingsbridge encontró en el agua al prior Anthony quien antes de morir le dijo algo a la madre Cecilia. Fue elegido prior de Kingsbridge contra los deseos del conde Roland. Eligió el proyecto de Merthin para construir un nuevo puente de piedra. Merthin le sugirió que ofreciera una indulgencia a los que ayudaran en la cantera. Un año como prior. Había efectuado varios cambios. Despidió a Merthin como constructor del puente en represalia por la construcción del batán en Wigleigh. Por recomendación de su ayudante Philemon controló el pago del arriendo de tierras y restableció la obligación de usar solo las instalaciones de los monjes o pagar una multa. El tribunal real determinó que los habitantes de Kingsbridge eran siervos del prior. Su abogado le comunicó que era muy posible que el rey le concediera el fuero municipal a Kingsbridge. Acusó a Caris de practicar la brujería para evitar que fuese elegida como mayordomo de la cofradía de San Adolfo. 20 años después:: 42 años. Parecido a su tío Anthony. Propuso construir una nueva sala del tesoro. Se opuso a la construcción de una nueva torre de la catedral. Al llegar la peste a Kingsbridge abandonó el priorato con todos los monjes llevándose los objetos sagrados y los cartularios. Se refugió en la celda St. John-in-the-Forest la que ordenó cerrar, nadie podía entrar. Murió por la peste.
- Tutty: Cocinera.
- Elaine: Doncella. Vivaracha, autoritaria, inspiraba confianza.

Familia de Edmund Wooler
- Edmund: Bajo, fornido y cojo. Pierna izquierda contrahecha. Campechano. Comerciante en lana. Mayordomo de la cofradía de San Adolfo. 10 años después: Junto con Caris presentó ante el tribunal real de Londres su apelación contra el tributo de peaje del conde Roland; el tribunal los eximió del pago. Nuevamente concurrió al tribunal real por el batán del priorato; esta vez el juez dictaminó que los ciudadanos de Kingsbridge eran siervos que no podían desobedecer a su señor. Decidió pedir un fuero municipal al rey. Le pidió a Thomas que formara una milicia para eliminar a los proscritos. Sufrió un ataque, decidió entregar el cargo de Mayordomo de la cofradía. Le informó a Merthin que el prior lo despedía como constructor del puente en represalia por la construcción del batán en Wigleigh. Feliz cuando supo que Caris y Merthin se casarían el domingo siguiente a la feria del vellón, dentro de un mes. Sería una gran fiesta. Preocupado por las fechorías de los proscritos le pidió a Thomas que formara una milicia de unos cien hombres para terminar con ellos. Sufrió un ataque del que se recuperó pero decidió renunciar como mayordomo de la cofradía, se sentía viejo y enfermo. Falleció a los 55 años.
- Rose: Esposa de Edmund. Pequeña y frágil. Enferma desde hacía un año. Dolores en las articulaciones, úlceras en la boca y moretones en todo el cuerpo. Postrada y débil. Falleció la noche del 1 de noviembre.
- Alice: 11 años. Hija de Edmund y Rose. Le gustaba llamar la atención. 10 años después: Esposa de Elfric. Muy bonita y siempre le había gustado Merthin.
- Caris: 10 años. Hija de Edmund y Rose. Cara redonda. Ojos verdes con motas doradas. Cabello castaño claro en 2 trenzas. Pícara, burlona. Inteligente. Sabía leer y contar. Ayudaba en el negocio de su padre. Quería ser médico. Con Merthin, Ralph y Gwenda fue al bosque donde se encontró con Thomas y dos perseguidores los que fueron muertos, uno por Ralph y el otro por Thomas. 10 años después: Anfitriona de la cofradía de San Adolfo. Enamorada de Merthin. Con Merthin organizó y dirigió eficientemente el salvataje de los ciudadanos cuando se derrumbó el puente de Kingsbridge. Cooperó en el hospital en la atención de cuatrocientos heridos y más de cien muertos productos del accidente del puente. Supo por Mattie Wise que Griselda estaba de tres meses de embarazo, el padre no podía ser Merthin sino que era de Thurstan. Merthin le propuso matrimonio pero ella no lo aceptó. El día de la investidura de Godwyn como prior hizo el amor con Merthin por primera vez. Junto con su padre viajó a Londres para presentar ante el tribunal real su apelación contra el tributo de peaje del conde Roland, el tribunal los eximió del pago. Embarazada de Merthin pero no estaba dispuesta a ser esclava de nadie, abortó. Se fijó que la venta de paño pardo era muchísimo más rentable que la venta de lana por lo que decidió convertir su lana en paño. En la feria de Shiring conoció a Loro Fiorentino quien le explicó como conseguir el tono escarlata del paño. Investigó y dio con la fórmula para teñir el paño en tono escarlata. Llevó el paño a la feria de San Gil donde Harry Mercer de Cheapside se lo compró y ofreció adquirirle todo el que tuviera en el futuro. Nuevamente concurrió al tribunal real, esta vez por el batán del priorato. El juez dictaminó que los ciudadanos de Kingsbridge eran siervos, no podían ir contra su señor. Decidió pedir al rey un fuero municipal para Kingsbridge. Cuando supo que Merthin se iría a Florencia, le pidió que no lo hiciera pues ella se casaría con él. Decidió tomar el lugar de Mattie Wise cuando esta abandonó la ciudad. Entregó a Mark Webber la confección del paño. Le contó a Merthin lo dictaminado por el juez: ellos eran siervos del prior y que apelarían al rey pidiéndole un fuero municipal. Tenían que detener la construcción del puente. Se presentó como candidata a mayordomo de la cofradía. Fue acusada por Godwyn de practicar la brujería. A instancia de la madre Cecilia entró como novicia en el priorato. El obispo Richard la condenó a muerte pero la sentencia quedaría suspendida mientras fuera monja. 20 años después: 7 años en la orden y a cargo del hospital. Le dio alojamiento a Gilbert de Hereford que dijo ser un peregrino y que resultó ser un ladrón. Dudaba de la eficiencia de los remedios de los monjes médicos, creía más en la observación y el sentido común. Llevaba un historial de cada paciente. Buonaventura Caroli le traía noticias de Merthin todos los años para la feria del vellón. No estuvo de acuerdo en tener una sala del tesoro conjunta con los monjes. La hermana Mair la besó en la boca, no le desagradó pero no lo permitiría nuevamente. Epidemia en el hospital, propuso construir un nuevo hospital para separar los sanos de los enfermos. Cuando supo que Godwyn les había robado la donación y el arcediano Lloyd les dijo que solo el obispo podía resolver algo tan grave, decidió ir a Francia en su búsqueda. Atendió heridos en Francia, usó instrumentos quirúrgicos, conoció el cuerpo humano. Ante la huida de Godwyn fue ratificada por el obispo Henri como priora del convento y además la nombró priora interina de Kingsbridge. Solicitó que un tribunal eclesiástico revisara la acusación de brujería que pesaba sobre ella y que la declarara inocente, Henri y el arcediano Lloyd lo aceptaron. Supo que Godwyn estaba refugiado en St. John por lo que acompañada por Merthin partió en su búsqueda. En el camino hicieron el amor. En St. John habían muerto todos los monjes excepto el hermano Thomas, Godwyn que estaba a punto de fallecer y Philemon que había huido. Recuperaron el tesoro y los cartularios, excepto un candelabro de oro. Preguntó a Andrew por la donación de la reina Isabel de una granja al priorato. Thomas le dijo que no se metiera, todo lo sabría cuando él muriera. Caris y Merthin dedujeron que la reina había ordenado matar a Eduardo II. Estuvo dos semanas enferma de ictericia. Decidió hacer vida marital con Merthin. Pidió al sherif que investigara el robo que unos encapuchados efectuaron en la catedral en que mataron a Tilly y a una hermana. Acordó con el obispo Henri que ella le ayudaría en obtener el apoyo del gremio para una nueva torre de la catedral y él en la obtención del fuero municipal. Sorprendió al obispo Henri y al canónigo Claude desnudos, abrazados y besándose. No dijo nada. Cuando regresó Philemon tuvo que dejar el palacio y no pudo continuar teniendo relaciones íntimas con Merthin. Este la dejó libre y le dijo que buscaría con quien casarse, no seguiría esperándola. Trató de seducir a Merthin pero este la rechazó. Philippa la increpó exigiéndole que dejara de molestar a Merthin. Adoptó una nueva manera de llevar las cuentas, copiada de Italia, separaba los ingresos de los gastos en dos columnas. Inauguró el nuevo hospital. Jonas Powderer, boticario londinense, le regaló un crucifijo de oro con incrustaciones de piedras preciosas en agradecimiento por haberle regalado una copia de su obra que él llamaba La panacea de Kingsbridge. El obispo Henri dictaminó que el nuevo hospital quedaba bajo la responsabilidad del hermano Sime. Ella dejó de asistir al hospital. Los aldeanos dejaron de ocupar los servicios del hospital. El obispo Henri la acusó de desleal y rebelde. Ella le respondió que él decidió sacarla del hospital además que renunciaría a sus votos. Le ofrecieron que se hiciera cargo de un nuevo hospital que construiría el gremio municipal, ella aceptó. Contrajo matrimonio con Merthin.

Familia Builder
- Joachim Builder: Padre de Elfric. Constructor de gran experiencia había trabajado en iglesias de Londres y Paris. Primer maestro de Merthin le enseñó albañilería y fórmulas matemáticas sobre proporciones de los edificios. Falleció.
- Elfric: Carpintero y maestro constructor. Fornido, mirada astuta. 10 años después: Próspero, tenía el contrato de mantención de la catedral. Adulador nato. Se encontraba en la catedral cuando se derrumbaron dos pilares y la bóveda de la torre. No hubo muertos. Al fallecer su esposa se casó con Alice, hermana de Caris. Acusó a Merthin delante de Alice de haber deshonrado a Griselda, estaba embarazada por lo que tendrían que casarse. Cuando Merthin le dijo que Griselda tenía un embarazo de tres meses y por lo tanto él no era el padre y que no se casaría lo despidió sin herramientas.
- Esposa de Elfric: 10 años después: Falleció en el año 1334.
- Griselda: 10 años después: 20 años de edad. Hija de Elfric. Atractiva, ojos castaños, bonitos labios. Trataba a Merthin como un criado. Thurstan, su prometido, la había abandonado. Sedujo y se acostó con Merthin haciéndole creer que había quedado embarazada de él. Merthin supo por Caris que ella estaba de tres meses de embarazo y que por lo tanto el padre no era él. 20 años después: Su hijo Merthin tenía 8 años. Se casó con Harold Mason un empleado de Elfric.
- Thurstan: 10 años después: 17 años. Clase humilde. Obrero no cualificado. Prometido de Griselda a la que abandonó cuando tenía tres meses de embarazo.

Familia de Perking
- Perking: 10 años después: Era el comerciante más rico de la aldea de Wigleigh. Tenía 40 hectáreas de tierra. Tramposo, mal intencionado. 20 años después:: 1347 mal año para los aldeanos. No tuvo dinero para pagar la semana de trabajo de Wulfric. Felicitó a Ralph por su nombramiento y le solicitó y obtuvo las tierras dejadas por Alfred Shorthouse. Falleció por la peste.
- Peg: Esposa de Perking, madre de Annet y Rob. 20 años después:: Falleció por la peste.
- Annet: 10 años después: 18 años. Bonita, coqueta, pelo rubio, delgada, busto pequeño. Prometida de Wulfric. Mientras vendía huevos en la feria fue manoseada por Ralph y Wulfric la defendió quebrándole la nariz a Ralph. Rompió su compromiso cuando Wulfric quedó sin tierras. Se casó con Billy Howard.
- Rob: 10 años después: Hermano de Annet. 20 años después:: Tenía esposa y dos hijos. Falleció por la peste.

Familia de Webber
- Mark: Alto y corpulento. Bondadoso. Pobre. Querido por la gente. Ayudante del alguacil. 10 años después: Quedó encargado de los telares y de la confección de todo el paño cuando Caris decidió tomar el lugar de Mattie Wisse y dedicarse a los enfermos. 20 años después:: Candidato a mayordomo de la cofradía. Llegó de Melcombe con fiebre y tosía sangre. Había contraído la peste negra. Murió al día siguiente 1 de noviembre.
- Madge: 10 años después: Esposa de Mark. Robusta, baja, aire agresivo. La única que se opuso a la venta de Gwenda por una vaca. Lideró uno de los grupos de desagüe de las ataguías del puente. Hiló la lana de Caris para confeccionar paño. 20 años después:: 40 años. Había engordado, grandes pechos y tremendas posaderas. Tenía 4 hijos Dennis, 13 años, bajo, fornido, pelo castaño rojizo y Noah, 11 años, alto y corpulento estudiando en el priorato, Dora y otro hombre. Mark y sus cuatro hijos murieron por la peste negra. Merthin le construyó un telar con pedales con los que duplicó la producción de paño. Era la mercadera más rica de Kingsbridge y quien proporcionaba más trabajo. Organizó el banquete y la comida campestre para unas dos mil personas el día de la boda de Marthin y Caris. Contrajo matrimonio con Anselm, 15 años más joven.

Familia de Bell
- Paul: Dueño de una posada en Kingsbridge. 20 años después: Murió por la peste negra.
- Bessie: Hija de Paul. Joven. Atractiva. 20 años después: Recibió a Merthin cuando este regresó a Kingsbridge. Viuda desde hacía un año. Le propuso a Merthin hacerse cargo juntos de una taberna. Merthin le dijo que no volvería a casarse salvo con Caris. Se acostó con Merthin. Falleció por la peste junto con su padre. Dejó su herencia a Merthin.
- Sairy: 20 años después: Ayudante de Bessie en la taberna.
- Holly Bush. 20 años después: Tabernero contratado por Merthin para que se encargara de la posada Bell cuando murió Bessie.

Familia de Wheeler
- Ben: 10 años después: Cuello grueso, hombros muy anchos. Se dedicaba al transporte de bloques de piedra desde la cantera al priorato. Murió traspasado por la espada de Ralph en pelea por el pago de peaje de los carros con piedras.
- Bennie: 10 años después: 2 años. Hijo.

Familia de Brewer
- Dick: Comerciante en cerveza. Toda la familia trabajaba en el negocio. 10 años después: Propuesto para Mayordomo declinó el ofrecimiento pues pensaba retirarse y entregarle el negocio a su hijo, sugirió a Caris como candidata. 20 años después: Murió por la peste.
- Danny: Hijo de Dick. Casado con Bella.
- Bella: Esposa de Danny.

Familia Christi
- Alessandro Christi:20 años después: Uno de los comerciantes más adinerados de Florencia. Mercader en especies orientales y naviero. Compañero de estudios de Buonaventura Caroli. Amigo y suegro de Merthin. Falleció de peste, igual que su esposa y sus hijos Gianni y Silvia.
- Gianni: Él y su esposa murieron de la peste negra. Único hijo sobrevivió.
- Silvia: Hija de Alessandro. Bella, piel color aceituna, ojos castaños. Independiente, orgullosa. Se casó con Merthin en 1344 tuvieron una hija. Murió de peste.
- Lolla: 20 años después: 1 año. Hija de Merthin y Silvia. Inmune a la peste negra.
- Lena: 20 años después: Veintitantos años. Esclava de Alessandro Christi. Asiática. Bella, piel dorada, pómulos altos. Sobrevivió a la peste negra junto con sus dos hijos de Alessandro. Niño de 7 años parecido al padre, niña de 4 años parecida a la madre.
- María: 20 años después: Niñera de Lolla en Florencia.
- Elizabetta: 20 años después: Le decían Betta. Baja, rechoncha. Lavandera en casa de Alessandro Christi.

Familia de Constable
- John Constable: Alguacil de la ciudad de Kingsbridge. Sabía leer y escribir. 10 años después: Tuvo una hija, Jessica y un hijo, Mungo. 20 años después: Falleció por la peste.
- Jessica: Hija.
- Mungo: Hijo. 20 años después: A la muerte de su padre fue nombrado alguacil de la ciudad. 20 años después: Apresó a Sam y lo llevó a juicio.

Familia de Reeve
- Nathan Reeve: 10 años después: Alguacil del pueblo de Weileigh. Jorobado, bajo, delgado. Lleno de energía, astuto y codicioso. Sabía leer y escribir. 20 años después:: Le entregó 4 hectáreas de tierra dejadas al morir Alfred Shorthouse a Wulfric y Gwenda quienes las pagarían a plazo. Ralph anuló esta decisión y se las entregó a Perking. Enfermo, tenía la columna vertebral atrofiada.
- Jonno Reeve: 34 años después: Hijo de Nathan Reeve, alguacil de Wigleigh. Muerto por Sam cuando pretendió apresarlo.

Familias formadas durante el transcurso de la novela
Familia de Elfric
- Elfric: 10 años después: Al fallecer su esposa se casó con Alice, hermana de Caris. Despidió a Merthin por haber deshonrado a su hija y no casarse con ella. 20 años después: Construyó la nueva sala del tesoro del priorato. Inició la construcción de un palacio para el prior. Terminó la construcción del puente. Elegido mayordomo de la cofradía de San Adolfo. Con Alice heredó toda la fortuna de Edmund. El puente sufrió grietas por no haber seguido las instrucciones de construcción. Reelegido como mayordomo de la cofradía. Falleció por la peste.
- Alice: 10 años después: Esposa de Elfric. Hija de Wooler, hermana de Caris. Muy bonita.
- Griselda: 10 años después: 20 años de edad. Hija de Elfric. Atractiva, ojos castaños, bonitos labios. Trataba a Merthin como un criado. Thurstan, su prometido, la había abandonado. Sedujo y se acostó con Merthin haciéndole creer que había quedado embarazada de él. 20 años después: Su hijo Merthin tenía 8 años. Se había casado con Harold Mason un empleado de Elfric.
- Merthin Bastard: 10 años después: Hijo de Thurstan y Griselda.

Familia de Wulfric
- Wulfric: 10 años después: Se casó con Gwenda. Herido en el rostro por Ralph al intentar impedir que huyera del juzgado comarcal de Shiring en el juicio por la violación de Annet. 20 años después: 1347 mal año. Perking no le pagó su semana de trabajo porque dijo no tener dinero, aceptó. Él y su familia en muy malas condiciones, muy delgados. Fue a trabajar a Outhenby, Ralph trató de hacerlo regresar pero los aldeanos se opusieron. Cuando se promulgó la ordenanza real sobre los jornaleros, Ralph lo obligó a regresar a Wigleigh amarrado del cuello como escarmiento para el resto. Tiempo después las circunstancias obligaron a Ralph entregarle las tierras que habían sido de su padre, ahora era terrateniente en lugar de jornalero. 34 años después: 40 años. Se mantenía en excelente forma. Sam y David lo ayudaban en el trabajo de sus tierras.
- Gwenda: 10 años después: 18 años. Para ayudar a Wulfric que recibiera su herencia se acostó con Ralph, posteriormente este no cumplió su compromiso. Quedó embarazada de Ralph. Se casó con Wulfric. Difícil parto de Sam, Mattie Wise le salvó la vida. 20 años después:: Solicitó para ella y su esposo las 4 hectáreas de terreno dejadas libres a la muerte de Alfred Sorthouse, Nathan Reeve se las asignó pero Ralph anuló la venta. Con Wulfric fue a trabajar a Outhenby, Ralph los hizo regresar a Wigleigh. 34 años después: 42 años. Se mantenía en excelente forma. Viajó a Oldchurch a ver a su hijo Sam. Presenció cuando Sam mató a Jonno Reeve convirtiéndose en asesino. Fue donde Ralph y le dijo que Sam era su hijo, que le solicitara al rey su indulto. Tuvo que aceptar que Ralph la violara para que no le dijera a Wulfric que Sam era hijo de él. Mató a Alan Fernhill y junto con Sam mató a Ralph. En el matrimonio de Davey con Amabel hizo las paces con Annet.
- Samuel: 20 años después: Sam, Sammy, 8 años. Hijo de Gwenda y Ralph, todos creían que era hijo de Wulfric. 34 años después: 22 años. Corpulento, fuerte, mezquino. Parecido a su padre biológico. Ayudaba a su padre en el cultivo de sus tierras. Aunque estaba prohibido abandonar su aldea se fue a trabajar a Oldchurch. Mató a Jonno Reeve, ayudante del alguacil, cuando fue a buscarlo para llevarlo de vuelta a Wigleigh. Condenado por asesinato. Liberado por Ralph. Por defender a su madre mató a Ralph. Nunca supo que este era su padre.
- David: 20 años después: 6 años. Hijo de Gwenda y Wulfric. Bajo, moreno. 34 años después: Davey. 20 años. Menudo, perspicaz, reservado. Ayudaba a sus padres en el cultivo de sus tierras. Tenía una plantación de rubia en el bosque. Enamorado de Amabel. Vendió su cosecha de rubia y ganó mucho dinero. Compró las tierras de Annet. Se casó con Amabel en la iglesia de Wigleigh.

Familia de Ralph
- Ralph: 20 años después:: 29 años. Efectuó numerosas misiones en Francia. Fue nombrado caballero por haber salvado la vida del príncipe de gales en la batalla de Crécy. Eduardo III le otorgó en matrimonio a Matilda, prima del conde William y lo nombró señor de Tench. Regresó a Tench en 1348 con un importante botín obtenido en Francia y un prisionero, el marqué de Neuchatel, por el cual pidió 50.000 libras como rescate; mientras la familia reunía el dinero el marqués murió por la peste. Anuló la entrega de unas tierras a Wulfric. Se casó con Matilda en la catedral de Kingsbridge. Había perdido varios dedos de la mano izquierda, la cara la tenía llena de venas por la bebida y la piel seca. Fue en búsqueda de Wulfric pero los ciudadanos de Outhenby lo rechazaron. Cuando se dictó la ordenanza sobre los jornaleros volvió a Outhenby e hizo regresar a Wulfric a Wigleigh. Cuando falleció el conde William, Gregory Longfellow le encomendó que averiguara si Caris tenía una carta relacionada con la reina Isabel. Asesinó a una monja y a Tilly y provocó un incendio en la sala del tesoro de las monjas. En compensación por el encargo de Logfellow fue nombrado conde de Shiring y autorizado por el rey para contraer matrimonio con la viuda del conde. Tenía 32 años de edad. Le devolvió sus tierras a Wulfric. Contrajo matrimonio con Philippa. 34 años después: Llevó a sus hijos Gerry y Roley a presenciar el juicio contra Sam en el tribunal del condado como preparación para cuando fueran condes. Cuando el tribunal condenó a Sam a la horca por homicidio, Gwenda le dijo que en realidad Sam era su hijo; le pidió al rey que lo indultara, no hubo ahorcamiento. Creyó destruir la plantación de rubia de Davey. Obtuvo que Sam fuera su escudero y se fuera a vivir con él. Autorizó el matrimonio de Davey y Amabel y de que este se hiciera cargo de las tierras de Annet. Trató de violar a Gwenda pero se presentó Sam quien, junto con Gwenda, mataron a Alan Fernhill y a él.
- Matilda - Tilly: 20 años después: Le decían Tilly. 12 años. Entregada en matrimonio a Ralph por el rey Eduardo III. Fue presentada a Ralph por las madres Cecilia y Mair y el hermano Thomas. El matrimonio se celebró en la catedral de Kingsbridge. A los 14 años estaba de 8 meses de embarazo y muy mal vestida, parecía una sirviente. Se refugió en el convento con su hijo Gerry porque creía que su esposo quería matarla. Ralph aceptó dejarla allí tres meses. Asesinada por Ralph.
- Gerry: 20 años después: Hijo de Ralph y Tilly. 34 años después: 13 años. Estudiaba y vivía en el priorato. En su tiempo libre iba a la casa de Merthin y Caris. Ralph lo llevó a presenciar el juicio de Sam en el tribunal del condado como parte de su preparación para el futuro cuando fuera conde.
- Philippa: 20 años después: 40 años. Bella. Quedó viuda, fallecieron por la peste su esposo y sus dos hijos varones, Roland y Richard, le quedó Odila de 14 años. Inicialmente decidió no aceptar a Ralph como esposo pero luego sí lo hizo presionada por la perspectiva que le entregaran a Odila en matrimonio. Después del matrimonio de Odila con el conde de Monmouth y de acuerdo con Ralph se recluyó en el monasterio sin tomar los hábitos. Se enamoró de Merthin. Quedó embarazada de Merthin; para ocultar la paternidad se acostó con Ralph. Terminó con Merthin y regresó a vivir con Ralph en Earlscastle. Tuvo el niño al que le pusieron Roland. 34 años después: Sus hijos Gerry y Roley vivían en el priorato y ella cuando podía los iba a visitar a la casa de Merthin y Caris. Acordó con Ralph que el próximo año Gerry sería escudero del conde de Monmouth. Enviudó. Longfellow le dijo que el rey quería nombrar a Gerry conde de Shiring y que ella administrara el condado hasta que este fuera mayor de edad.
- Roland: 20 años después: Su padre biológico fue Merthin pero Ralph siempre creyó que era hijo suyo. 34 años después: Le decían Roley. 10 años. Estudiaba y vivía en el priorato. En su tiempo libre iba a la casa de Merthin y Caris. Solo tres personas sabían que en realidad era hijo de Merthin: Merthin, Caris y Philippa. Ralph lo llevó a presenciar el juicio de Sam en el tribunal del condado como parte de su preparación para el futuro cuando fuera conde.

Familia de Merthin
- Merthin: 20 años después: Maestro constructor más rico de Florencia. Casado con Silvia tenían una hija, Lolla. En 1348 contrajo la peste negra y se recuperó después de dos semanas. Silvia murió, Lolla no la contrajo. Quedó como heredero de su suegro y tutor de tres niños, dos de Lena y uno de Gianni. Regresó a Inglaterra con su hija Lolla. Observó que el nuevo puente tenía grietas, Elfric no había seguido las instrucciones de su construcción. Informó que había que desmontar la torre de la catedral y luego reforzar sus cimientos. Se acostó con Bessie quien falleció a los pocos días y lo dejó como heredero de sus bienes. Cuando falleció Elfric fue nombrado mayordomo de la cofradía gremial. Acompañó a Caris a St. John en busca de Godwyn, en el camino hicieron el amor. Hizo vida marital con Caris. Ayudó a combatir a unos encapuchados que robaron el tesoro de las monjas. Diseñó y construyó un nuevo hospital para el priorato. Diseñó y construyó un nuevo modelo de telar a pedales. Caris terminó con él para dedicarse al nuevo hospital. Se enamoró de la condesa Philippa con quien yacía todas las noches. Caris trató de volver con él, no la aceptó. Philippa quedó embarazada y tuvieron que dejar de verse para ocultar su paternidad y el adulterio de ella. Propuso que el gremio municipal construyera un nuevo hospital dirigido por una persona designada por ellos. Contrajo matrimonio con Caris. 34 años después: Llevaba 10 años de matrimonio con Caris. Preocupado por Lolla de 16 años que andaba en malas compañías y que luego, sin permiso, se había ido de la casa con un grupo de amigos. Los hijos de Philippa pasaban el tiempo libre en su casa; aprovechaba para ver como crecía Roley, su hijo. Por petición de Gwenda le solicitó a Ralph que le pidiera al rey que perdonara a Sam, no pudo convencerlo. Gregory Longfellow le encomendó que buscara alguien en lugar de Philemon para que asumiera como obispo de Kingsbridge. Merthin pensó en el canónigo Claude. La peste regresó a la ciudad. Apoyó la decisión de Caris de cerrar la ciudad. Claude le informó que estaban buscando un embajador inglés ante el Papa, habían propuesto a Philemon; también le informó que el hermano Thomas había fallecido de muerte natural. Fue al bosque y desenterró el pergamino que era una carta de Eduardo II a su hijo, en la que le decía que Thomas lo había salvado de unos asesinos enviados contra él por la reina; había decidido huir y esconderse. Merthin volvió a enterrar la carta. Programó a fines de octubre una feria especial para celebrar la reapertura de la ciudad por el término de la peste. Lolla regresó a casa, habían muerto por la peste todos sus amigos, pidió perdón. Obtuvo de Longfellow el cambio del nombramiento de Philemon como obispo de Kingsbridge a cambio de entregarle la carta de Eduardo II enterrada en el bosque. A fines de noviembre de 1361 el chapitel de la catedral estuvo terminado, Kingsbridge tenía la catedral más alta de Inglaterra.
- Silvia: 20 años después: Hija menor de Alessandro Christi. Se casó con Merthin en 1344. Dos años de matrimonio, una hija, Lolla. Murió de peste a los 23 años.
- Lolla: 20 años después: 1 año. Hija de Merthin y Silvia. No contrajo la peste cuando esta llegó a Florencia. Viajó con su padre a Inglaterra. 34 años después: 16 años. Tenía un grupo de amigos vagabundos y de mala fama. Su pareja era Jake Riley. Desapareció de la casa primero por dos días y luego por tres meses. La peste mató a todos sus amigos. Regresó a casa arrepentida, deseaba la ayuda de Caris y en el futuro trabajar con los enfermos.
- Martina. 20 años después: 17 años de edad. Contratada para cuidar a Lolla.
- Caris: 34 años después: 10 años de matrimonio con Merthin. En su nuevo hospital practicaba la disección de los cadáveres. Philemon dio un sermón indicando que esa práctica era un sacrilegio. Cuando la peste llegó nuevamente a Kingsbridge propuso y obtuvo el cierre de la ciudad. La epidemia duró hasta octubre de 1361. La hermandad de San Adolfo, en reconocimiento de sus logros, le entregó una llave de oro simbolizando las llaves de acceso a la ciudad.
- Jake Riley: 34 años después: Joven. Vagabundo. Compraba, robaba, y vendía caballos a los campesinos. Pareja de Lolla. Murió por la peste.

Familia del conde de Monmouth
- David Caerleon: 20 años después:: 17 años. Conde de Monmouth, pariente lejano del difunto conde Monmouth del que fue escudero y que murió por la peste.
- Odila: 20 años después:: 14 años. Hija de William y Philippa. Alta, gran busto, anchas caderas. Altiva, bonita. Esposa de David Caerleon conde de Monmouth.

Familia de Howard
- Billy Howard: 10 años después: Tenía poco más de 20 años. Poseía 16 hectáreas en Wigleigh. Había cotejado a Annet y esta había preferido a Wulfric; posteriormente se casó con Annet. 20 años después:: Falleció por la peste.
- Annet: 10 años después: Violada en el bosque por Ralph ayudado por Alan. El padre Gaspard le informó al conde Roland el hecho y este lo envió donde William porque había ocurrido en sus tierras. William le indicó que presentara el caso ante el juzgado comarcal de Shiring. 20 años después:: 42 años. Su hija Amabel tenía 18 años. Fallecieron su padre y su esposo quedando a cargo de las tierras.
- Amabel: 20 años después:: Hija de Billy y Annet. 18 años.

Familia de Mason
- Harold Mason: 10 años después: Empleado de Elfric.
- Griselda:
- Merthin Bastard:
- Petranilla:

Familia de Anselm
- Anselm: 20 años después::Joven. Apuesto. 15 años más joven que Madge.
- Madge: 20 años después:: Contrajo matrimonio con Anselm, 15 años más joven. 34 años después:: Apoyó la decisión de Caris de cerrar la ciudad cuando llegó nuevamente la peste negra. Le compró la rubia a Davey. En el banquete ofrecido por el gremio para celebrar la reapertura de la ciudad por el término de la peste, le entregó a Caris una llave de oro que simbolizaba las llaves de acceso a la ciudad en reconocimiento de sus logros.
- Selma: 20 años después:: 8 años. Hija de Anselm y Gwenda.

Familia de David
- David:
- Amabel:

Clero: sacerdotes, monjes y novicios
- Carlus el Ciego: Suprior del monasterio. Maestro del coro. Voz potente. 10 años después: Candidato a prior de Kingsbridge; renunció desacreditado por Godwyn.
- Thomas de Langley: Caballero del conde Monmouth. Joven, apuesto, anchos hombros y piernas largas. Cicatrices en el pecho. Llevaba carta para el conde de Shiring. Derrotó a 2 caballeros de la reina, a uno lo mató Ralph de un flechazo en un ojo. Junto con Merthin enterró la carta y le pidió a este que si moría la desenterrara y se la entregara a un sacerdote. Atendido en el hospital por una herida en el brazo izquierdo. Pidió tomar los hábitos en el priorato. 10 años después: 34 años. Hermano matricularius. Encargado de las reparaciones del monasterio. 10 años antes le habían amputado el brazo izquierdo. Se encontraba en la catedral cuando se derrumbaron dos pilares y la bóveda de la torre. No hubo muertos. Su esposa Loreen, 30 años, pelirroja, formaba parte del séquito de la condesa. Tenían un hijo de 13 años que quería ser caballero y una niña de 12 años muy bonita. A solicitud de Edmund formó una milicia de ciudadanos con los que eliminó a los proscritos, tomó prisioneros a Ralph y a Alan. 20 años después:: 40 años, barba gris, surcos alrededor de los ojos y boca. Contrajo la peste negra pero se recuperó. Andrew, le contó que Caris le había preguntado por la donación de la granja, le dijo a Caris que no se entrometiera. Sorprendió a Alan Fernhill registrando el claustro de las monjas. En el incendio de la cámara de tesoro del claustro de las monjas quedó sin sentido al ser golpeado por uno de los atacantes. El obispo Henri lo nombró tesorero del convento de los monjes.
- Joseph: Hermano. 30 años. Bajo. Nariz prominente, pésima dentadura. Médico más veterano del monasterio, se había educado en Oxford. 10 años después: Cooperó en el hospital en la atención de cuatrocientos heridos y más de cien muertos productos del accidente del puente. 20 años después: Murió por la peste negra.
- Saul Whitehead: Hermano. Ayudante de Joseph. Pelo rubio ceniza. Becado por la priora Cecilia estudió en Oxford. Sobrino del conde Roland. 10 años después: 31 años. Prior de St.John-in-the-Forest. Devoto. El conde Roland quiso nombrarlo prior de Kingsbridge a la muerte de Anthony pero él no aceptó. 20 años después: Murió por la peste.
- Theodoric: Monje. Ojos azules, piel clara. Inteligente, brillante, más joven que Godwyn a quien admiraba.
- Murdo: Fraile, no tenía bienes, vivía entre la población. Gordo, sucio, glotón y borrachín, se juntaba con prostitutas, buen predicador. Quiso ser prior de Kingsbridge, no resultó elegido. 20 años después: Durante la peste organizaba grupos de flagelantes que recorrían los pueblos pidiendo dinero.
- Simeon: Hermano. Flaco, rostro alargado. Tesorero del priorato.
- Joffroi: 10 años después: Sacerdote. Párroco de la pequeña iglesia de St. Mark. de Kingsbridge. Contrató a Merthin para que reparara el techo de su iglesia. 20 años después: Celebró en la catedral de Kingsbridge el matrimonio de Merthin y Caris.
- Lloyd: 10 años después: Sacerdote diocesano. Adusto, pelo negro. Arcediano que se encargaba de todos los asuntos relacionados con la diócesis. 20 años después: Dirigió la diócesis en ausencia del obispo Richard. Apoyó la petición de Caris que se reabriera su juicio por brujería y se le declarara inocente.
- Jerome: 10 años después: Sacerdote. Secretario del conde Roland.
- Gaspard: 10 años después: Sacerdote de Wigleigh. Joven. Pobre. Honrado. Sin ambiciones personales. Prersentó el caso de la violación de Annet ante el conde Roland y luego ante lord William. Junto con lord William fue fiador del caso ante el juzgado comarcal de Shiring.
- Wilbert Wheatfield: 10 años después: Juez de mucha experiencia. Sacerdote. Rostro sonrosado, pelo blanco, dentadura cariada.
- Henri de Mons: 20 años después: Barriga prominente, piernas y brazos rollizos, vello canoso en el pecho. Obispo de Kinsbridge. Familiar de la reina Isabel. Reemplazó al obispo Richard. Ratificó a Caris como priora y además la nombró priora interina de Kingsbridge. Aceptó citar a un tribunal eclesiástico y declaró a Caris inocente de la acusación de brujería. Puso en ejecución la nueva ordenanza real sobre los jornaleros. Fue sorprendido por Caris desnudo y besándose con el canónigo Claude. Cuando regresó Philemon lo nombró prior de Kingsbridge, designó a Thomas tesorero y a Merthin como constructor de una nueva torre de la catedral y Caris no podría continuar teniendo relaciones íntimas con Merthin. Bendijo el nuevo hospital y dispuso que el responsable de este era el hermano Sime. Nadie quería ocupar el hospital, le pidió ayuda a Caris pero esta se negó. Aceptó una proposición de Merthin de que los ciudadanos construyeran otro hospital que no tuviera nada que ver con el priorato, bajo la autoridad del obispo y con un director laico.
- Claude: 20 años después: Canónigo. Joven, delgado, sin pelos en el cuerpo. Sorprendido por Caris besándose con el Obispo Henri, ambos desnudos.
- Austin: 20 años después: Médico. Joven, estilizado, de cabello rubio y ralo. Philemon lo asignó a St. John-in-the-Forest.
- Sime: 20 años después: Médico. Joven. Cara redonda. Philemon lo asignó a Kingsbridge y el obispo Henri lo nombró encargado del hospital. Los ciudadanos no ocupaban el hospital no confiaban en sus métodos.

Clero: monjas, hermanas y novicias
- Cecilia: Priora del convento de Kigsbridge. Cara pequeña. Ojos llenos de vida. 10 años después: Bajo su dirección fueron atendidos en el hospital más de cuatrocientos heridos y más de cien muertos productos del accidente del puente 20 años después:: Construyó una nueva sala del tesoro para guardar los bienes de las monjas y monjes. Aceptó construir un nuevo hospital con la donación recibida. Godwyn le dijo que él había gastado el dinero, lo había tomado prestado en beneficio del priorato y gloria de Dios. Autorizó a Caris y Mair que fueran a Francia en busca del obispo para denunciar el robo. Nombró a Elizabeth tesorera, a Caris despensera y a Mair hospedera. Murió por la peste negra.
- Juliana: Llamada cariñosamente Julie la Anciana. Hermana. Sencilla y buen corazón. Rostro rechoncho. 10 años después: Bajo su dirección fueron atendidos en el hospital más de cuatrocientos heridos y más de cien muertos productos del accidente del puente. Atendió el parto de Gwenda cuando nació Sam. 20 años después: Falleció por la peste negra.
- Mair: Novicia de rostro angelical. Piel clara, ojos vivos, boca en forma de arco 20 años después: Lesbiana. Enseñaba en la escuela. Estaba enamorada de Caris. Acompaña a Caris a Francia. Atendió heridos en Francia, usó instrumentos quirúrgicos, conoció el cuerpo humano. Nombrada hospedera del convento. Murió por la peste negra.
- Natalie: 20 años después: Era la supriora. Murió a los 57 años por la peste negra.
- Elizabeth Clerk: 10 años después: 25 años. Bella. Delgada, piel pálida, cabello con rizos rubios. Inteligente. Su padre había sido obispo de Kingsbridge antes que Richard, su madre, Sairy, era mesera de la posada Bell. Tenía un arcón con libros heredados de su padre. Amiga de Merthin, se le ofreció desnuda pero este la rechazó y ella le dijo que Caris lo tenía embrujado. Al saber que Caris se casaría con Merthin tomó los hábitos. 20 años después: Era la matricularius de las monjas, encargada de supervigilar las construcciones. Compitió con Caris por ser nombrada priora del convento de las monjas, fue apoyada por Godwyn, perdió.
- Oonagh: Novicia. Lesbiana. Dormía con Joan.
- Joan: 20 años después: Hermana. Joven. Pelo negro, ojos azules. Acompañó a Caris a Outhenby. Revisó los cartularios del priorato. Lesbiana, dormía con Oonagh. Nombrada tesorera. Tuvo que mostrarle a unos asaltantes donde estaba la sala del tesoro. Aprendió a llevar la contabilidad en dos columnas, ingresos y egresos.

Campesinos libres: comerciantes, artesanos 
- Aaron Appletree: 10 años después: Miembro del jurado del tribunal señorial de Wigleigh. Tocaba la gaita.
- Matthew Barber: Bajo y delgado. Ojos azules brillantes. Barbero y cirujano de la ciudad de Kingsbridge. 10 años después: Cooperó en el hospital en la atención de cuatrocientos heridos y más de cien muertos productos del accidente del puente
- Mattie Wise: 10 años después: 40 años. Corpulenta, pelo cano, piel pálida. La gente acudía a ella cuando estaba enferma, quería vengarse o estaba enamorada. Utilizaba hierbas medicinales y su capacidad de observación, nada que ver con los espíritus. Le preparó a Gwenda un elixir para enamorar. Cooperó en el hospital en la atención de cuatrocientos heridos y más de cien muertos productos del accidente del puente. Salvó la vida de Gwenda en el difícil parto de Sam. Le explicó a Caris el uso de la alumbre y donde comprarla, en Melcombe. Abandonó la ciudad cuando supo que la querían acusar de brujería.
- Megg Robbins: hija de comerciante de cereales. Fornida. 10 años después: Actuó como capataz de uno de los grupos que sacó el agua de las ataguías para construir el puente de Kingsbridge.
- Huberts: 10 años después: Viuda. Le dio alojamiento a Gwenda en Wigleigh. 20 años después: Falleció por la peste.
- Betty Baxter: 10 años después: Cuarentona. Obesa. La panadera más próspera de Kingsbridge. 4 hijas. 20 años después: Falleció por la peste.
- Jake Chepstow: 10 años después: Comerciante en madera. Arrendó a Merthin un cuarto de hectárea en la isla de los Leprosos para almacenar madera traída desde Gales.
- Jeremiah Builder: 10 años después: Le decían Jimmie. 14 años. Ayudante de Merthin en la construcción del puente. 20 años después: Sería el maestro constructor del hospital de las monjas. Excavó un agujero alrededor de la torre de la catedral para inspeccionar las grietas que habían aparecido.
- Peter Dyer: 10 años después: De aspecto lúgubre, de ofendido. Principal teñidor de paño de Kingsbridge. Tiñó el paño de Caris según la fórmula de esta. El paño quedó de un rojo escarlata estupendo. El batán del priorato era muy lento. Empleó el batán de Wigleigh construido por Merthin. 20 años después: Falleció por la peste. Su mujer e hijos también murieron.
- Rick Silvers: 10 años después: Vestía impecable. Portavoz del gremio de joyeros. 20 años después: Murió por la peste, dejó dinero a la iglesia de St. Peter.
- Rickie Silvers: 20 años después: 13 años. Hijo de Rick Silvers. Brazo roto compuesto por Matthew Barber.
- Cristopher Blacksmith: 20 años después: Su hija Minnie de 8 años se quemó el brazo, fue curada por Matthew Barber.
- Alfred Shorthouse: 20 años después: Viudo, sin hijos. Al morir dejó libre cuatro hectáreas de terreno en Wigleigh.
- Bill Watkin: 20 años después: Maestro constructor de Kingsbridge. Seguía en importancia a Elfric.
- Daniel: 20 años después: Alguacil de Tench. 20 años en el puesto.
- Lennie Fiddler: 20 años después: Tocaba el violín.
- Will Bailiff: 20 años después:: Alguacil de Outhenby.
- Harry Ploughman: 20 años después: Jornalero de Outhenby. Joven, bajo, hombros anchos y brazos fornidos, musculoso, barba rubia. Caris lo designó para que hiciera propaganda a Outhenby y lo nombró administrador. 34 años después: Administrador de Outhenby. Le informó a Gwenda que su hijo Sam estaba trabajando en Oldchurch.
- Andrew: 20 años después: Sobre 50 años. Canoso, rechoncho. Alguacil de la granja de Norfolk donada por la reina Isabel al monasterio.
- Carl Shaftesbury: 20 años después: Jornalero en Outhenby.
- Silas Pothecary: 20 años después: Llegó a Kingsbridge como barbero, cirujano.
- Marla Wisdom: 20 años después: Llegó a Kingsbridge como sabia en remedios con hierbas.
- Bernard: 34 años después: Sheriff de Kingsbridge.

Otros
- Buonaventura Caroli: 10 años después: Más importante de los mercaderes italianos. Era de Florencia pero vivía en Londres. Rico. Prestaba dinero a los reyes. Afable y sencillo. Implacable en los negocios. Se encontraba en la catedral cuando se derrumbaron dos pilares y la bóveda de la torre . No hubo muertos. 20 años después: Todos los años para la feria del vellón traía noticias de Merthin.
- Agostino Caroli: 20 años después: Sobrino de Buonaventura. Joven, precavido y conservador. Encargado de transferir la fortuna de Merthin a Inglaterra.
- Stephen: 10 años después: Joven. Escudero del conde Roland. Nombrado señor de Weigleigh. Falleció en el accidente del puente de Kingsbridge.
- Tam Hiding: 10 años después: 25 años, rostro agradable. El proscrito más conocido de todo el condado. 20 años después: Antes de morir por la peste le dijo a Caris que los monjes estaban en St. John.
- Sim Chapman: 10 años después: Hojalatero. Le compró a Joby su hija Gwenda por una vaca. Murió ahogado por Gwenda en el accidente del puente de Kingsbridge.
- Jonah de Abingdon: 10 años después: Peletero. Aspecto tosco. Forzudo. Le compró a Joby su hija, no pudo concretar la venta.
- Alwyn: 10 años después: Proscrito al cuidado de Gwenda. Muerto por Gwenda mientras la penetraba en el bosque.
- Nell la Loca: 10 años después: Le siguieron juicio por herejía. Caris la defendió diciendo que no era bruja sino que estaba loca. Fray Murdo le encontró en el cuerpo la marca del diablo. Fue condenada a la horca.
- Gram: 10 años después: Jornalero de paso por Wigleigh contratado por Wulfrik. Resultó ser un ladrón, le robó el caballo a Wulfric.
- Hijo del conde de Monmouth: 10 años después: 26 años. Alto, serio, intelectual. Se casó con Margery en un matrimonio de conveniencia.
- Joseph Woodstock 10 años después: hombre de armas de Ralph. Ben Wheeler lo mató de un garrotazo.
- Gregory Longfellow: 10 años después: Abogado. Amigo de Godwyn desde la época universitaria; contratado por este para representar ante el rey lo arbitrario del cobro impuesto por Roland. Agresivo y petulante. Ganó dos casos en el tribunal de justicia del rey:uno contra el conde Roland y el otro contra Edmund el mayordomo de la cofradía de San Adolfo de Kingsbridge. 20 años después:: Miembro del consejo real. Ve funcionamiento de la ordenanza sobre los jornaleros. Le encomienda a Ralph que averigüe si Caris tenía una carta relacionada con la reina madre, en compensación sería nombrado conde de Shiring. Revisa los cartularios de las monjas. Se da por satisfecho. Ralph sería conde de Shiring y Philippa su esposa. Obliga a Philippa a casarse con Ralph.
- Guillaume: 10 años después: Comprador de lana londinense. Alto, fornido.
- Loro Fiorentino: 10 años después: Comprador de lana, vendedor de paño italiano. Le explicó a Caris como conseguir el tono escarlata del paño que él vendía: rubia, alumbre e índigo de Bengala.
- Harry Mercer de Cheapside: 10 años después: Londinense. Hijo del comerciante de paño más importante de Inglaterra. Compró todo el paño que le ofreció Caris ahora y en el futuro.
- Francis Bookman: 10 años después: Abogado. Bajo, cabello rubio rojizo, nervioso. Joven. Instruido. Abogado de Edmund y Caris ante el tribunal del rey en el caso del pago por el uso del batán del priorato.
- Wilbert Wheatfield: 10 años después: Juez del tribunal del rey en el caso del pago por el uso del batan del priorato.
- Guy de Bois: 10 años después: Juez. Compañero de armas del conde Roland. Tío de Philippa.
- Mujer de Thornbury: 20 años después:: Donó 150 libras en monedas de oro al convento de las monjas
- Gilbert de Hereford: 20 años después: Dijo que era un peregrino, resultó ser un ladrón. Desollado vivo por haber robado a la iglesia.
- Will Tanner: 20 años después: Verdugo. Encargado de los desollamientos.
- Maldwyn Cook: 20 años después: Preparaba bocaditos. Cayó enfermo en el hospital.
- Jeremiah Builder: 20 años después: Le decían Jeremiah. Maestro constructor, ayudante de Merthin. Joven, supersticioso, imaginativo.
- Rollo: 20 años después:: Capitán de la coca Grace en la que viajaron a Francia Caris y Mair.
- Eduardo III: 20 años después:: 33 años. Alto, imponente, espaldas anchas, nariz grande, pómulos salientes, cabello largo, frente amplia. El 11 de julio de 1346 zarpó de Portsmouth con casi mil naves y quince mil hombres. Arrasó Caén. Valiente, encabezaba los ataques. No quiso involucrarse en el asunto de Godwyn, era un caso eclesiástico. Le otorgó a Ralph en matrimonio la prima del conde William, Matilda de solo 12 años.
- Martin Chirurgien: 20 años después:: Médico francés. Ágil, hábil. Autorizó a Caris y Mair que usaran sus instrumentos quirúrgicos.
- Jonas Powderer: 20 años después:: 50 años. Boticario londinense. Afable, regentaba una botica, la más importante de Londres. Recibió de parte de Caris una copia del libro que el llamaba "La panacea de Kinsgsbridge"; en retribución le regaló un crucifijo de oro con incrustaciones de piedras preciosas.

## Argumento

### Primera parte: 1 de noviembre de 1327
El hospital del priorato de Kingsbridge estaba abarrotado de gente que descansaba en espera de la misa de Todos los Santos, fiesta de guardar. Cientos de personas habían concurrido a Kingsbridge entre ellas la familia de Gwenda niña de ocho años angustiada por lo que tendría que hacer durante la misa, robar para mantener a su familia. También estaba la familia de sir Gerald, con sus hijos Merthin y Ralph, quien iba a pagar sus deudas con el priorato por lo que llevaba una bolsa con todo su dinero. Durante la misa, Gwenda, le robó la bolsa a sir Gerald, quien no se dio cuenta del hecho hasta después de que terminara la misa.
Merthin había fabricado un arco y , junto con Ralph, se dirigió a donde el alguacil había instalado blancos para que los hombres realizaran prácticas de tiro después de misa, como lo había ordenado el rey. Allí conocieron a Caris, que estaba mirando la competencia. A los muchachos no les permitieron participar por la edad. Entonces, Caris les dijo que fueran con ella al bosque, donde podrían probar el arco. Partieron Caris además de los dos hermanos y, en el camino, se les unió Gwenda. Merthin y Ralph practicaron; Merthin resultó un fracaso pues no tenía la fuerza suficiente para tensar el arco, no así Ralph que demostró poseer un don natural para disparar las flechas. Estaban en eso cuando apareció un hombre perseguido por otros dos, los niños se escondieron en los matorrales. El perseguido era un caballero, Thomas de Langley, quien exhausto se rindió entregando su espada. Los perseguidores eran hombres de armas de la reina. Le quitaron un pergamino enrollado y sellado con lacre. Gwenda gritó y salió perseguida por uno de los hombres al que Ralph le disparó una flecha matándolo, a continuación ambos corrieron hacia el camino. Thomas sacó un pequeño cuchillo con el que degolló al otro hombre quien antes le hirió el brazo izquierdo. Merthin, que no había huido, ayudó al caballero haciéndole un torniquete en el brazo, ocultaron los cadáveres y finalmente cavó un agujero donde Thomas enterró el rollo de pergamino protegido por una bolsa de lana. Thomas le dijo que el rollo contenía una carta para el conde de Shiring con un secreto tan terrible que estaba seguro de que el portador sería eliminado en cuanto entregara el mensaje, por eso le hizo jurar que guardaría el secreto y que solo iría a ese lugar cuando Thomas muriera y él le entregaría la carta a un sacerdote. El resto de los niños no se enteraron de esto, pues habían huido. Posteriormente los cuatro hicieron un juramento de no contar jamás lo sucedido en el bosque.
El conde de Shiring dictaminó que ante la insolvencia de sir Gerald, el priorato se quedaría con todas sus tierras y la familia pasaría a ser pensionista del priorato, les darían techo y dos comidas al día durante el resto de sus vidas. Además ordenó que Ralph en dos años más se presentara ante él como escudero y con el tiempo podría ser caballero. Merthin sería aprendiz de carpintero. 
Caris llevó a Gwenda a su casa, una lujosa mansión; primero le presentó a su madre que estaba en cama, muy enferma, con fiebre y le costaba respirar. Luego la llevó a ver los cachorros, le mostró el suyo, una hembra que se llamaba Trizas y le regaló un cachorro al que esta le puso Tranco. Llegó el dueño de casa, Edmund, saludó a Caris y a Gwenda; le traía un regalo a su esposa, una fina capa de paño rojo italiano. Llegó la tía Petranilla, hermana de Edmund y del prior Anthony. Inmediatamente le contó a las niñas que eran descendientes de Tom Builder, el maestro constructor de la catedral de Kingsbridge; se llamaba Petranilla en recuerdo de la santa hija de san Pedro. El abuelo Wooler había jurado entregar su primogénito a Dios, pero el primero fue una mujer, el segundo fue varón pero con deformaciones, lo dedicó al comercio de la lana y al tercero, Anthony, entró al monasterio y ahora era el prior. Petranilla subió a ver a Rose y en ese momento llegó Alice, la hija mayor. Saludó a Gwenda y se enojó al saber que Caris le había regalado un cachorro a Gwenda sin consultarlo primero con ella.
Edmund invitó a Gwenda a comer. La doncella Elaine entró y le dijo a Edmund que la señora estaba peor y Petranilla sugería que llamaran a la madre Cecilia. Al poco rato llegó la madre Cecilia acompañada por la hermana Juliana y envió a buscar al hermano Joseph, el médico más antiguo del monasterio. Joseph llegó con Saúl Whitehead su joven ayudante. Cecilia y Juliana bajaron para no molestar y se unieron al resto. Cecilia sugirió que Caris entrara a su escuela, Edmund le dijo que su esposa le había enseñado a leer y a contar y además le ayudaba en el negocio. Petranilla intervino diciendo que los libros no tenían nada que enseñarles y que ellas estaban destinadas a casarse con los hijos de mercaderes. La madre Cecilia le preguntó a Caris qué deseaba ser cuando grande y esta le respondió que sería médico, su padre y Cecilia le respondieron que sólo los hombres podían ser médicos. La madre Cecilia le aclaró que las monjas seguían las instrucciones de los hombres que habían estudiado, los monjes. Caris replicó preguntando por qué las mujeres no podían aprender lo mismo, son los designios del Señor, le respondió Cecilia. Esa noche murió Rose.
Anthony y Cecilia comían juntos una vez al mes. El monasterio y el convento eran instituciones separadas que rendían cuentas ante el obispo de Kingsbridge. Compartían la catedral y otras construcciones como el hospital donde los monjes ejercían como médicos y las hermanas cuidaban de los enfermos. Tenían que sufragar por partes iguales los costos de esas construcciones y sus actividades. Esta vez Anthony había regresado de asistir al funeral del rey Eduardo II en Gloucester. Godwyn, que supervisaba el almuerzo, aprovechó de plantearle al prior sus deseos de ser becado para estudiar medicina en Oxford. El priorato mantenía un colegio mayor en la ciudad, el Kingsbridge College donde ocho monjes vivían orando mientras estudiaban. Anthony le respondió que en ese momento no tenía fondos para ello y la madre Cecilia dijo lo mismo. Mientras Anthony y Cecilia comentaban la situación política de Eduardo III y Roger Mortimer su regente y consejero, amigo de Roland el conde de Shiring, se presentó el hermano Saúl Whitehead y les informó que había llegado al hospital un caballero herido de gravedad y que había un desacuerdo en cuanto al tratamiento a seguir. 
Anthony y Cecilia se dirigieron al hospital. Anthony reconoció al caballero herido, era sir Thomas de Langley uno de los hombres del conde Monmouth. Saúl les informó que lo habían asaltado en el camino pero había rechazado a los asaltantes. Tenía una herida abierta del codo a la muñeca del brazo izquierdo. El hermano Joseph recomendaba dejarla abierta y tratarla con un ungüento para que supurara y así botara los humores malignos. Matthew Barber, el cirujano de la ciudad, que había sido llamado por el propio Thomas ya que este tenía la experiencia adquirida en el campo de batalla recomendaba limpiar la herida, coserla y vendarla. Matthew había estudiado en el libro Canon de Avicena, gran médico del islam. Llegó Richard de Shiring y Thomas le susurró algo al oído y le dijo al prior Anthony que Thomas deseaba tomar los hábitos en el priorato. Anthony decidió que se siguiera el tratamiento indicado por el hermano Joseph. Godwyn le informó a su madre que no sería becado para estudiar en Oxford y esta le respondió que sí iría pues ella pagaría sus estudios.
Gwenda a pesar del juramento hecho le contó a su padre todo lo sucedido en el bosque. Joby le pidió que lo llevara al lugar en que habían sucedido los hechos; encontraron los dos cadáveres, Joby recogió el dinero, las espadas, les quitó la ropa y regresó feliz al pueblo. Vendió todo a un traficante e invitó a Gwenda a una taberna. Luego fueron a la posada en que estaba su esposa con los niños y le entregó el dinero. En la tarde llegaron a la posada dos hombres de armas en busca de Joby, luego de pegarle obligaron a él y a Gwenda que los llevaran donde estaban sus compañeros. Los hombres reconocieron a Harry y Alfred. Buscaban una carta y al no encontrarla regresaron con los cuerpos de sus compañeros para darle sepultura y dejaron libre a Gwenda y a su padre.

### Segunda parte: del 8 al 14 de junio de 1337
Han pasado 10 años. Día de Pentecostés: se conmemoraba la venida del Espíritu Santo sobre los discípulos de Jesús. Era el 7° domingo después de Pascua que coincidía con el primer día de la feria del vellón. Merthin era aprendiz sin sueldo y vivía en la casa de su maestro, Elfric Builder, y cuando podía tallaba ingeniosos juguetes que vendía obteniendo así algunas monedas, en seis meses más terminaría su período de aprendizaje, cumpliría veintiún años y ese día se convertiría en miembro del gremio de carpinteros. Miles de feligreses asistían a la misa de ese día, la iglesia estaba repleta. Merthin se encontró con Caris, ambos estaban enamorados el uno del otro; en casa de Caris era bien recibido por el dueño de casa. Caris lo llevó a la parte de delante y se detuvieron junto a Buonaventura Caroli, el más importante de los mercaderes italianos que se alojaba en casa de Caris. Caroli les comentó que estaba contemplando las características arquitectónicas de la catedral y quedó sorprendido por las explicaciones que Merthin le dio sobre la construcción de la catedral y le explicó que él lo había aprendido del "Libro de Timothy" que se encontraba en la biblioteca del monasterio, era una crónica que describía la construcción de la catedral, gran parte de la cual fue efectuada durante la época del gran prior Philip. Se les unió Elfric y luego cesaron las conversaciones iba a comenzar la misa. Carlus el Ciego fue el último monje en tomar su ubicación en el coro y con su potente voz entonó un himno. Entonces se produjo un ruido apenas audible y un temblor bajo los pies, el coro perdió el compás y una grieta se abrió en un muro junto a un pilar. Se produjo el derrumbe de dos pilares y de la bóveda. No hubo muertos, se atribuyó a la protección de San Adolfo cuyos huesos estaban bajo el altar mayor. Cuatro hombres inspeccionaron los daños. El hermano Godwyn, era el sacristán responsable de la iglesia y sus tesoros. El hermano Thomas era el matricularius encargado de las reparaciones del monasterio. Elfric, carpintero y constructor tenía el contrato de mantención de la catedral y el cuarto hombre era Merthin en su calidad de ayudante de Elfric. Elfric atribuyó el accidente a la falta de consistencia de la argamasa de la bóveda, Merthin no pensaba lo mismo pero calló.
Merthin odiaba a Elfric. Cuando recién llegó como aprendiz estaba vivo el padre de Elfric, Joachim, constructor de amplia experiencia que había trabajado en iglesias de Londres y París. Joachim gozaba enseñándole a Merthin sus conocimientos de albañilería, fórmulas aritméticas sobre proporciones de los edificios, conocimientos que en su profesión llamaban "misterios", a Merthin le gustaban los números y aprendía todo lo que Joachim le enseñaba. A la muerte del padre ocupó su lugar Elfric y todo cambió para Merthin pues este pensaba que un aprendiz debía aprender solo a obedecer. Comenzaron los castigos. Elfric había enviudado hacía tres años y contraído segundas nupcias con Alice, la hermana mayor de Caris y la vida para Merthin empeoró más pues esta lo trataba como un peón. Merthin soportaba todo con la esperanza de obtener el título del oficio de carpintero. Los gremios de artesanos impedían que cualquiera entrara al gremio. Nadie podía desempeñar un oficio en una ciudad sin pertenecer a un gremio. Fuera de la ciudad sí. Al final del período de aprendizaje se graduaban como oficiales.
La mayoría de las grandes ciudades estaban administradas por un gremio de comerciantes, ciudadanos importantes que agrupaban cofradías como albañiles, carpinteros,curtidores, tejedores, etc. También había cofradías religioso-benéficas que reunían fondos para los hábitos de los sacerdotes, ornamentos sagrados y la manutención de viudas y huérfanos. Las ciudades catedralicias eran diferente estaban subordinadas al monasterio, dueño de casi todas las tierras y los priores no permitían la creación de un gremio de comerciantes, pero en Kingsbridge los más importantes de la ciudad pertenecían a la cofradía gremial de San Adolfo que originalmente reunía fondos para la catedral, pero ahora era más importante dictaba normas para el desarrollo de la actividad mercantil
La noche del primer día de la feria del vellón la cofradía de San Adolfo ofreció un banquete presidido por Edmund Wooler, mayordomo del gremio y su hija Caris. Al día siguiente, Buonaventura Caroli almorzó con Edmund, Petranilla y Caris y les informó que el negocio de la lana estaba cada vez más flojo y los nuevos impuestos de la corona lo hacían cada vez menos rentable; el próximo año se iría a la feria del vellón de Shiring. El principal problema de la feria de Kingsbridge era el acceso, porque el puente estaba en muy mal estado y era estrecho. Edmund le pidió que postergara la decisión y que él hablaría con su hermano, el prior Anthony, para arreglar lo del puente y respecto al impuesto tenía información que este sería suprimido pronto. Durante esta conversación Petranilla le contó a Buonaventura que ella a los 15 años se había prometido en matrimonio con un sobrino del conde de Shiring. El conde y su hijo murieron en Escocia en la batalla de Loudon Hill y Roland, su prometido, por sucesión se convirtió en conde de Shiring y rompió el compromiso con ella. 
La noche del banquete de la cofradía de San Alfonso, Merthin se encontró solo con Griselda en la casa de Elfric. Griselda siempre lo había tratado como a un criado y nunca se le había insinuado. Merthin le preguntó por Thurstan su prometido y ella le respondió que había decidido no casarse con él porque era demasiado joven para ella. Griselda le dijo que su padre lo trataba mal porque él sabía más y luego se le acercó y empezó a acariciarlo. Merthin al principio no sabía que pensar pero finalmente se acostó con ella, era la segunda mujer con quien lo hacía, la primera había sido Kate Brown hacía un año, pero el padre había muerto y la familia se había ido a vivir a Portsmouth. 
Terminado el almuerzo, Edmund le pidió a Caris que fuera a buscar a Merthin para que los acompañara a ver a su hermano el prior. Caris lo buscó en la casa de Elfric y finalmente lo encontró en la catedral. Caris tenía por costumbre expresar sus pensamientos en voz alta y la gente decía que ella hablaba con los espíritus, era una mala costumbre y ella trataba de evitarla. 
Merthin y Caris se fueron al puente, había una larga fila para pagar el portazgo de un penique para entrar a la ciudad, estaba abarrotado de gente y vehículos. Merthin lo inspeccionó: grietas, tablones sueltos. En eso llegaron Edmund y Anthony. Merthin les explicó que la solución sería hacer un puente nuevo más ancho y largo. Anthony les dijo que él no tenía dinero para financiar esa obra. Edmund le enrostró a Anthony que él siempre había vivido como un parásito a la espalda de los pobres jornaleros, desde pequeño había eludido el trabajo. Caris se inmiscuyó sugiriendo que entonces podrían hacer que los habitantes de la ciudad lo financiaran y a cambio no pagarían portazgo. Anthony se retiró. 
El martes el conde de Shiring con sus dos hijos llegó a Kingsbridge. El puente había sido previamente despejado para permitirle el paso. El conde había servido bajo el reinado de Isabel y ahora de su hijo Eduardo III. En la comitiva iba Ralph, escudero del conde. Llegaron a la casa del prior Anthony. Su hijo menor, Richard, era obispo de Kingsbridge y por lo tanto la catedral era su iglesia.
Ralph fue a visitar a su familia que vivía cerca del río. Los encontró envejecidos. Les contó que pronto habría guerra contra Francia y esperaba tener la oportunidad de llegar a ser caballero. El rey Felipe de Francia había tomado Gascuña. El conde vino a Kingsbridge a conseguir dinero para la guerra, un préstamo de los mercaderes de lana. Sus padres le contaron que su hermano Merthin estaba enamorado de Caris, se casarían cuando terminara su formación como aprendiz. Ralph se despidió de sus padres y partió en busca de Merthin. Llegó al priorato y se paseó por la feria. Donde se encontró con Philippa y se les junto Merthin. Merthin y Ralph se retiraron y pararon en un puesto en que un monje vendía queso y luego en otro donde una muchacha bonita vendía huevos. El padre de la muchacha, Perking de Wigleigh la llamó pero esta no le hizo caso y continuó coqueteando con Ralph. Ralph la invitó a pasear pero Annet se negó y en ese momento llegó Wulfric de Wigleigh un joven muy buenmozo de unos dieciséis años que se acercó al grupo y saludó a Annet diciéndole que le ayudaría a vender los huevos. Ralph le dijo que se fuera y los dejara tranquilos, Wulfric le contestó que él era el prometido de Annet con quien se iba a casar, Perking intervino confirmando lo dicho por el joven. Ralph se indignó y manoseó Annet tocándole uno de los pechos, Wulfric le dio un feroz empujón lanzándolo al suelo. Ralph se levantó y trató de golpear a Wulfric con los puños, se trenzaron a golpes resultando Ralph con su nariz rota y Wulfric con su rostro cubierto de sangre y en el suelos siendo pateado. Merthin trató de intervenir y afortunadamente en ese momento llegó John Constable, el alguacil de la ciudad quien detuvo la pelea. Llegaron el padre y un hermano de Wulfric quienes lo ayudaron a ponerse en pie. Lady Philippa intervino diciendo que la culpa era de Ralph por haber manoseado a la muchacha. Finalmente el alguacil sancionó a Wulfric con veinticuatro horas en el cepo y la gente se dispersó.
Godwyn leía el Libro de Timothy y quería volver a esa época en que había una separación efectiva entre los monjes y las mujeres y resolvió poner el tema durante el capítulo, la reunión diaria de todos los monjes. A la hora del capítulo entró a la iglesia lord William de Caster. Se dirigió a Thomas que se desempeñaba como matricularis y tuvieron una conversación muy agitada de la cual nadie supo de qué se trataba. Godwyn recordó que una conversación igual había tenido lugar con Richard 10 años antes y había terminado con el ingreso de Thomas al priorato y que en esa ocasión Richard había prometido una donación a cambio, pero nunca más se había hablado de ello. Godwyn se puso a pensar que no sabían mucho de Thomas, ¿donde vivía? ¿ a quien servía? ¿era casado? ¿hijos? Cuando terminó el oficio llegó a la iglesia Petranilla, como siempre le sucedía a Godwyn cuando veía a su madre, sintió una mezcla de alegría y temor. Venía por el asunto del puente y los italianos que pensaban llevarse la feria a Shiring. Anthony se había negado y ella le dijo que pusiera en tema en el capítulo y se pusiera como líder de los reformistas a favor de un nuevo puente. Entró Philemon en busca de Godwyn, Petranilla se despidió y este le dijo que se trataba del obispo Richard.  
Philemon le contó a Godwyn que en ese momento el obispo Richard estaba en una de las habitaciones privadas del hospital con su prima Margery, sobrina de Roland, huérfana y ahora bajo su tutela. Este había concertado para ella un matrimonio con el hijo del conde de Monmouth, alianza política muy conveniente para Rolando ya que sería el noble más importante del sudoeste de Inglaterra.
Philemon le mostró a Godwyn la mirilla por la que él espiaba a los huéspedes que ocupaban esa habitación. Richard y Margery yacían juntos y hacían el amor. Godwyn decidió no informar el pecado del obispo sino que aprovecharlo para el futuro encubriéndolo y dándole a conocer a Richard que él los había visto. Godwyn fue al refectorio de los monjes donde se encontró con Theodoric y le comentó lo relacionado con la separación de los hombres de las mujeres en el priorato pero para ello deberían enfrentarse con el prior Anthony durante el capítulo presentando la idea como si fuese de Theodoric. En el comedor Godwyn se encontró con fray Murdo, los frailes eran monjes que vivían entre la población en lugar de monasterios, no tenían bienes, mendigaban comida y alojamiento, predicaban en las plazas y puertas de las tabernas en ese momento iniciaba una plegaria en voz alta. Luego vino el capítulo y Godwyn leyó la página del Libro de Timothy sobre la separación de los monjes y las monjas y planteó la pregunta si hoy habían relajado las normas originales de separación de los hombres de las mujeres en el priorato. Carlus el Ciego, el suprior, respondió que a veces era necesario que estuvieran juntos, varios monjes intervinieron a favor y en contra de la idea hasta que intervino el hermano Simeon, el tesorero quien dijo que no podían sobrevivir sin las monjas porque ellos no tenían bastante dinero y las monjas sí. La razón era que ellas recibían donaciones de muchas mujeres devotas y además administraban mejor el dinero. Y así terminó el asunto. Godwyn se dirigió a ver a su madre y le contó todo lo sucedido. Ella le aprobó lo hecho, pues ahora era el líder de los jóvenes reformistas, lo de Richard y Margery algún día sería una gran arma y sobre Philemon era muy útil con el tiempo sería una ayuda inestimable.
Merthin se encontraba en la iglesia tallando una puerta cuando llegó Elizabeth Clerk, belleza de 25 años, piel pálida, delgada, cabello con rizos rubios, su padre había sido obispo de Kingsbridge antes que Richard, su madre servía en la posada Bell. Merthin le caía bien y años antes se habían besado. Le alabó la talla de la puerta y se fue. Merthin entró en la casa de Elfric para mostrarle la puerta, Griselda estaba sentada en la cocina y Elfric en el patio contando una pila de maderos y sin previo aviso golpeó a Merthin con un listón lanzándolo al suelo diciéndole que había deshonrado a su hija; apareció Alice y también le enrostró haberse aprovechado de Griselda además de haber engañado a su hermana Caris. Ambos le dijeron que tenía que casarse con Griselda pues esta estaba embarazada. Elfric con un hacha hizo tiras la puerta.
Gwenda y Caris eran buenas amigas, solo se veían dos o tres veces al año pero compartían sus secretos. Gwenda y Joby llegaron a Kingsbridge el viernes de la semana de la feria del vellón. Gwenda fue a la casa de Caris y esta le contó que Merthin había estado raro con ella los últimos días, Gwenda le dijo que ella estaba enamorada de Wulfric. Nunca se había acostado con él, pero si lo había hecho un par de años atrás con un chico para saber como era. Caris le dijo que ella nunca lo había hecho. Gwenda le contó que lo único malo era que Wulfric estaba enamorado de Annet, la hija de Perkin, el hombre más rico de su aldea. Ambas muchachas salieron a buscarlo.
Caris le preguntó por su familia. Mal le respondió Gwenda se les había muerto la vaca y no sabía como comprarían otra. Gracias a la vaca la familia había podido sobrevivir los dos últimos inviernos. Llegaron al puesto de Perkin y ahí estaban Annet y Wulfric. Al verlo no lo podía creer pues el rostro de Wulfric estaba amoratado e hinchado y tenía un ojo cerrado. El les contó que había peleado con un escudero del conde, Ralph Fitzgerald, y como castigo había pasado una noche en el cepo. Las chicas se despidieron y continuaron caminando. Caris llevó a Gwenda a la casa de Mattie, una mujer muy sabia a la que acudía la gente que estaba enferma, quería vengarse o estaba enamorada. Mattie le dijo que podía ayudarla pero quería dejarle en claro que ella no tenía nada que ver con los espíritus o cosa parecida, solo Dios hacía milagros, ella utilizaba hierbas medicinales y aplicaba su capacidad de observación y luego le preparó un elixir con el cual enamorar a su amado y le dijo como usarlo. Mattie tenía todas sus hierbas y aparatos escondidos porque algunos la llamaban bruja. Las muchachas se despidieron y regresaron a la feria y se toparon con el padre de Gwenda que estaba con un hombre rudo de mal aspecto, Sim Champman, hojalatero. Joby le dijo a Gwenda que ya tenía una nueva vaca que había intercambiado por ella y en el mismo instante Sim le introdujo por la cabeza el lazo de una soga con el que le inmovilizó los brazos pegados al cuerpo. Intervino Caris diciendo que un monje podía resolver la disputa de venta de una hija por una vaca. Apareció el hermano Godwyn, el sacristán, le explicó el problema y este dictaminó que no había inconveniente en el trato. La única que se opuso fue Madge Webber, la esposa de Mark Webber pero John Constable, el alguacil, apareció y confirmó que el trato era correcto y Sim partió arrastrando a Gwenda. La llevó hasta un bosque muy lejano, allí había un grupo de proscritos entre ellos Tam Hiding, el proscrito más conocido de todo el condado, Sim pensaba prostituirla. Estaban todos borrachos y durmiendo por lo que ellos también se echaron a dormir. Gwenda solo pensaba en cómo desatarse. En la madrugada quiso orinar; a su lado dormía Alwyn que tenía una larga daga enfundada atada al cinto. Lo despertó con varias patadas y le pidió que la desatara para ir a orinar, la desató y la acompañó hasta el lugar en que podía hacerlo lo que aprovechó Gwenda para incitarlo a que se acostara con ella y mientras la penetraba le quitó la daga y lo mató. Huyó hacia el camino y se dirigió hacia Kingsbridge. Al rato vio que Sim Champman la seguía, echó a correr. 
Ese día se celebraba la causa contra Nell la Loca. El oispo Richard presidía el tribunal que lo formaban el prior Anthony y el arcediano Lloyd. Se había congregado una enorme multitud pues un juicio por herejía era un espectáculo imperdible. Además era sábado y estaba terminando la feria del vellón. Caris pensaba en Gwenda ¿qué le sucedería con Sim? de lo que no tenía duda era que Gwenda trataría de escapar. Llegó Merthin, lucía un enorme moretón en la parte izquierda de la cara. Caris fue la única en hablar a favor de Nell diciendo que Nell no era bruja sino que estaba loca, no tenía ni idea de lo que decía, no hacía daño a nadie. Fray Murdo pidió que se buscara en el cuerpo de Nell la marca que el diablo deja en sus servidores, un tercer pezón que puede estar en cualquier parte del cuerpo. El tribunal le encargó a las monjas realizar la inspección pero no fue necesario pues fray Murdo lo vio bajo el brazo derecho. El tribunal la declaró culpable de herejía y la condenó a morir en la horca luego de ser arrastrada a través de la ciudad. La multitud prorrumpió en vítores.
Merthin y Caris fueron al río. Ralph estaba con el séquito del conde Roland listo para regresar a Earlscastle; se quejaba de por qué habían nombrado a Stephen señor de Wigleigh y no a él que lo superaba en todo, pero podría haber guerra y eso era bueno, ansiaba encontrar la forma de destacar y restituir el honor de la familia perdido diez años atrás. Los mercaderes de lana querían que el rey tomase algún tipo de medidas contra Francia en respuesta a los ataques de estos contra los puertos de la costa sur de Inglaterra. Roland les ordenó a Stephen y a Ralph que se adelantaran y despejaran el puente pero en la calle mayor fueron detenidos por la multitud que seguía la carreta que tiraba a Nell la Loca hacia el cadalso, trataron de abrirse paso pero nadie les hizo caso. 
Entretanto, ya en el río, Merthin le confesó a Caris que había hecho algo horrible, se había acostado con Griselda y estaba embarazada tendría que casarse con ella. Caris le refutó que no necesariamente, había varios hombres que no se habían casado y tenían hijos. Merthin le respondió que entonces Elfric lo echaría y le mostró la mejilla. Miró hacia el puente del río y vio una multitud parada sobre este y presintió que no resistiría tanto peso. Caris vio a Gwenda corriendo hacia el puente perseguida por un hombre, cuando esta se adentró en el puente este se derrumbó. 
Caris y Merthin organizaron y dirigieron el salvataje. Ralph salvó al conde de Shiring pero no pudo salvar a Stephen. Gwenda logró deshacerse de Sim Chapman golpeándolo con un palo y ahogándolo después. Godwyn buscó y encontró al prior Anthony quien antes de expirar le dijo algo en secreto a la madre Cecilia.

### Tercera parte: de junio a diciembre de 1337
La madre Cecilia y su ayudante la hermana Juliana, a quien llamaban cariñosamente Julie la Anciana, no daban abasto para dirigir y atender a los heridos del accidente del puente y dirigir el hospital en que se había transformado la catedral. También estaban Mattie Wise, Matthew Barber, el hermano Joseph y Caris quien recordaba como la madre Cecilia cuando murió su madre, al igual que ahora, transmitía un halo de paz y orden a todo su alrededor.
Caris y un pequeño grupo incansable siguieron hasta que no hubo más que hacer, era medianoche, habían atendido a más de cuatrocientos heridos y los muertos eran más de cien. Caris se fue a su casa donde encontró a su padre y a Petranilla llorando la pérdida de su hermano Anthony. Al día siguiente siguió cooperando en la catedral y en el traslado de los heridos al hospital, entre ellos el conde Roland. Fue al río donde encontró a Merthin, Elfric y Thomas que trabajaban en retirar los escombros con la ayuda de muchos voluntarios. En un descanso se quedó a solas con Merthin y conversaron del problema de este con Griselda, no podía casarse con ella según Caris, él le respondió que aunque la amaba a ella se casaría con Griselda pues no podía eludir su responsabilidad. 
En los días siguientes sucedieron varios altercados entre los ciudadanos, peleas por celos, robo de gallinas, muerte por descuido pero el miércoles la vía fluvial estuvo abierta para que las embarcaciones pudieran salir de Kingsbridge rumbo a Melcombe con su cargamento de lana y otras mercancías de la feria del vellón con destino final Flandes e Italia.
Merthin construyó una balsa para trasladar a las personas de uno a otro lado del río, también serviría para el traslado del ganado. Mediante un sencillo pero ingenioso mecanismo ideado por él la balsa resultó un éxito, pero tal como le explicó a Edmund no reemplazaba la existencia de un nuevo puente que debería ser de piedra y no de madera si no querían que en el futuro nuevamente sucediera el mismo accidente. Su construcción demoraría tres años.
Caris llevó a Gwenda a ver a Mattie Wise para que le preparara otro elixir pues el primero lo había perdido en el accidente del puente. Caris puso el tema de los embarazos y Mattie les explicó que ella podía reconocer fácilmente cuando una mujer estaba embarazada y puso el ejemplo de Griselda que estaba de tres meses. Caris quedó sorprendida pues Merthin le había dicho que había sido solo una vez y en estas últimas semanas. Salió de la casa y fue en su búsqueda y cuando lo encontró lo recriminó por haberle mentido y ahí se dieron cuenta de que Griselda estaba embarazada de Thurstan y que como este se había ido quisieron hacerlo responsable a él.
La necesidad de un nuevo puente era resorte del priorato por lo que el nombramiento de un nuevo prior era urgente. Edmund y Caris fueron a ver a Carlus el Ciego para tratar el asunto, estaba acompañado por Simeon el tesorero. Tanto el prior Anthony primero, como él ahora, habían decidido que no estaban en condiciones de financiar la construcción de un nuevo puente de piedra, no tenían dinero. Edmund salió convencido de que tenía que evitar que el nuevo prior fuera Carlus.
Godwyn deseaba ser prior de Kingsbridge para poder transformar el sistema de financiamiento del priorato y no depender de las monjas y especialmente instaurar la estricta separación entre hermanos y hermanas y el resto de los habitantes de la ciudad, además de gozar del prestigio y autoridad del título. Carlus el Ciego y Thomas de Langley eran los otros candidatos. Para eliminar a Carlus le tendió una trampa que le hizo caerse en pleno oficio en la catedral, se retiró voluntariamente de la competencia. Para eliminar a Thomas de Langley, averiguó quién había pagado por su ingreso al priorato, descubriendo que había sido la misma reina Isabel mediante la entrega de una parcela de doscientas hectáreas en las proximidades de Lynn, en Norfolk. Seguro que Thomas le había prestado algún servicio a la reina.
Merthin fue a la casa de Elfric y les comunicó que sabía el engaño que habían tramado contra él, Griselda estaba embarazada de Thurstan, no se casaría con ella. Elfric lo echó de la casa, sin herramientas para trabajar y cuando aún le faltaban seis meses para poder graduarse como carpintero. Nadie le dio trabajo hasta que el padre Joffroi párroco de St. Mark, una iglesia pobre de Kingsbridge, lo contrató para que reparara el techo de esta.
Gwenda y Wulfric regresaron juntos a Wigleigh. En el camino, Gwenda no tuvo oportunidad de darle a beber el elixir de amor a Wulfric. Al llegar a su pueblo, Wulfric se dirigió a la casa de Annet y Gwenda a la de sus padres. Joby se sorprendió al verla llegar, pero luego la recibió con alegría. Gwenda les contó lo del puente y que se había salvado. Su padre le dijo que ahora la vendería en las ferias de distintas ciudades, ella se escaparía cada vez y todos felices. Gwenda no pudo creer lo que le proponía su padre y se fue de la casa.
Días después se debatió en el tribunal señorial de la aldea de Wigleigh el futuro de la herencia dejada por la muerte del padre de Wulfric. El tribunal fue presidido por Nate, el alguacial del pueblo y doce jurados, aldeanos de buena posición. A sugerencia de Gwenda, Wulfric solicitó que el veredicto fuera aplazado hasta que se nombrara el nuevo señor de Wigleigh y que por mientras se le permitiera seguir trabajando las tierras. El tribunal aceptó la solicitud.
Gwenda dormía en la casa de la viuda Huberts y trabajaba todo el día como bracera contrada por Nate, pero había decidido ayudar a Wulfric en el cultivo de sus tierras sin que este lo supiera, una hora antes de que saliera el sol y en la noche después de que este se pusiera. Se sentía feliz ayudando al joven, pero Annet lo supo y Wulfric, junto con agradecerle la ayuda, le pidió que no continuara haciéndolo y contrató a un bracero que pasaba por la aldea, Gram, quien resultó ser un ladrón que le robó su valioso caballo. 
Gwenda continuó ayudando a Wulfric y al no poder pagar el alojamiento a la viuda Huberts se fue a dormir al establo de Wulfric. Una noche se presentó en el establo su padre, Joby, acompañado de otro rufián llamado Jonah de Abingdon a quien quería venderla nuevamente. Gwenda se defendió con un leño encendido, le quemó la cara a Joby, se inició un incendio; llegó Wulfric, apagó el fuego, le pegó a Jonah y los expulsó de su propiedad.
Cuando todo estuvo tranquilo, Wulfric le ofreció un trago de vino a Gwenda. Ella recordó que aún tenía el elixir de amor y decidió que esta era su oportunidad de emplearlo. Se acariciaron, Gwenda se desnudó y se le ofreció pero cuando estaban en el momento más ardiente, Wulfric se contuvo y dijo que no podía hacerlo porque él amaba a Anett. Gwenda le respondió que la disculpara y que lo comprendía.
Para la elección del nuevo prior, Godwyn decidió actuar primero contra Carlus el Ciego que aparecía como principal candidato. Para ello hizo que durante la misa de la festividad de San Adolfo este tropezara mientras llevaba el relicario con los huesos del santo. Carlus cayó al suelo y los huesos salieron disparados en todas direcciones. Carlus renunció a su postulación en forma indeclinable. Ese mismo día se supo que el conde de Shiring había recuperado el conocimiento y el habla. Pidió hablar con el suprior de inmediato. Concurrieron Godwyn y Simeon quienes le informaron del accidente de Carlus y de su renuncia. Roland les comunicó que el matrimonio de su sobrina Margery debería efectuarse en la catedral de Kingsbridge en tres semanas más y ya con el nuevo prior en funciones para la misa. Él deseaba nominar para el puesto a su sobrino Saúl Whitehead actual prior de St. John in-the-Forest.
El padre Joffroi había contratado a Merthin para que construyera un cabrestante y reparara el techo de su pequeña iglesia de St. Mark. Merthin había inventado un cabrestante basculante que funcionó a la perfección. Con ello ganó su primer sueldo que le permitió adquirir herramientas y hacerle un regalo a su madre. Edmund le propuso que hiciera un boceto de un nuevo puente para empezar el trabajo en cuanto se eligiera el nuevo prior. Merthin dijo que el nuevo puente tenía que ser de piedra y más ancho si no deseaban que uno de madera sufriera el mismo fin que el antiguo. LLegó Godwyn y les informó que Roland estaba recuperado, que Carlus había retirado su candidatura y solo quedaba Thomas, pero que el conde iba a proponer a Saúl Whitehead quien probablemente se opondría a la construcción del nuevo puente, había que persuadirlo que rechazara la nominación y propondrían a Murdo como candidato, sabiendo que no saldría elegido. Merthin tenía su futuro asegurado por lo que le propuso a Caris que se casaran pues deseaba formar una familia pero esta le respondió que ella era feliz tal como estaban. Se separaron enojados.
Fray Murdo presentó al conde Roland su candidatura a prior de Kingsbridge, este le dijo que lo consideraría pero que su candidato era su sobrino Saúl Whitehead. Godwyn fue hasta St. John in-the-Forest con el recado del conde pero Saúl rechazó su nominación, ante lo cual Roland propuso para prior a Murdo. Godwyn estaba feliz y para dejar fuera de competencia a Thomas le dijo a Murdo que este había ingresado al priorato gracias a la reina Isabel. Murdo, ante todos los monjes, le preguntó a Thomas si él había estado al servicio de la reina Isabel, Thomas sintió miedo y retiró su candidatura para no tener que responder a preguntas como esa en el futuro. Godwyn había completado su plan pues estaba seguro de que los monjes rechazarían a Murdo y lo nombrarían a él como prior.
El rey gobernaba Inglaterra junto con trece condes, cuarenta barones y veintiún obispos. El Parlamento estaba constituido por ellos que formaban el grupo de los Lores, la aristocracia; contra los Comunes integrado por caballeros, pequeños nobles y comerciantes. Godwyn se iba a oponer al conde de Shiring uno de los hombres más poderosos del reino.
Godwyn se enfrentó a Roland. Había sido escogido prior por la unanimidad de los monjes, el candidato del conde no obtuvo ni un voto. Para que Roland aceptara la nominación de Godwyn este tuvo que contarle el episodio en que Richard se había acostado con Margery. Roland se enfureció, le pegó a Richard y se retiró indignado.
La investidura se efectuó el día anterior a la boda del hijo del conde Monmouth. Merthin y Caris se separaron de la multitud y subieron a la torre de la iglesia porque Merthin quería averiguar por qué se había caído la bóveda. Mientras estaban ahí escucharon la conversación del padre Thomas con una mujer pelirroja de unos 30 años que resultó ser su esposa Loreen. Ella le dijo que su hijo ya tenía trece años y que quería ser caballero, que la hija de doce años era muy bonita. Él le dijo que se había internado en el priorato porque si no lo habrían matado, para mantener un secreto. La mujer se despidió pertenecía al séquito de la condesa de Monmouth. Caris y Merthin comentaron la situación de ellos y volvieron a discutir sobre lo que significaba el matrimonio para el hombre y la mujer, se separaron enojados. Llegó a la casa de Caris la madre Cecilia quien le dijo que llevaba diez años observándola, que le había impresionado su actuación en el accidente del puente, el talento demostrado para organizar y dirigir, que era una mujer excepcional y que en su opinión debía entrar al servicio de Dios. Caris le respondió que le gustaban demasiado los hombres. Cecilia le dijo que no fuera beguina, las beguinas eran monjas que no obedecían a ninguna regla y sus votos eran provisionales. La mayoría estaban en los Países Bajos y tuvieron una líder, Margarita Porete, que escribió un libro titulado El espejo de las almas simples. La iglesia había condenado a las beguinas y Margarita Porete había sido quemada en la hoguera. Finalmente Cecilia se levantó y se fue. Al poco rato llegó Merthin, le pidió disculpas, se acariciaron e hicieron el amor por primera vez. 
Al día siguiente del nombramiento de Godwyn como prior, Edmund Wooler le pidió a Merthin que le mostrara los bocetos del nuevo puente pero estos habían sido destruidos por Elfric. Merthin le describió su idea para un nuevo puente de piedra que empleaba una isla para cruzar el río, en lugar de un gran puente, tendrían dos más pequeños, lo que resultaba más económico. Edmund aprobó la idea. Elfric tenía otra idea para el nuevo puente, finalmente Edmund resolvió que tanto el priorato como el gremio deberían valorar ambos proyectos y el escogido, a su vez evaluado por otros constructores y finalmente el prior Godwyn hará su elección. 
La reunión de evaluación se efectuó en la sede del gremio. Tos los personajes importantes de Kingsbridge asistieron. Merthin y Elfric presentaron sus proyectos y presupuestos. Después de largas intervenciones de los comerciantes. El proyecto de Merthin fue aprobado y Godwyn lo ratificó.
Edmund y Caris se reunieron con Godwyn y convinieron la manera en que se iba financiar la construcción del puente que tenía un costo de trescientas siete libras; los comerciantes más ricos de la ciudad prestarían el dinero y lo recuperarían porque el priorato efectuaría un contrato de arriendo por el puente de treinta y seis libras al año a perpetuidad además de entregarles media hectárea de tierra en cada extremo del puente y la isla de en medio. La idea del contrato final fue de Caris quien sabía que cuando el puente estuviera construido esas tierras no tendrían precio pues se podrían construir edificios y ofrecer servicios a los viajeros por los que cobrarían arriendos. Merthin felicitó a Caris por el contrato mientras hacían el amor. Hablaron de matrimonio, de lo que Caris quería hacer en el futuro y Merthin pidió la isla para él en pago de parte de su retribución por la construcción del puente.
Ralph le pidió a lord William de Caster, el primogénito del conde Roland que intercediera por él para que lo hiciera caballero. Una tarde Philippa le sugería a Roland que construyera una casa moderna, Ralph la escuchó y sin saber por qué intervino diciendo que él conocía quién podía diseñar y construir una casa así, su hermano Merthin. Philippa lo recordaba y Merthin señaló entre sus méritos haber diseñado una nueva balsa para Kingsbridge y reparado el tejado de la iglesia de St. Mark y que ahora le habían encargado la construcción del nuevo puente de la ciudad. Roland con esta información le pidió a Ralph que convenciera a su hermano que dejara la construcción del puente y construyera un nuevo palacio para él en Earlscastle. Merthin no aceptó la proposición y entonces a Ralph se le ocurrió que una forma de retrasar la construcción del puente era cobrarles un tributo por usar sus caminos entre la cantera y el priorato. Roland aprobó la idea y designó al propio Ralph para que cobrara el pago de los carros o impidiera su paso si no pagaban. 
Ralph llevó cuatro hombres de armas montados y dos mozos, fuerza suficiente para detener a los canteros. Entre los hombres de armas iba Joseph Woodstock un hombre muy fuerte. El primer carro subió por la cuesta, transportaba cuatro enormes piedras era conducido por Ben Wheeler. Ralph lo detuvo y le pidió el pago del tributo, un penique por carro. Ben fue a buscar a Merthin y ambos se enfrentaron a Ralph. Finalmente hubo pelea, Ben mató a Joseph de un garrotazo y Ralph lo atravesó con su espada. 
En Wigleigh la cosecha fue pobre. Gwenda y Wulfric no paraban de trabajar. Toda la aldea les ofreció ayuda pues los hombres admiraron a Wulfric y las mujeres compadecían a Gwenda. Aún no se decidía la fecha de la boda de Annet con Wulfric, pues el padre de esta no quería comprometerla hasta que no se resolviera el tema de la herencia del joven. Nathan Reeve los reunió en la iglesia pues el nuevo señor estaba a punto de llegar
Todos estaban ansiosos por conocer al nuevo señor, era Ralph Fitzgerald seguido por su escudero Alan Ferhill. Al domingo siguiente fue la primera audiencia de Lord Ralph, entre otros asuntos se trató la herencia de Wulfric. No se le permitiría heredar por tener solo dieciséis años. Más adelante decidiría que se haría con las tierras. Annet rompió su compromiso con Wulfric y dos semanas más tarde se casó con Billy Howard. Wulric continuó trabajando las tierras ayudado por Gwenda y recibiendo de Nate el pago del jornal estipulado. La noche de la boda de Annet, Gwenda regresó al granero de Wulfric donde lo encontró y lo consoló, se acostó junto a él y finalmente hicieron el amor por primera vez. 
Al día siguiente Gwenda decidió ir a Kingsbridge a averiguar si aun había algún modo de que Wulfric recibiera su herencia. Fue a ver a su hermano Philemon que ahora por fin era novicio. este sabía lo de la herencia de Wulfric y le sugirió que viera a Caris. Se contaron sus novedades y luego Gwenda le dijo que su hermano le había sugerido que quizás Merthin podía persuadir a Ralph que cambiara su postura. Caris le dijo que estaban peleados por la muerte de Ben Wheeler, no podía ayudarla. Gwenda decidió no pedir más ayuda sino que ir directamente ante Ralph a solicitarle cambiar su decisión. Gwenda le suplicó que tuviera clemencia con Wulfric y Ralph se comprometió a tenerla si tenían sexo. Gwenda aceptó. Días después Gwenda y Wulfic fueron citados por lord Ralph, también estaban Perking y Billy Howard y este decidió entregarle las tierras a Perking.
Westminster Hall era enorme. Godwyn, Edmund y Caris habían viajado a Londres para presentar su caso ante el consejo real y este lo había enviado al tribunal común. El tribunal fue presidido por sir Wilbert Wheatfield. El abogado del priorato, Gregory Longfellow, expuso que el conde de Shiring exigía el pago de un tributo por el paso de los carros con piedras de la cantera por sus caminos. Finalmente el juez determinó que el transporte debería ser sin pago de impuestos. Al regresar a Kingsbridge, Merthin sugirió a Edmund y Godwyn que para acelerar el trabajo en el puente y recuperar el tiempo perdido se ofreciera una indulgencia a los voluntarios que trajesen la piedra de la cantera. La indulgencia era un perdón especial de los pecados por parte de la iglesia, se podía utilizar para saldar pecados pasados o futuros. Caris le informó a Merthin que estaba embarazada; este reaccionó feliz, ahora podrían casarse, pero ella le dijo que no estaba dispuesta a ser la esclava de nadie, menos de un hijo. No lo tendría se separaron enojados.
La gente de Kingsbridge reaccionó favorablemente a la oferta de la indulgencia y en dos días transportaron las piedras desde la cantera y vaciaron el agua de las ataguías para colocar las piedras. Webber y Megg fueron los capataces de los grupos de desagüe de las ataguías. Wulfric estaba sumido en la tristeza, no deseaba saber nada de nada. Gwenda preocupada le contó que estaba embarazada, noticia que lo hizo reaccionar y decidió casarse con Gwenda. Caris fue a ver a Mattie Wise y le contró que estaba embarzada y que no quería tener el hijo. Mattie le dio un remedio y abortó.

### Cuarta parte: de junio de 1338 a mayo de 1339
La feria del vellón de 1338 fue un fracaso para Kingsbridge y especialmente para Edmund Wooler. El paso del río era demasiado lento. Edmund, Caris y Guillaume, un londinense comprador de lana visitaron las obras del puente. Merthin, ahora de 21 años, era considerado por todos como maestro constructor. Caris le informó que debían interrumpir la construcción del puente pues su padre no tenía dinero.
Gwenda estaba embarazada de ocho meses, casada ahora con Wulfric, feliz. Mientras Caris y ella pasaban por los puestos del mercado, Caris se fijó que a los mercaderes que vendían paño pardo el negocio les iba viento en popa, a diferencia de los laneros. Caris pensó que quizás si hilaba su lana podría venderla como paño, pero además teñida de distintos colores. Paño pardo era el color natural de la lana, el que todos empleaban para confeccionar sus vestidos en casa. Estaba con estos pensamientos cuando apareció Ralph que se dirigía al puesto de Perkin. Gwenda que estaba ahí repentinamente lanzó un fuerte grito de dolor. Caris le pidió a Wulfric que la llevara al hospital. Gwenda estaba de parto. Julie la Anciana la atendió y recibió al niño, pero Gwenda siguió sangrando. Caris fue a buscar a Mattie Wise y esta le salvó la vida. Al niño le pusieron Sammy, Sam, como el padre de Wulfric.
Godwyn llevaba un año como prior y había efectuado varios cambios, principalmente relacionados con la separación entre los monjes y las monjas. Ahora deseaba construir una casa nueva para el prior pero no tenía fondos para hacerlo y la hermana Cecilia, aunque le encontró razón, le dijo que se lo recordara en tres años más porque actualmente su presupuesto estaba comprometido en otras obras. Philemon ya era novicio y había adquirido gran seguridad en sí mismo. Propuso enviar un inspector a las aldeas para verificar la situación de los siervos que decían no poder pagar el arriendo de sus tierras. Godwyn lo designó a él para que efectuara la fiscalización. Además Philemon le informó que, antiguamente, cuando el priorato construyó molinos, estanques para los peces y conejeras, los priores habían dictado una ley por la cual los habitantes de la ciudad debían utilizar las instalaciones de los monjes y pagar por su uso, posteriormente cambiaron la ley y permitieron a los habitantes tener sus propias instalaciones siempre y cuando pagaran una multa. Dicha norma había caído en desuso en los tiempos del prior Anthony pero se podía volver a imponer. Godwyn lo anunció en la misa del domingo pues esa era la voluntad de Dios.
Caris le informó a su padre que la solución para salvarlos de la bancarrota y de la paralización de la construcción del puente era convertir sus excedentes de lana en paño de distintos colores, para lo cual tendrían que cardarla, hilarla, tejerla, abatanarla y teñirla, luego de este largo proceso al venderla tendrían una importante ganancia. Edmund lo aprobó. En el intertanto Caris se enteró de que la orden de Godwyn sobre el uso de las instalaciones de los monjes o bien pagar una multa se pondría en ejecución de inmediato. Madge, la esposa de Mark Weber le hiló la lana, Caris se dio cuenta de que el tejido quedaba muy suelto, si quería competir con los tejidos italianos tendría que mejorar los telares. El paño se lo llevaron a Peter Dyer para que lo tiñera. 
Edmund y Caris llevaron la lana y el paño a la feria de Shiring. La lana se pudo vender a un precio rebajado y vendió tres de los cuatro rollos de paño. No había sido un fracaso absoluto pero no lo suficiente como para estar contenta. Caris fue a ver los puestos de sus competidores. Loro Fiorentino compraba lana virgen que enviaba a Florencia donde la transformaban en los excelentes paños que Loro ahora vendía en su puesto. Tenía dos paños de colores brillantes, el resto ya lo había vendido. Le explicó a Caris que el buen paño siempre se vendía, que el tono escarlata lo obtenían empleando rubia y alumbre; el tono azul empleando índigo de Bengala. Tanto el alumbre como el índigo eran muy caros pero compensaban su costo por el alto precio del paño. Caris le preguntó a Mattie Wise sobre el uso de la alumbre que ella compraba en Melcombe. Caris fue al puerto de Melcombe donde compró un barril de rubia y un saco de alumbre. Regresó a Kingsbridge y en su casa mediante el procedimiento de ensayo y error logró dar por fin con la fórmula correcta para teñir la lana. Peter Dyer tiñó todo el paño restante de un color rojo brillante impecable. Caris lo llevó a la feria de San Gil donde lo compró Harry Mercer de Cheapside, hijo del comerciante de paño más importante de Inglaterra quien además le dijo que cuando tuviera más paño escarlata como ese se lo llevara a Londres donde lo comprarían todo.
Caris regresó feliz a casa, iba a tejer toda la lana que tenían transformándola en paño escarlata. Era mucho trabajo pero Edmund lo aprobó con entusiasmo. Le enseñaría a todos los tejedores a utilizar el alumbre, no le importaba que le copiaran su fórmula, todos ganarían dinero. Fue donde Mark Webber y le explicó su idea de tejer toda la lana. En su casa tanto Petranilla como Alice le pidieron a Edmund que reconsiderara el proyecto, pero este decidió mantenerlo a firme. Caris fue donde Peter Dyer a advertirle el volumen de trabajo que se le vendría encima, este le dijo que no se podía hacer por el abatanado, pues había prohibición de abatanar el paño ellos mismos, había que hacerlo en el batán del priorato que era demasiado lento y al ser solo uno, no daría abasto para tanto trabajo. Esa era la regla establecida por el prior. Caris le contó a su padre la nueva dificultad y este le respondió que según sabía el batán había sido cedido por el prior Phillip a la ciudad, gratis y a perpetuidad. Lo que sucedió fue que cuando falló no se pusieron de acuerdo quien debía pagar por su reparación y manutención. Godwyn no tenía derecho a cobrar por su uso ni a obligar a la gente a utilizarlo, pero este se negó a aceptarlo, entonces Edmund le dijo que recurrirían al tribunal del rey.
Ralph y su escudero Alan Fernhill cazaban ciervos en el bosque cuando escucharon voces de mujeres, era un grupo que lavaba en el río. Ralph reconoció a Gwenda, a Peg, a su criada Vira, a la viuda Huberts y a Annet. Después de un tiempo todas se fueron a casa menos Annet que estaba atrasada con el lavado. Ralph se aseguró de que el grupo estuviera bastante lejos y entonces se presentó ante Annet a quien, con la ayuda de Alan, violó. Gwenda fue la primera en ver a Annet cuando regresó a casa, venía sangrando y con moretones en lo brazos, les contó lo sucedido. El sacerdote de Wigleigh, padre Gaspard, concurrió donde el conde Roland y acusó a Ralph de haber violado a Annet, esposa de Billy Howard. Roland les dijo que recurrieran a lord William pues el asunto ocurrió en sus tierras. El padre Gaspard les aconsejó ir donde lord William pues Ralph había cometido un delito, un pecado mortal que debía confesar y arrepentirse. Lord William y lady Philippa los recibieron en una audiencia privada y le dijeron al padre Gaspard que presentara un pedimento de Annet ante un juez de paz en el juzgado comarcal de Shiring. Él y el padre Gaspard serían los fiadores. El castigo para la violación era la horca.
Edmund y Caris concurrieron nuevamente a Londres al tribunal del rey por el pago de la reparación y mantención del batán, su abogado era Francis Bookman. Godwyn fue con su abogado Gregory Longfellow. El juez nuevamente era sir Wilbert Wheatfield. El abogado de Godwyn solo dijo que Kingsbridge no era un municipio foral. El juez determinó que los ciudadanos de Kingsbridge eran siervos y por lo tanto no podían pasar por encima de su señor, el prior. Decidieron apelar al rey iban a pedir un fuero municipal. Llegando a Kingsbridge Caris fue donde Merthin y le contó lo sucedido. Hacía un año que habían terminado su relación. Conseguir el fuero municipal demoraría a lo menos un año por lo que tendrían que detener la construcción del puente, no tenían dinero. Merthin le sugirió que construyeran su propio batán en Wigleigh, se lo pediría a su hermano. El paño se tejería en las aldeas y se llevaría directamente a Wigleigh y luego a Londres sin pasar por Kingsbridge. 
Merthin estaba con Elizabeth y su madre y esta le preguntó por el nuevo molino de Wigleigh. Estaba listo y funcionando desde hacía una semana, era operado por Mark Webber. El puente estaría listo para la feria del vellón. Elizabeth lo felicitó: entre Caris y él habían salvado la ciudad. Llegó un aprendiz de Edmund a buscar a Merthin, lo esperaban en la cofradía gremial. Era un junta presidida por Edmund junto con el prior Godwyn y le comunicaron que el prior lo despedía como maestro constructor del puente cuya construcción la terminaría el maestro Elfric. Era en represalia por la construcción del batán en Wigleigh. 
Ralph se presentó ante el jurado integrado por caballeros del condado y por el juez Guy de Bois quien luego de escuchar los testimonios de ambas partes lo declaró culpable de violación. Ralph mientras escuchaba la sentencia en boca del portavoz del jurado, sir Herbert, vio al padre Jerome, el secretario del conde, quien en voz baja le dijo que afuera lo esperaban sus caballos listos para partir, que corriera de inmediato. Ralph le hizo una seña a Alan, desenvainó su espada, hirió a Wulfric que intentó detenerlo y al portavoz. Llegaron a los caballos y partieron veloces hacia el bosque.
Merthin comentó con Elizabeth Clerk lo sucedido y luego la llevó a conocer la casa que estaba construyendo para Dick Brewer entre otras obras que estaba realizando ahora que no trabajaba en la construcción del puente. Allí Elizabeth se le ofreció desnuda pero Merthin no reaccionó, Elizabeth se fue llorando y culpando a Caris de que lo tenía hechizado. Una semana después Merthin le informó a Edmund que se iba a Florencia; Caris al escucharlo no lo podía creer y le respondió que no se fuera pues ella se casaría con él. Una semana después Elizabeth Clerk tomó los hábitos. 
Ralph y Alan vivían en el bosque: allí conocieron y se unieron a Tam Hiding formando un grupo de proscritos que puso en peligro la feria dominical de Kingsbridge, pues ese día asaltaban a los campesinos que iban con sus mercancías a venderlas en el mercado. Edmund estaba feliz con la próxima boda de Caris, iba a casarse con Merthin el domingo siguiente a la feria del vellón para la que faltaba un mes, sería un gran acontecimiento al que estaban invitados cientos de ciudadanos, pero ahora estaba preocupado por el asunto de los proscritos por lo que convocó al gremio para tratar el tema. Decidieron que el hermano Thomas formara una milicia de unos cien hombres que podría vencer a los proscritos que estimaban que eran unos veinte o treinta. Thomas fue donde Merthin para que le ayudara a ubicar el lugar en que podría estar su hermano, este le indicó que podría encontrarse en las chozas de piedra que había en Chalk Hills, pues allí iban cuando jóvenes y salían de caza, a cambio le pidió a Thomas que no mataran a Ralph sino que lo apresara vivo.
La próxima mañana de domingo Thomas y su milicia emboscaron a los proscrito cuando regresaban a las chozas de piedra. Thomas sujetó y cubrió con su cuerpo a Ralph mientras el resto de los proscritos fueron muertos por lo milicianos, excepto Alan Fernhill que quedó herido y Tam que escapó; Thomas le dijo que lo había hecho por su hermano. Ralph fue llevado a la prisión de Kingsbridge. Habían sido condenados a muerte por la violación de Annet y los delitos cometidos ante el juez: herir al portavoz del jurado y a Wulfric y huir. Ese día serían ahorcados en la ciudad de Shiring. Cuando el sheriff los sacó de la prisión se presentó el conde Roland y le entregó un pergamino, era un mandato real. Todos los prisioneros del condado obtenían el perdón y quedaban libres con la condición de que debían sumarse al ejército del rey que ya estaba en Francia.
Era el día anterior a la inauguración de la feria del vellón. El prior Godwyn y Philemon escuchaban a su abogado Gregory Longfellow quien les explicaba por qué el rey le concedería el fuero municipal a Kingsbridge con lo cual el priorato quedaría relegado en el gobierno de la ciudad y esta sería gobernada por los comerciantes. El rey estaba en Francia desde hacía más de un año y necesitaba dinero y la cofradía gremial le había asegurado que ellos pagarían más tributos si el priorato dejaba de controlar a los mercaderes. Buscando como combatir la aprobación del fuero municipal se les ocurrió acusar a Caris, quien prácticamente era quien impulsaba la solicitud del fuero, de que esta practicaba la brujería, Philemon quedó encargado de buscar pruebas.
El obispo Richard presidía el oficio el domingo de Pentecostés que inauguraba la semana de la feria del vellón. Caris junto a Merthin asistía feliz pensando que había buenos augurios sobre la concesión del fuero municipal, el negocio de los telares era exitoso y en una semana más se casaría con Merthin. Philemon se le acercó y le preguntó qué pensaba ella de Mattie Wise ¿era una bruja? se lo preguntaba porque el tribunal eclesiástico había recibido una queja y estaba investigando el caso. Caris le respondió que eso era ridículo. Merthin quedó preocupado. Al día siguiente Edmund sufrió un ataque, tuvo que ser llevado al hospital y Caris corrió a buscar a Mattie pero no la encontró, había abandonado la ciudad, nadie sabía donde estaba. Caris en ese momento decidió tomar el lugar de Mattie y dejar a Mark Webber encargado de los telares, ella iría en busca de otros sanadores en Shiring, Winchester y Londres para aprender nuevos métodos. Regresó al hospital y su padre se había recuperado. 
A mitad de semana, el miércoles, Merthin le explicó a Caris que Elfric estaba convocando a la elección de un nuevo mayordomo y se presentaba él como candidato. Edmund estaba de acuerdo en la necesidad de su reemplazo, estaba enfermo y viejo. Había que buscar quien lo reemplazara, podría ser Dick Brewer. Dick le dijo que ese fin de semana le entregaría el negocio a su hijo y él se retiraría a descansar y le manifestó que el mejor candidato sería ella, Caris aceptó.
Godwyn invitó a Elfric a cenar el viernes y le propuso eliminar a Caris como candidata a mayordomo siempre que él, una vez elegido, no continuara con la tramitación del proyecto de fuero municipal. Elfric aceptó y quiso conocer como eliminarían a Caris de la competencia. Philemon le dijo que mañana sábado se reuniría el tribunal eclesiástico para juzgar por brujería a Mattie, pero en último momento lo haría contra Caris. El juez sería el obispo Richard. 
El sábado por la mañana Caris se dirigió a la catedral a defender a Mattie, se le unió Merthin y esperaron tranquilos el comienzo del juicio. Caris pensaba en que al día siguiente, en esa misma iglesia catedral se casaría con Merthin. Entraron los hermanos y las monjas y tomaron asiento; Godwyn se puso de pie y anunció con voz firme y clara: "nos hemos reunido para demostrar la acusación de herejía contra Caris, la hija de Edmund Wooler." La sorpresa fue general. Inicialmente Caris quedó perpleja pero luego se rehízo y rebatió todos los puntos que presentaba Philemon ante el obispo Richard. Finalmente avanzó fray Murdo quien propuso que examinaran a Caris para ver si presentaba la marca del diablo.
Caris y Merthin se miraron con horror, ambos sabían que Caris tenía un lunar entre las piernas y que las monjas lo encontrarían. La madre Cecilia se acercó y tomó de la mano a Caris y la condujo al convento de las monjas y finalmente al dormitorio. La madre Cecilia le dijo que no la iban a examinar pues sabían que tenía un lunar, se lo habían visto cuando estuvo hospitalizada dos años atrás. Caris les dijo que la condenarían a muerte y Cecilia le respondió que no necesariamente, había otra solución.
Merthin pensaba: "si Caris muere, mataré a Godwyn." La madre Cecilia entró sola a la catedral y se dirigió hacia el obispo y le dijo que Caris había confesado sus pecados y había recibido la absolución del padre Joffroi; que deseaba entrar como novicia en el priorato y ella la había aceptado. Después de varias preguntas de Godwyn y Philemon y respuestas por parte de la madre Cecilia, el obispo Richard decidió condenarla a muerte formalmente pero la sentencia quedaría suspendida mientras fuese monja. Si renunciaba a los votos la sentencia se cumpliría. Richard levantó la sesión.
Merthin trató de hablar con Caris pero esta no quiso verlo. Fue donde Mark Webber y decidieron que Madge fuera a verla para estar seguros de que estaba viva y proponerle que se escaparan. Madge fue, habló largamente con Caris y regresó donde Merthin. Caris estaba viva, no sufría daño físico y estaba en su sano juicio. Solo pensaba en que Merthin debía convertirse en maestro constructor y no en un eterno fugitivo, ella se dedicaría a sanar a los enfermos. Merthin se despidió de Mark y Madge y les dijo que se iba a Florencia.

### Quinta parte: de marzo de 1346 a diciembre de 1348
Caris llevaba siete años en la orden y estaba a cargo del hospital. Llegó un peregrino, Gilbert de Hereford, al que le dio alojamiento. Caris tenía dudas sobre la eficiencia de los remedios de los monjes médicos, cataplasmas con tres partes de grasa de pollo, más tres de excrementos de cabra a veces infectaban las heridas, pero ellos gozaban de la autoridad de Hipócrates y de Galeno que todos aceptaban, ella creía más en la observación, el sentido común y las hierbas. Llevaba un pequeño cuaderno donde anotaba el historial de cada paciente grave: fecha, nombre del paciente, síntomas, el tratamiento aplicado y su resultado.
Todos los años para la feria del vellón, Buonaventura Caroli le traía a Caris noticias de Merthin. Ahora era el maestro constructor más rico de Florencia, se había casado con una joven de nombre Silvia, hija menor de uno de los hombres más importantes de Florencia, Alessandro Christi, mercader de especies orientales y propietario de varios barcos. Llevaban dos años de casados y tenían una hija, Lolla. 
Caris conversaba con Mair cuando sintieron ruido en la biblioteca, era el peregrino que estaba robando las joyas de oro y plata que se guardaban ahí. Despertaron a los monjes y lo atraparon. El tribunal eclesiástico lo declaró culpable y lo condenó a la pena impuesta a los ladrones de iglesias: desollamiento en vida que consistía en arrancarle la piel en tiras, mientras permanecía consciente y moría desangrado.
El día del desollamiento Godwyn y la madre Cecilia acordaron construir una nueva sala del tesoro en la que guardarían sus riquezas; compartirían los gastos pues el monasterio continuaba siendo pobre a pesar de todas las medidas adoptadas, los habitantes habían encontrado formas alternativas para eludir sus normas. Petranilla convenció a Godwyn de que debería tener una morada mejor que la pobre actual para que lo consideraran para cargos de mayor importancia. Estaban en eso cuando llegaron las madres Cecilia y Natalie, Petranilla se retiró. Cecilia le informó que el convento había recibido una donación de ciento cincuenta libras en monedas de oro. La donante era una mujer de Thornbury y suponían que era porque había sido cuidada por ellas cuando estuvo enferma en su regreso a casa desde Londres. Su problema era dónde guardarlo, Godwyn les propuso invertir parte del donativo en la construcción de la nueva sala del tesoro. Elfric hizo un presupuesto y lo construyó.  
A Caris no le gustaba compartir la sala del tesoro con los monjes pero después de varias inspecciones tuvo que aceptarlo. Godwyn sacó cincuenta ducados del tesoro y se los dio a Elfric para que comenzara la construcción de un palacio para el prior; no era un robo sino que un préstamo, las monjas tendrían que aceptarlo cuando lo descubrieran. 
Caris pensaba en la hermana Mair, la había besado en la boca y no le había desagradado. Esto le preocupaba. Le tenía cariño. Mair estaba enamorada, pero ella no sentía lo mismo. No dejaba de pensar en su adorado Merthin. En la feria del vellón el paño ya se conocía como el paño escarlata de Kingsbridge. Elfric había terminado el puente y los visitantes eran legiones. La noche del sábado, antes de la inauguración de la feria, el hospital estaba lleno de visitantes, uno de ellos, Maldwyn Cook, que se dedicaba a preparar pequeños bocaditos cayó enfermo; dolor de estómago, vómitos y diarrea. A la mañana siguiente cayeron enfermos, con los mismos síntomas, otros tres viajeros. El obispo Richard estaba ausente por lo que el arcediano Lloyd era quien dirigía la diócesis.
La enfermedad se había propagado rápidamente. Los mismos síntomas, duraba veinticuatro a cuarenta y ocho horas. No afectaba mucho a los adultos pero mataba a los ancianos y a los lactantes. El miércoles cayeron varias monjas, Mair y Tilly entre ellas. Caris le preguntó a Buonaventura si los médicos italianos tenían algún tratamiento para la enfermedad. Ninguno, pero los médicos musulmanes creían que las dolencias se contraían cuando una persona enferma miraba a una sana, se transmitía por la vista, por lo que había que separar a los enfermos de los sanos. Caris no creía que la enfermedad se transmitiera por la vista pero sí aceptaba lo de separar las habitaciones de los enfermos. La madre Cecilia ordenó cerrar el hospital. Entonces a Caris se le ocurrió que para el futuro deberían construir un hospital solo para enfermos y dejar el actual para los peregrinos y visitantes sanos. Para eso tenían ciento cincuenta libras. 
La madre Cecilia aprobó la idea de construir un hospital. Jeremiah sería el maestro constructor. El costo sería de unas cien libras, casi todo el donativo que poseían. Como el terreno para la construcción no era de los monjes ni de las monjas fueron donde Godwyn para ver como proceder. Godwyn se encontraba con Philemon cuando la madre Cecilia acompañada por Caris le informó que iba a construir un nuevo hospital. Godwyn le respondió que no aprobaba la idea y que el dinero de la donación lo había empleado en beneficio del priorato y gloria de Dios. Recurrieron al arcediano Lloyd quien dijo que el asunto era tan grave que él no podía resolverlo, debía hacerlo el propio obispo. Caris decidió ir en busca del obispo que iba rumbo a Francia. 
En julio de 1346, Eduardo III reunió en Portsmouth casi un millar de naves que zarparon el 11 del mismo mes con rumbo secreto. Caris y Mair llegaron a Portsmouth dos días después del zarpe de las naves, decidieron seguirlos a Francia. Se embarcaron en una coca de nombre Grace y cuyo capitán era Rollo quien les informó que las llevaría a Caen, último lugar donde sabía que había estado el ejército del rey compuesto por quince mil hombres, la mitad arqueros y casi cinco mil caballos. En Francia navegaron el estuario del río Orne y pudieron apreciar que las tierras habían sido quemadas y varios cascos de naves incendiados. Rollo les entregó un jamón y les dijo que siguieran el camino flanqueado de campos calcinados. Caen había sido arrasado por los ingleses, habían destruido y quemado casas, iglesias, asesinado a hombres, mujeres, niños, ni las monjas habían sido respetadas. Caris y Mair cambiaron su indumentaria y apariencia por el de dos pajes que buscaban a su señor ya que el ser monjas no era seguro. 
A Eduardo III le gustaba entrar en batalla. Encabezaba las avanzadas y los ataques arriesgando su vida sin titubear. Cuando supo que en Caen algunos ciudadanos habían lanzado piedras a sus tropas, ordenó que mataran a todos los habitantes de la ciudad y solo la revocó ante las protestas de algunos nobles. Ralph había efectuado numerosas y útiles misiones para el rey, pero seguía sin ser nombrado caballero. Caris y Mair llegaron a Abbeville el 25 de agosto pero Eduardo ya había pasado por ahí. En Abbeville acampaba la nobleza de Francia y miles de sus soldados. Caris y Mair decidieron llamarse Christophe y Michel de Longchamp y encontraron un cirujano francés que les pidió que lo ayudaran con los heridos, era Martin Chirurgien perteneciente al grupo de Carlos II, conde de Alencon, hermano del rey Felipe VI. Al día siguiente Caris y Mair siguieron con el ejército francés hasta Crécy donde estaban esperándolos los ingleses. Una novedad, tres máquinas nuevas llamadas bombardas que utilizaban pólvora para disparar piedras redondeadas, hasta ahora no las habían empleado. La superioridad de los franceses era de cuatro a siete es a uno. Los franceses empleaban una táctica que llamaban "furor franciscus". Ralph fue nombrado caballero por haber salvado la vida del príncipe de Gales durante la batalla.  
Caris y Mair vieron el comienzo del enfrentamiento desde el lado francés y luego se dedicaron a atender a los heridos franceses, Martin Chirurgien las autorizó para que usaran sus instrumentos. Su conocimiento del cuerpo humano aumentó enormemente en pocas horas, vieron cráneos abiertos, el corazón, los pulmones, órganos que nunca habían visto, ahí Caris se dio cuenta como Matthew Barber había aprendido tanto. Esa noche ambas se escabulleron hacia el lado inglés, volvieron a usar sus hábitos de monjas y dieron justo con lord William de Caster quien les informó que su padre y el obispo Richard habían muerto y él era ahora el conde de Shiring. William llevó a Caris y Mair a presencia del rey Eduardo que deseaba escuchar en boca de ellas su aventura. Eduardo tenía 33 años estaba rodeado de varios barones. Caris le contó lo que habían vivido y visto y su decepción de saber la muerte del obispo Richard por lo que le pidió al rey que hiciera justicia, este le respondió que no podía implicarse en esos casos eclesiásticos. William intervino preguntando quién sería ahora el nuevo señor de Caster y el rey le respondió que su hijo el príncipe de Gales le había propuesto a sir Ralph Fitzgerald. Ante la objeción de William por los antecedentes anteriores de Ralph, el rey no lo nombró señor de Caster pero en compensación le otorgó en matrimonio a la prima Matilda de William, a quien llamaban Tilly de solo 12 años. 
El año 1347 fue malo para los aldeanos de Wigleigh ya que la gente de Kingsbridge compraba sólo lo indispensable. Perking no pudo vender sus manzanas y peras y le dijo a Wulfric que no tenía dinero para pagarle por su trabajo de esa semana, era primera vez en nueve años que le sucedía algo así. Perking les ofreció que continuaran trabajando a cambio de comida. Wulfric aceptó el trato solo como un caso de emergencia, cuando Perking tuviera dinero debería volver a pagarles el jornal de un penique por día de trabajo. 
Se celebró una audiencia popular para tratar asuntos del señorío feudal. Nathan Reeve era el alguacial. Había muerto Alfred Shorthouse, viudo sin hijos y dejaba cuatro hectáreas de terreno. Perking quería comprarlas. Gwenda dijo que Perking no podía pagar a sus actuales labriegos y que no podía ver como lo haría con esas nuevas tierras, ella quería que le asignaran las tierras, las pagarían a plazo. Todos los labriegos aprobaron la proposición de Gwenda.
Después de la batalla de Crécy, William, pasó a ser el conde señor feudal del condado de Shiring y su primo sir Edward Courthose se convirtió en señor de Caster y tomó el gobierno de las cuarenta aldeas de ese feudo trasladándose a Casterham y Ralph Fitzgerald se convirtió en señor de Tench. Solo pudieron volver a sus respectivos hogares en 1347 cuando la guerra llegó a un punto muerto. En enero de 1348 Ralph tomó posesión de su propiedad en Tench, importante población, más dos aldeas y Wigleigh, ese era su feudo. Se sentía orgulloso. Venía con un carro cargado con el botín obtenido en Francia. El conde William le presentó al alguacil del lugar, Daniel, tenía 20 años en el puesto. Llegó Philippa, 40 años pero aún bella, le dijo que querían estar presente cuando conociera a Tilly. También llegaron sus padres, ambos habían envejecido y se los presentó al conde y a la condesa. Preguntó por Merthin. En Florencia, casado, tenía una hija y era rico; estaba construyendo un palacio. Llegó Perking en representación de los ciudadanos para felicitarlo por su nombramiento y futuro matrimonio con lady Matilda y plantearle además el problema de las tierras dejadas por Alfred Shorthouse, sin descendencia y que Nathan Reeve había entregado a Wulfric quien no podía pagar el tributo del traspaso, Ralph le dijo que anulaba esa decisión y que le serían entregadas a él; en dos semanas iría a Wigleigh para confirmar su decisión. Llegó Tilly, Lady Matilda, acompañada por las monjas Caris y Mair y el hermano Thomas. Ralph le indicó que esa era nuevamente su casa, que debía ser obediente y complacer a su marido, que era su amo y señor. La besó en los labios, le toco los senos y finalmente dijo que se casarían en la catedral de Kingsbridge dentro de cuatro semanas y aprovechó de invitar a la boda al conde William y esposa.
En la primavera de 1348 Merthin despertó en su casa de Florencia, había estado enfermo de la peste negra que los italianos llamaban la moria grande, la gran peste. Vivía en su palacete, diseñado por él y que varios otros mercaderes le habían pedido que les construyera similares, así había empezado su carrera. Florencia era un república gobernada por una élite de familias de mercaderes en lugar de un príncipe o un duque. Silvia, su esposa había muerto de la peste al igual que sus suegros, su hija Lolla no había enfermado. Se había casado cuatro años antes. Su suegro, Alssandro Christi, fue su primer y mejor amigo en Florencia, compañero de estudios de Buonaventura Caroli, le había hecho el primer encargo, que le construyera un simple almacén. Lena, esclava asiática de los Christi, había sobrevivido junto con sus dos hijos con Alessandro, tratados por la familia como si fueran legítimos. También había muerto Gianni el hermano de Silvia y su esposa, había sobrevivido un hijo de ambos. Estaba realizando tres obras, todas detenidas por la peste. No había trabajo. Todos sus vínculos con Florencia se habían roto por lo que decidió volver a Inglaterra llevando a su hija Lolla. Tomó las disposiciones necesarias para el bienestar de Lena y sus niños y convirtió su riqueza en oro y encargó a Agostino, sobrino de Buonaventura, que se lo transfiriera a Inglaterra. 
Merthin viajó a Inglaterra integrándose a grupos de mercaderes; por barco desde Génova a Marsella, por tierra hasta Aviñón, residencia del Papa desde mucho tiempo antes, estuvo en Chartres donde visitó su catedral, en París estuvo dos semanas, la peste no había llegado ahí. Llevaba un pequeño cuaderno de papel, un material nuevo muy popular en Italia, en el que hacía bocetos de detalles de las catedrales y palacios. Cruzó Normandía observando la devastación dejada por Eduardo dieciocho meses antes. Por buque cruzó hasta Portsmouth y a caballo hasta Kingsbridge. 
En Kingsbridge reconoció las construcciones hechas por él y especialmente el puente que funcionaba tal como él lo había pensado. Al acercarse notó que la mampostería de uno de sus arcos estaba dañada y había grietas y refuerzos en varias partes, no lo podía creer. Se dirigió a la posada Bell donde lo recibió Bessie Bell con abrazos y besos. Le contó que se había casado y enviudado hacía un año, su padre andaba en Canterbury, los padres de él vivían con Ralph en Tench, Caris era la hospedera del convento. Merthin dejó a Lolla con Bessie y fue en busca de Caris. 
Llegó al hospital y pidió hablar con Caris. Las monjas estaban reunidas pues habían recibido una carta de su nuevo obispo, Henri de Mons, diciéndoles que lo pasado pasado estaba. Cecilia dijo que construirían una sala del tesoro separada de los monjes y que haría algunos cambios: Elizabeth sería tesorera y Caris sería la despensera y Mair sería la hospedera bajo la supervisión de Caris. No habría por el momento una supriora. Caris y Mair partieron a ver como estaba la hermana Julie, cuando entraron al hospital se encontraron con Merthin.
Merthin le dijo que había llegado hacía una hora y luego le contó su historia de los últimos nueve años. Caris a su vez le dijo que ella no quiso hablar con él porque no podía soportar la idea de dejarlo. Merthin le pidió que renunciara a sus votos y se casaran, obtendrían el perdón de la condena por brujería, ella le respondió que tenía un compromiso con la madre Cecilia, además de ayudar a Mair y a Julie la Anciana y le pidió un tiempo para pensarlo. 
Al día siguiente Marthin fue a ver a Mark Webber para enterarse de lo ocurrido en Kingsbridge durante su ausencia. Lo recibió Madge con un grito de sorpresa, abrazos y besos, estaba acompañada por sus dos hijos mayores, Dora y John. Mark se encontraba en Melcombe pues exportaban parte de las telas a Bretaña y Gascuña. Le contó que Dennis y Noah estaban en la escuela del priorato pero Dora se encargaría de Lolla. El comercio del vellón estaba en declive por los impuestos de guerra, Petranilla seguía con el negocio que le dejó Edmund al morir, afortunadamente el comercio de las telas había crecido. Godwyn continuaba como prior, Elfric era el mayordomo de la cofradía gremial, él y Alice habían heredado casi toda la fortuna y bienes de Edmund. Dejó a Lolla con Dora y él fue a ver las grietas del puente y su isla.
Merthin regresó con Lolla a la taberna Bell y le contó a Bessie sus planes: Hacer construcciones en la isla, una taberna grande y le preguntó si ella podría encargarse de esta, le respondió que sí, entre los dos. Merthin le dijo que no se casaría de nuevo salvo con Caris. Estaba pensando cuando llegó Mark Webber, venía de Melcombe con un tonel de vino de Burdeos recibido directo de un barco y le contó que la peste había llegado a esa ciudad. 
Mark lo invitó a una reunión de la cofradía gremial citada para esa noche, propondría su ingreso al gremio. En la reunión se encontraban el prior Godwyn y el suprior Philemon, también estaba su antiguo ayudante Jimmie, ahora Jeremiah Builder. Mark propuso el ingreso de Merthin como miembro de la cofradía, Elfric se opuso y sacó el tema del puente que se estaba agrietando, proponía reforzar los arcos a ambos lados del pilar central. Merthin envió a Jimmie a buscar los planos originales que él había hecho y dijo que si las grietas eran por su diseño él pagaría la reparación y les explicó lo que suponía que había sucedido: Elfric no había seguido las instrucciones del diseño original y mostró el plano que indicaba que había que poner fragmentos de roca en la base de los pilares, cosa que este no había hecho. 
Al día siguiente fue a ver a Merthin el hermano Thomas quien lo felicitó porque había tenido razón respecto al puente y quería que viera las grietas que habían vuelto a aparecer en la torre de la catedral. Merthin aconsejó excavar un agujero alrededor de la torre. Jeremiah excavó el agujero y la cofradía contrató a Merthin para la reparación del puente. Merthin le propuso a Mark que postulara para reemplazar a Elfric como mayordomo en las elecciones del próximo 1 de noviembre, este aceptó.
A mediados de octubre Caris fue a ver la excavación alrededor del pilar de la torre de la catedral y se encontró con Merthin y le pidió que cuando fuera a ver a sus padres hablara con su hermano Ralph sobre la situación de Wulfric, que le diera un pedazo de tierra para que la cultivara, que no lo castigara más. Merthin le dijo que lo haría pero se separaron enojados. Merthin bajó al fondo del hoyo de la excavación había alcanzado nueve metros de profundidad y luego de examinar la tierra llegó a la conclusión que se había erigido una torre más alta en unos cimientos que no estaban hechos para soportar ese peso extra. Le dijo a Thomas que la solución era desmontar la torre y luego reforzar los cimientos.
Merthin fue a Tench a ver a sus padres. En el viaje estuvo con Gwenda y Wulfric que estaban muy delgados y sus dos hijos pálidos y con llagas. A su madre la encontró muy avejentada, no tanto su padre. Ralph estaba cazando pero estaba su esposa Tilly de 14 años, creyó que era una sirviente, estaba con ocho meses de embarazo. Llegó Ralph al que hacía nueve años que no veía. Se abrazaron. Había perdido varios dedos de su mano izquierda, tenía la cara llena de venas por la bebida y la piel seca y curtida. Hablaron de la guerra y de Florencia; ya de noche, cuando quedaron solos, Merthin le habló de Wulfric y él le respondió que seguiría castigándolo mientras no viera miedo en sus ojos cuando lo mirara. 
El regreso de Merthin a Kingsbridge fue muy positivo para la ciudad. La gente se dio cuenta de que podían haber quedado nuevamente sin puente por la incompetencia de Elfric y que este era un títere de Godwyn. Mark Webber tenía bastantes posibilidades de ser el próximo mayordomo el próximo 1 de noviembre. Caris empezó a pensar en la vida que podría llevar como esposa de Merthin. Un día, al alba, Madge llegó al hospital y le dijo a Caris que estaba preocupada por Mark, había regresado de Melcombe con fiebre y tosía sangre. Caris fue a verlo, olía mal, tenía sed y manchas púrpuras y negras en el cuello y el pecho, ese día le contó a Madge que estaba pensando renunciar a sus votos y ella le respondió que todo el mundo se preguntaba lo mismo y que el estar casada con el hombre que uno amaba era lo máximo que se podía esperar. 
Merthin regresó a Kingsbridge el último día de octubre. Se encontró con John, el hijo mayor de Mark Webber quien le dijo que este se encontraba en el hospital, fue a verlo y comprobó que tenía la peste. Se lo dijo a Caris. Al día siguiente Mark expiró. Merthin le explicó a Caris que la peste no tenía salvación, lo único sensato era huir. Caris le replicó que ella ahora no podía huir tenía seguir atendiendo a sus enfermos. Merthin la comprendió. 
Elfric fue reelegido como mayordomo. Thomas le dijo a Merthin que el priorato no tenía dinero para reconstruir la torre, Elfric demolería la antigua y pondría un techo. Merthin fue donde Bill Watkin y le manifestó que cuando se solucionara el problema de los cimientos de la torre podría construirse una más alta para que se viera desde el cruce de Mudeford y así muchos peregrinos y mercaderes iría hacia Kingsbridge en lugar de Shiring. Actualmente la ciudad perdía muchos clientes que seguían hacia Shiring al no saber hacia donde estaba Kingsbridge. Los mercaderes podrían prestar el dinero y recuperarlo con el pontazgo. Habría trabajo para todos. Bill Watkin le dijo que le parecía bueno para la ciudad y que haría todo lo posible para aprobar su construcción, Merthin pensaba en la torre sur de Chartres que había pasado de la torre cuadrada al chapitel octogonal. Su proyecto tendría columnas más estilizadas y ventanas más grandes. Sería de ciento veinticuatro metros de alto, uno más que la torre de la catedral de Salisbury, sería la más alta de Inglaterra. Al poco rato regresó Bill Watkin quien le dijo que se olvidara de su proyecto, no se construiría porque el prior Godwyn se oponía y ellos no querían tener problemas con el priorato. 
La peste había llegado a Bristol y Londres. En Kingsbridge murieron entre muchas otras personas la madre Mair, los cuatro hijos de Madge Webber, Julie la Anciana, la madre Cecilia quien antes de morir le dijo a Caris que ella debería ocupar su puesto como priora y le transmitió el secreto que le había dicho el prior Anthony: Eduardo II no había muerto a causa de una caída. También murieron Paul Bell, Rick Silvers, el hermano Joseph, Bessie Bell, Petranilla 
Caris le pidió a Merthin que la ayudara con el gremio en la próxima elección de priora en que competiría con Elizabeth. Ellos podrían influir ante el obispo. Elizabeth era apoyada por Godwyn quien había desacreditado a Caris por recomendar que llevaran mascarilla al atender a los enfermos. El gremio decidió no inmiscuirse en la elección. Esa noche Merthin se acostó con Bessie. Las elecciones de la priora se efectuaron al día siguiente de la Navidad, salió elegida Caris porque ese día amanecieron contagiadas por la peste las hermanas Simone, Rosie y Cressie, las tres eran del grupo de Elizabeth que había renunciado a llevar la mascarilla y en el momento de la votación también tenían síntomas las hermanas Elaine y Jeannie. 
Caris recibió al obispo Henri y al arcediano Lloyd, los monjes habían abandonado el convento sin decirle nada a nadie.

### Sexta parte: de enero de 1349 a enero de 1351
Godwyn se llevó todos los objetos sagrados entre ellos los huesos de San Adolfo, los de valor de la sala del tesoro de los monjes y todos los cartularios de los monjes y monjas. El obispo Henri, el arcediano Lloyd, Elizabeth y Caris revisaron los aposentos de los monjes, no encontraron nada. Henri procedió a ratificar la elección de Caris como priora del convento, las monjas no podrían decir misa, pero sí confesar. Caris le pidió que abriera un tribunal eclesiástico que revisara su juicio por brujería para que la declararan inocente, el arcediano Lloyd apoyó la petición y Henri la aceptó. Nadie en Kingsbridge sabía a donde habían huido Godwyn y los monjes. Caris le pidió a Elfric que reuniera a la cofradía gremial porque el obispo quería hablarles. Antes de la reunión fue donde Henri y le contó lo que había visto en la ciudad: una niña de 13 años que se prostituía, dos ciudadanos obedientes de la ley peleándose por la propiedad de un muerto, otro hombre borracho al mediodía tirado en la calle, había que poner orden. Henri entonces decidió nombrarla además priora interina de Kingsbridge, lo hizo por escrito y lo dijo en la reunión de la cofradía, sería su represente y señor en todas las cuestiones, excepto las reservadas únicamente a sacerdotes ordenados. Caris les dijo que había tres cuestiones urgentes y junto con enumerar lo que había visto en la ciudad les indicó como proceder en cada caso.
Godwyn llevó a los monjes a la celda de St. John-in-the-Forest y le informó a Saul Whitehead, prior de la filial, que la peste había llegado a Kingsbridge, estaba matado a mucha gente y él había salido de ella para asegurar la supervivencia de los monjes. Le mostró el tesoro que había traído y lo escondió bajo el altar de la iglesia junto con los cartularios y dinero. Esa misma noche ordenó cerrar todas las puertas de acceso al recinto, nadie podría entrar ni salir. Al día siguiente se presentaron proscritos con un hombre herido y Godwyn no los dejó entrar. Uno de los monjes estornudó. 
Elfric murió por la peste y la cofradía gremial eligió a Merthin como mayordomo en su reemplazo. La gente seguía muriendo en gran número, muchos perdían el control antes de morir. Merthin y Caris trataban de mantener la vida en Kingsbridge lo más normal posible. Las peleas en la ciudad por los bienes de los muertos eran a veces violentas. Las monjas murieron a pesar de las mascarillas, ahora quedaban veinte de treinta y cinco iniciales. Merthin contrató al tabernero del Holly Bush y lo puso a cargo de la posada Bell y a Martina de 17 años para que cuidara a Lolla. En los meses siguientes la peste pareció que iba en retirada, antes de Navidad enterraban cien personas a la semana, en enero eran cincuenta y en febrero veinte. Caris atendió a Tam Hiding que llegó con la peste y le dijo que los monjes estaban en St. John. Era fines de febrero, Merthin y Caris fueron a St. John. Se alojaron en la taberna Red Cow de la pequeña ciudad de Lordsborough que estaba a medio camino. Al día siguiente durante el viaje y en el camino hicieron el amor.
Llegaron a St. John-in-the-Forest; estaba todo abandonado, encontraron al hermano Thomas, quien los abrazó y les dijo que él había enfermado pero se había recuperado; todos los monjes de Saint John habían muerto y casi todos los de Kingsbridge; algunos habían huido, entre ellos Philemon; Godwyn estaba vivo y no había caído enfermo, ahora estaba en la capilla. Caris y Merthin le dijeron a Godwyn que estaba acusado por el obispo Henri de haber robado el tesoro del priorato y exigía su devolución inmediata; le mostraron la carta del obispo; justo cuando Godwyn la estaba leyendo Caris vio que de la nariz izquierda le salía un hilo de sangre. Aparte de Godwyn y Thomas había solo dos monjes más, eran novicios de Kingsbridge que también estaban muriendo de la peste. Caris, Merthin y Thomas buscaron y encontraron el tesoro y los cartularios, solo faltaba un candelabro de oro donado por los fabricantes de velas.
En cuanto regresaron a Kingsbridge, Caris, luego de dejar funcionando la ciudad y el priorato, partió a Outhenby que estaba a un día de distancia, la acompañaba la hermana Joan. El terreno había sido donado a las monjas hacía un siglo y tenía cinco aldeas a lo largo del río Outhen. El alguacill era un tal Will Bailiff que conocía a Caris. Un joven jornalero le dijo que en la zona habían muerto unos doscientos hombres por la peste, se llamaba Harry y le explicó que había muchas tierras sin cultivar porque los aldeanos querían ser terratenientes libres pagando el arriendo en efectivo y cultivar lo que quisieran. Caris lo aprobó y además ofreció pagar dos peniques diarios a quien quisiera labrar la tierra. Harry fue designado para que fuera a todos los mercados del país a contarles estas disposiciones para que se trasladaran a Outhenby.
Caris con la hermana Joan revisó todos los cartularios y ordenó que se sacaran copias de ellos. Le llamó la atención que en 1327 le habían adjudicado a los monjes una granja en Norflok para que aceptaran a un caballero llamado sir Thomas de Langley, la donante era la reina Isabel. Días después llegó el alguacil de la granja en cuestión, Andrew, a pagar sus obligaciones y Caris le preguntó por qué la reina les había entregado esa granja, el alguacil se puso blanco y dijo que no sabía, seguro que Thomas le había pedido un favor, como lo hacían muchos otros. Al día siguiente Thomas fue a verla y le preguntó qué estaba tramando, ella le respondió que nada, sólo había sentido curiosidad: Thomas le aconsejó que se olvidara del asunto por su propio bien. Que todo se sabría cuando él muriera. Caris lo comentó con Merthin y llegaron a la conclusión que el secreto era que la reina había ordenado asesinar a su marido. 
Ralph llegó a Kingsbridge furioso, venía acompañado de Alan. Fue directamente donde Caris y le preguntó qué pretendía al pagar salarios más elevados, sus siervos se estaban yendo a aldeas de propiedad del priorato. Ella le respondió que no eran siervos eran jornaleros libres de ir donde quisieran. 
A principios de marzo de 1349 Gwenda y Wulfric acompañados de Nathan Reeve fueron al mercado de la ciudad de Northwood. Trabajaban para Ralph, habían dejado de trabajar para Perking, llevaban un carro lleno de troncos del bosque de Ralph para venderlos. Allí Gwenda y Wulfric se enteraron de que en Outhenby pagaban dos peniques diarios a los jornaleros y decidieron ir allá, los recibió Carl Shaftesbury y les dio la bienvenida. Ocho días después llegó Ralph a buscarlos, estaba como siempre acompañado por Alan. Los recibieron los aldeanos que en un número de cincuenta se encontraban con palas y azadas y se opusieron a Ralph quien tuvo que retirarse derrotado. 
En Earlscastle el conde William y sus dos hijos cayeron enfermos por la peste; Phillipa envió a buscar a Caris para que los atendiera, Merthin la acompañó. Allí conocieron a lady Odila, joven de 15 años, hija de Philippa. A Philippa le preocupaba que como viuda del conde tendría que casarse con quien el rey escogiera. Su única preocupación era quien sería el nuevo conde de Shiring. Esa noche fallecieron el conde y los dos hijos.
Ralph necesitaba un nuevo caballo. Nate Reeve tenía que llevarle los pagos de Wigleigh, pero cuando llegó le dijo que no había recolectado nada, además la peste estaba de regreso, habían muerto Perking, su esposa Peg, su hijo Rob y su yerno Billy Howard; Anett había quedado a cargo de todas las tierras, pero era mucho para ella. También le informó la muerte del conde William y sus dos hijos, eso hizo recuperar el ánimo de Ralph, la peste le daba la oportunidad de recuperar el condado y además deposar a lady Philippa, su único problema era que estaba casado con Tilly a quien ya odiaba.
El funeral del conde William fue en la catedral de Kingsbridge, oficiado por el obispo Henri. Ralph estaba junto a sir Gregory Longfellow, ahora miembro del consejo real, grupo exclusivo que aconsejaba al rey de lo que podía hacer, no de lo que debería hacer que era la función del Parlamento. Ese día el obispo explicó la nueva ordenanza sobre los jornaleros: todo hombre debería trabajar para el señor de la aldea en que vivía y no podía trasladarse a otra aldea ni trabajar para otro amo, a menos que este lo liberara. También era delito ofrecer o aceptar salarios más elevados que los que se pagaban en 1347.
El párroco de Outhenby había muerto por la peste y ese domingo fueron llamados a misa por el sacerdote visitante, el padre Derek. Gwenda y Wulfric concurrieron al llamado y al final de la misa les habló de la nueva ley aprobada por el rey y el Parlamento. Los jornaleros sin tierras deberían trabajar en su aldea de origen si así lo requería su señor feudal. A la salida de la iglesia seis hombres encabezados por Ralph y Alan esperaban a Gwenda y Wulfric. Ralph regresó a Wigleigh tirando de Wulfric, a quien llevaba con una cuerda alrededor del cuello. Para que este no volviera a escapar, Ralph a disgusto le entregó en propiedad las tierras de su padre que Anett no podía trabajar. Gregory Longfellow le dijo a Ralph que en los alrededores de Kingsbridge había una carta que no debería existir, la priora de Kingsbridge había estado haciendo preguntas, la carta estaba relacionada con la reina madre, lo que le pedía era averiguar si Caris tenía o no esa carta en su poder. A cambio Ralph pidió que se le nombrara conde de Shiring. El estar casado no sería un impedimento porque su mujer estaba muy enferma, no le quedaba mucha vida. 
Gwenda y Wulfric regresaron a Wigleigh y todos los vecinos fueron a recibirlos y acompañarlos. Llegó Nate Reeve y les dijo que les traía buenas noticias, sir Ralph había decidido que Wulfric recuperara las tierras de su padre como terrateniente. Wulfric aceptó aunque Gwenda le pidió que negociara por una tenencia libre, pero él no le hizo caso. Todos estuvieron felices.
La peste regresó a Kingsbridge con más virulencia, era abril, el día siguiente al domingo de Pascua. El hospital estaba repleto de enfermos. A Caris no le faltaba ayuda, habían llegado muchas nuevas novicias por la reputación de mujer santa que tenía. Fallecieron John Constable, Betty Baxter, Dick Brewer entre otros. La gente reñía entre sí, fray Murdo llegó con una multitud de flagelantes y finalmente Tilly, la esposa de Ralph, se refugió en el convento, había escapado con su pequeño Gerry de seis meses, porque su esposo quería matarla. Ralph no le había hecho nada, pero la miraba de forma extraña, sabía que quería asesinarla. Todo había comenzado después del funeral del conde William. Caris se veía cansada y se desplomó al suelo. 
Merthin envió a buscar a la hermana Oonagh, Caris estaba inconsciente, tenía fiebre, respiraba con dificultad pero parecía que no era la peste. Estuvo dos semanas en cama. Había tenido ictericia. Al final de la primera semana llegó Ralph, Merthin le dijo que Tilly y el niño estaban allí y le tenía miedo. Llegó Thomas con Alan Fernhill a quien traía agarrado por el brazo, lo había encontrado buscando algo en el claustro de las monjas Ralph lo reprendió y luego acordó con Merthin dejar a Tilly y el niño tres meses en el convento.
Al final de la segunda semana Caris se levantó y fue donde Merthin quien le contó que la disipación en la ciudad era total. Ella le confesó que durante ese tiempo había pensado mucho en la muerte y de lo que más se arrepentía era no haber construido su hospital y no haber estado suficiente tiempo acostada con él. Joan y Oonagh dormían juntas todas las noches así que ella iba a vivir como si fuera su esposa. 
En mayo, Ralph y Alan más cuatro hombres que había contratado estaban cerca de Kingsbridge. Se pusieron caretas para que no los reconocieran. Ralph degolló al centinela, llegaron al claustro de las monjas, subieron por su pared y entraron. Se quedaron en la cocina hasta que las monjas se levantaron y fueron a la iglesia, eran veinticinco entre novicias y monjas, Tilly no estaba con ellas. Ralph la encontró durmiendo al fondo del dormitorio, la despertó y le tapó la boca para que no pudiera gritar, la ató de pies y manos. Las monjas regresaron al dormitorio, Alan entró y preguntó quien era la tesorera. Ante el silencio de todas Alan degolló una monja y Ralph volvió a preguntar por la tesorera.
Se presentó la hermana Joan, era la tesorera. Ralph le dijo que era Tam Hiding que le diera las llaves y le mostrara donde estaba el tesoro. Partió Joan seguida por Ralph, que llevaba a Tilly, y Alan. Descendieron por una escala de caracol hasta llegar a la cámara del tesoro, Ralph soltó a Tilly tirándola al suelo. Robó unas cuantas monedas de oro, algunos ornamentos de la catedral y los cartularios, a Joan le dijo que subiera y prendió fuego a lo que quedaba en la cámara, sacó su daga y le atravesó el corazón a Tilly. 
Merthin y Caris sintieron un grito, se levantaron y fueron a la iglesia donde se encontraron con el hermano Thomas que también había oído el grito. Llegaron a la cocina donde Thomas agarró un cuchillo carnicero, siguieron al claustro de las monjas, había humo. Thomas atacó a un individuo que les salió al paso y lo mató. Otro individuo derribó a Thomas quien quedó inconsciente. El jefe del grupo evitó que uno de los forajidos matara con su espada a Merthin que estaba protegiendo a Caris. Luego huyeron. La hermana Joan le dijo a Merthin que Tilly estaba abajo, la sala del tesoro oculto de las monjas estaba en llamas y llena de humo. Merthin bajó y rescató a Tilly que estaba muerta.
Merthin y Caris le pidieron al sheriff de Schiring que averiguara la muerte de Tilly y de la hermana Nellie como también el robo al tesoro de las monjas. Ellos sabían que Tam Hiding estaba muerto así que no pudo haber sido él. Tenía que ser alguien que conocían por algo llevaban máscaras. Además habían matado a Tilly cuando ya estaban dentro del tesoro. Ambos pensaron que había sido Ralph. Lo único importante que se habían llevado eran los cartularios y todo estaba relacionado con las preguntas de Caris sobre la reina Isabel y Thomas. Dos días después Gregory Longfellow se encontró con Ralph y Alan, revisaron los cartularios y con eso Gregory se dio por satisfecho y le dijo a Ralph que sería el conde de Shiring para la cosecha. Que le dijera a Philippa que el rey le había dado permiso para pedir su mano en matrimonio. 
Al funeral de Tilly asistieron todas las personalidades del lugar. En el cementerio Caris gritó que una cosa así no podía volver a suceder. Oficiaba el obispo Henri asistido por el arcediano Lloyd y el canónigo Claude. Caris dijo que se iban a defender, reconstruirían las murallas de la ciudad y elegirían un nuevo alguacil y una milicia de ayudantes y centinelas que harían cumplir la ley y mantendrían el orden público. Esa noche habría una reunión del gremio donde verían los detalles.
En el banquete funerario Ralph estaba cerca de lady Philippa y esta le dio su más sentido pésame y le preguntó por el niño y él le respondió que lo llevaría a casa, a Tench Hall, pero que necesitaría una madre, iría a visitarla a Earlscastle para comentarle un asunto, ella insistió en saber de que se trataba y cuando Longfellow le confirmó que el rey la entregaría en matrimonio a Ralph ella dijo que no lo aceptaría. Caris había aprovechado de comentarle al obispo Henri sus otras medidas para la ciudad: construir una nueva torre para la catedral y que él le ayudara en una petición al rey de un fuero municipal. Ambos se comprometieron a realizarlas, Caris la torre y el obispo el fuero.
Terminado el banquete cada uno partió a su hogar o a su alcoba para descansar y dormir la siesta. Caris sin querer entró en la alcoba que compartía con Merthin pero que se la habían cedido al obispo. Al entrar encontró al obispo Henrí y al canónigo Claude abrazándose desnudos y besándose. Caris se disculpó y salió. Merthin se retiró con Madge Webber. Le comentó que en Florencia tenían un telar más rápido, era a pedales. Él intentaría hacer uno de prueba, si resultaba podrían duplicar la producción de paño. 
Esa noche Caris le habló a Merthin de su nuevo hospital y lo llevó al lugar en que pensaba construirlo, de un piso pero dividido en espacios de tamaño medio, para unos seis enfermos. Tendría su propia botica, grande y bien iluminada y una letrina aireada y con agua canalizada fácil de limpiar. Lo más importante era que debería estar bastante apartada del priorato para separar a los sanos de los enfermos. Merthin quedó de hacer los planos al día siguiente, construiría primero el hospital y luego la torre de la catedral de 124 metros, las más alta de Inglaterra. Regresaron a la casa donde encontraron a Henri, Gregory y Philemon. 
Al día siguiente Caris fue a ver el plano del nuevo hospital y le contó a Merthin que tenían que dejar el palacio pues Philemon se quedaría en la alcoba y que ellos deberían predicar con el ejemplo y dejar de vivir juntos, dormirían separados pero habría muchas ocasiones de estar juntos íntimamente. Una semana después Caris y Thomas fueron a visitar la reconstrucción de la muralla de la ciudad y al regresar la hermana Joan les contó que Philemon le había pedido que le devolviera el dinero que ellas le habían robado. Caris lo mandó llamar y le dijo que cuando necesitara dinero se lo pidiera a ella y además recuperó el candelabro de oro que faltaba, lo había tenido Philemon todo el tiempo.
En junio regresaron los flagelantes con fray Murdo a la cabeza, Philemon los estaba esperando en la catedral con las puertas abiertas de par en par. El objetivo era recaudar dinero de los ciudadanos que concurrían a la iglesia a ver el espectáculo que estos ofrecían. El hospital seguía lleno de enfermos con la peste. Llegó uno de los flagelantes y luego varios más con heridas y borrachos, los atendieron y luego Caris fue donde Merthin y le contó lo de los flagelantes, quería prohibirles la entrada a Kingsbridge y le pidió que reuniera a la cofradía para decidir. Caris promulgó una ordenanza que prohibía la flagelación y la impudicia públicas y se facultaba al alguacil para expulsar de la ciudad al que la infringiera. Murdo y sus seguidores fueron sacados de la ciudad por Mungo. Philemon en represalia dio un sermón sobre el fornicio aludiendo directamente a Caris quien terminado este le envió una carta al obispo Henri pidiéndole el traslado de Philemon. 
Dos semanas después Henri se reunió en la catedral con Caris, Philemon, el arcediano Lloyd y el canónigo Claude y les comunicó las decisiones que había tomado; Primero: Philemon sería el prior de Kingsbridge supeditado a que Kingsbridge obtuviera el fuero municipal, mientras tanto Caris seguiría como prior en funciones. Se clausuraría el palacio y Philemon dormiría en el dormitorio de los monjes. Segundo: Los monjes tendrían su propio tesoro y el tesorero sería el hermano Thomas, nada se sacaría sin su conocimiento y consentimiento. Merthin construiría la nueva torre de la catedral y el priorato efectuaría los pagos de acuerdo a un calendario establecido. Tercero: Caris no podría tener más relaciones con Merthin, Caris lo aceptó.
Caris le relató lo anterior a Merthin en el hospital, estuvo rodeada de otras personas. Merthin le respondió que esta era la última vez, no seguiría esperándola. Tenía 33 años, su padre estaba muriendo a los 58 años, buscaría otra mujer, tendría hijos y sería feliz en su isla. Salió del edificio. 
Gregory Longfellow regresó a Tench Hall y le dijo a Ralph que al rey no le gustaba que lo desobedecieran pues sentaba un mal precedente. Partieron junto con Alan a Earlscastle a ver a Philippa a quien la obligarían a casarse con Ralph a pesar de que la Carta Magna garantizaba el derecho de las viudas a no casarse. Esta persistió en su negativa pues consideraba que Ralph era un violador, torturador y asesino y entonces Gregory le dijo que ante su obstinación el rey no la obligaría pero en cambio le entregaba a este su hija Odila. Gregory se levantó y salió. Dos días después Philippa se presentó en Tench Hall y le dijo a Gregory que se casaría con Ralph, este le respondió que ahora la decisión dependía de Ralph quien luego de besarla y manosearla le dijo que se lo solicitaría al rey.
El obispo Henri, pocos días antes de la Navidad, ofició una misa para bendecir a los dos nuevos condes, de Shiring, Ralph y de Monmouth, David Caerleon, joven de 17 años. Después asistieron a un banquete del gremio ofrecido por Merthin en que además celebraban la concesión del fuero municipal de Kingsbridge. Monmouth se interesó por Odila. Terminado el banquete Philippa le dijo a Ralph que deseaba vivir en el convento sin tomar los hábitos pero primero quería ver casada a Odila con David Caerleon.
El Viernes Santo de 1350 Merthin se encontraba solo en su hogar, Lolla estaba con Arn y Em, esperando la llegada Philippa. Cuando Philippa se mudó al priorato se interesó por la construcción de la nueva torre, conoció a Merthin y comenzaron a intimidar hasta que un día hicieron el amor. Los únicos que sabían de su relación eran la doncella de Philippa, Arn y Em. Se veían todas los noches en la casa de Merthin. Ambos se amaban. Caris veía a Merthin casi todos los días mientras construían el nuevo hospital. La peste estaba en retirada, el obispo Henri anunció que ese año se efectuaría la feria del vellón. Seis novicios hicieron sus votos y se convirtieron en monjes, ordenó a cinco sacerdotes y regresaron dos monjes de Kingsbridge que se habían licenciado en medicina en Oxford, Austin y Sime.
Caris les mostró el nuevo hospital a los dos nuevos médicos. A Austin le impresionó la distribución de los recintos, a Sime no tanto. Recibió al administrador de Outhenby, Harry Ploughman y luego fue a la torre donde trató de seducir a Merthin quien esta vez la rechazó. Caris había terminado su libro sobre las enfermedades. Boticarios, prioras, barberos y un par de médicos habían solicitado copias. Al poco rato llegó Philippa y le dijo directamente que dejara a Merthin en paz, ya no era su amante. 
Caris introdujo en el convento una nueva forma de llevar las cuentas que había aprendido de Buonaventura Caroli, este sistema italiano separaba los ingresos de los gastos. los ingresos se anotaban en el lado izquierdo y los gastos en el derecho, se sumaban ambas columnas por separado y la diferencia mostraba claramente si se ganaba o perdía dinero. Todo esto le importaba poco a Philemon pero afortunadamente la hermana Joan lo había adoptado. Philemon envió al hermano Agustine a St. John-in-the-Forest y a Sime lo dejó en Kingsbridge. El obispo Henri consagró el nuevo hospital y Caris instaló todo su material en la nueva botica. Sime también llevó sus libros e instrumentos quirúrgicos pues ese era su hospital. Se iba a iniciar la discusión cuando llegó un visitante, era Jonas Powderer boticario londinense quien de entrada alabó la botica por lo completa, buscaba poder obtener una copia de La panacea de Kingsbridge, lo consideraba una obra extraordinaria y escrita en inglés y ordenado de forma novedosa, en lugar de estar organizado por los humores corporales lo estaba por los síntomas. Caris le explicó que ella lo había escrito y la forma en que había obtenido la información que en este aparecía. Le regaló una copia y Jonas en agradecimiento le entregó un crucifijo de oro con incrustaciones de piedras preciosas.  
La feria del vellón de ese año comenzó como siempre el día de Pentecostés. Caris por fin pudo separar los enfermos de peste y enfermedades infecciosas de los pacientes por accidentes y peleas que eran atendidos en el hospital antiguo. El lunes hubo una pelea entre dos jóvenes. Caris recibió un golpe en la cabeza al tratar de separarlos y cayó al suelo. Llegaron el alguacil y sus ayudantes y terminó la pelea. Caris envió a los heridos al hospital viejo y luego se dirigió al lugar, pero ahí no estaban los heridos habían sido llevados al hospital nuevo por instrucciones de Sime. Discutieron y finalmente Caris dijo que ella era quien mandaba en el hospital nuevo y Sime se retiró. En la tarde de ese día el obispo Henri la mandó llamar, estaba acompañado por el canónigo Claude, el arcediano Lloyd, Philemon y Sime. Henri hizo un resumen de lo sucedido y determinó que Sime era el responsable del hospital y Caris tenía que someterse a sus órdenes. Caris se retiró, había perdido su hospital.
Merthin estaba en su casa con Lolla de 5 años cuando llegó Philippa, era un domingo en la tarde. Luego de saludarse ella le dijo que estaba embarazada. Merthin sonrió y se alegró pero ella le explicó que las consecuencias serían nefastas pues todo el mundo sabría que el hijo no era de Ralph y por lo tanto ella era una adúltera. Había pensado un plan, tenía que hacer creer a Ralph que el hijo era suyo para lo cual tendría que acostarse con él, tenía que intentarlo. El plan resultó. Ralph se acostó con ella y tuvieron sexo. Cuando Philippa regresó al convento le dijo a Merthin que ese mismo día regresaría a Earlscastle, que ya no podrían volver a verse, que lo de ellos había terminado. Además había confesado su adulterio, había recibido la absolución, pero no podía seguir pecando.
Merthin estaba inspeccionando la catedral cuando en una de las grietas descubrió que habían aprovechado para hacer un escondite. En el hueco había un broche con una gran piedra verde, una hebilla de plata y un trozo de madera mediante el cual descubrió que el ladrón era Philemon. Colocó los objetos en el escondite y lo cerró.  
La peste estaba en retirada, durante los tres últimos meses de 1350 nadie cayó enfermo. Los campesinos estaban regresando a la ciudad, ocupaban casas desiertas, las ocupaban y pagaban el arriendo al priorato, algunos abrían nuevos negocios. Merthin como mayordomo había facilitado las cosas a los que querían abrir tiendas o puestos poniendo fin a la burocracia del priorato. 
La cofradía gremial celebró el primer banquete desde que obtuvo la categoría de hermandad municipal. Merthin invitó al prior y a la priora. Philemon asistió, pero Caris se excusó. Madge Webber, ahora convertida en la mercadera más rica y la que proporcionaba más trabajo en Kingsbridge, le comentó a Merthin que tenían que hacer algo con el hospital, la gente no quería usarlo, no les gustaba el hermano Sime y además no confiaban en sus conocimientos. Querían que fuera Caris quien los atendiera pero ella nunca estaba presente, preferían ir a ver a Mathew Barber y a los recién llegados Silas Pothecary o Marla Wisdom. El problema era que varios comentaban que si no ocupaban el hospital para qué pagaban para la construcción de la torre de la catedral.
En la misa de Navidad Caris pensaba que la peste le había dado a la población la oportunidad de reorganizarse. Casi la mitad había muerto y los sobrevivientes ahora se dedicaban a cultivar sólo las tierras más fértiles y a pesar de la ordenanza los jornaleros iban donde los jornales eran más alto, el monasterio era próspero como no lo había sido en cien años. Al término del oficio Philemon se le acercó y le dijo que habían recibido quejas del hospital, ella le respondió que hablara con el hermano Sime que era quien lo dirigía. Philemon le insistió en que los ciudadanos querían que ella estuviera en el hospital y Caris le respondió que ella también pero que no estaba dispuesta a seguir los métodos de Sime. Luego Philemon le explicó como esta situación podría afectar a la construcción de la torre.
Al obispo Henri le preocupó enormemente la situación del hospital y el peligro de la construcción de la torre. Citó a una reunión de emergencia a la que acudieron Philemon, Sime, Caris, Oonagh, Merthin y Madge. Henri comenzó acusando a Caris de desleal y rebelde, esta le respondió que la culpa era de él que fue quien ordenó que el hospital lo dirigiría el hermano Sime. Además había decidido renunciar a los votos y abandonar el convento. Merthin intervino y dijo que tenía una idea, que los ciudadanos construyeran un hospital, él donaría el terreno. El hospital podría ser gestionado por una comunidad de monjas que no tuviera nada que ver con el priorato, solo bajo la autoridad espiritual del obispo y un patrón laico elegido por el gremio municipal y este nombraría a la priora. Todos reflexionaron sobre la proposición y finalmente la aceptaron. Todos miraron a Caris. 
Ese mismo día Merthin y Caris fueron a ver el terreno en que se levantaría el hospital. Merthin le contó que Philippa había tenido su hijo, le habían puesto Roland, luego continuaron hablando del nuevo hospital y finalmente este le dijo que aún la amaba. Contrajeron matrimonio.

### Séptima parte- De marzo a noviembre de 1361
Wulfric tenía 40 años y Gwenda 42, se mantenían en excelente forma. Sus hijos David de 20 se parecía a ella y Sam de 22 a su padre biológico: Ralph. Ambos muchachos ayudaban a Wulfric en el trabajo de sus tierras. Sam se había marchado hacía dos semanas sin decirles adonde. Buscaba donde le pagaran más. De acuerdo con la ley estaba prohibido abandonar su aldea, pero los jóvenes de todos los lugares la rompían y los terratenientes lo aceptaban.
Gwenda era consciente de que Sam sabría cuidarse pero deseaba saber dónde estaba. El matrimonio fue a Northwood donde se encontraron con varios aldeanos de Wigleigh. En la posada Gwenda supo por Harry Ploughman, el administrador de Outhenby, que Sam estaba trabajando para él bajo otro nombre. Estaba en Oldchurch, una de las aldeas más pequeñas del lugar. Era muy trabajador aunque un poco pendenciero y estaba alojado en la casa de una pareja de ancianos. De regreso a Wigleigh, Gwenda le contó a Wulfric lo de Sam y que deseaba ir a verlo sin que nadie lo supiera. Al día siguiente partió y en la tarde llegó a Oldchurch donde encontró a Sam, este los llevó donde vivía con Liza y Rob cuando llegó en su búsqueda Jonno Reeve, el hijo del alguacil de Wigleigh. Sam arrancó pero Jonno lo alcanzó, pelearon. Jonno lo golpeó en la cara con los grilletes, pero Sam lo mató con una pala de madera. Sam era ahora un asesino.
Caris y Merthin cumplieron 10 años de matrimonio, asistían a la misa del domingo de Pascua de 1361. Durante la misa Caris recordó el día de su matrimonio, habían pensado en una misa sencilla en St. Mark oficiada por el padre Joffroi y luego una comida para unos pocos amigos. Finalmente resultó una misa en la catedral y un banquete organizado por Madge Webber en la sede del gremio para los más destacados y una comida campestre en Lover´s Field para el resto, unas dos mil personas en total. Terminaron sus gratos recuerdos cuando Philemon subió al púlpito, ahora bastante gordo y pronunció un sermón en contra de la disección de los cadáveres. Pertenecían a Dios y debían ser enterrados de acuerdo al ritual. Los que gozaban de la salvación, en tierra consagrada, los que no habían recibido la absolución, en cualquier otro lugar. La disección era un sacrilegio, era un dogma de la iglesia, pero desde la peste había dejado de insistirse en ello y algunos sacerdotes médicos la practicaban para investigar. Caris efectuaba disecciones en el nuevo hospital de St Elizabeth, construido en la isla de los Leprosos, algunos monjes médicos la ayudaban. El sermón de Philemon preocupó a Caris pero decidió guardar silencio.
Lolla, de 16 años estaba en el exterior de la taberna de mala fama White Horse con un grupo de amigos que jugaban a los dados y bebían cerveza en la calle y en pleno día. Merthin cuando la vio se puso furioso y la obligó a seguirlo luego de haber enfrentado a Jake Riley, un muchacho vagabundo que era la pareja de Lolla. Lolla hacía un tiempo que andaba en malas compañías. 
Philippa llegó donde Merthin y Caris a ver a sus muchachos, Gerry de 13 años y Roley de 10, que vivían en el priorato pero pasaban su tiempo libre en la casa de Merthin y Caris. Solo tres personas sabían que Roley era hijo de Merthin: él, Caris y Philippa. La invitaron a almorzar y ella les dijo que tenía que llevar a sus hijos a Shiring pues Ralph quería que conocieran el funcionamiento del tribunal del condado como parte de su preparación para cuando Gerry o Roley fueran condes. Mientras almorzaban se presentó Sam pidiendo que lo escondieran, le dijeron que no podían hacerlo porque era un delito ocultar a un fugitivo, le dieron algunos víveres y le indicaron que abandonara la ciudad. Llegó Mungo Constable con cuatro ayudantes en su búsqueda, Sam escapó hacia el río pero finalmente fue apresado y conducido a la ciudad. 
Shiring se vestía de fiesta cuando se celebraban las audiencias del tribunal del condado. El conde Ralph y su séquito llegó a la ciudad. Se iba a juzgar por asesinato a Sam, el hijo de su viejo enemigo. El sheriff Bernard lo acompañó hasta su alcoba para que descansara. El conde era de mayor rango que el sheriff pero este ejercía el poder judicial independientemente. Philippa con los dos jóvenes lo esperaban en los aposentos. Gerry pidió ir a dar una vuelta por el mercado; Ralph les dio dinero y designó a Dickie, un siervo, para que los acompañara. Ralph y Philippa acordaron que el próximo año Gerry sería escudero de David, el conde de Monmouth, casado con Odila. Roley lo haría después. 
El juez no era del condado, venía de Londres, abogado del tribunal del rey. Lewis Abingdon, fornido, barba rubia, diez años mayor que Ralph. Ralph y sus hijos tomaron asiento junto al juez. Nathan Reeve fue el primero en declarar, era el padre del asesinado. También estaban Gwenda, Wulfric y su otro hijo, el abuelo Joby, la madre Joan, Merthin y Caris entre varios otros. Sam fue llamado a declarar y dijo que había ofrecido presentarse ante el alguacil al día siguiente. El jurado se reunió y declaró a Sam culpable de asesinato. El juez ratificó la sentencia y ordenó que fuera ahorcado en la plaza del mercado de Shiring al día siguiente, al amanecer. Gwenda le rogó a Merthin y a Caris que le pidieran a Ralph que el rey lo perdonara. Merthin fue en su búsqueda y lo encontró en compañía del juez. No pudo convencerlo y regresó donde Caris y Gwenda.
Gwenda se decidió y partió hacia el castillo de Ralph, pidió hablar con él en privado. Alan Fernhill la condujo hasta Ralph y cuando estuvo frente a él le dijo que Sam era hijo suyo. Que se fijara en las facciones de Sam y notaría el parecido, que viera su carácter, tenía el mismo instinto asesino que él. Gwenda se marchó. Ralph dudaba y se dirigió a las mazmorras donde estaba Sam. Bajó solo hasta la celda y lo miró de cerca, se parecía a su madre, Lady Maud. Le dijo que Gwenda le había solicitado que pidiera su indulto y lo había convencido. Lo pediría al rey. No habría ahorcamiento. 
Cuando Merthin y Caris regresaron a su casa, Lolla había desaparecido. Arn y Em les informaron que ya llevaba dos días sin regresar. La buscaron en la taberna White Horse, no la encontraron andaba con Jake Riley. Al día siguiente, cuando Merthin fue a ver el trabajo de construcción de la nueva torre de la catedral, el hermano Thomas le informó que las obras estaban paralizadas por orden del prior Philemon. El prior había subido a lo alto de la construcción, estaba con Harold y le dijo que había detenido la construcción porque varios constructores había expuesto que no se podía construir una aguja octogonal sin cimbra. Finalmente Merthin logró obtener el verdadero motivo de la paralización de las faenas, quería construir antes una capilla para la Virgen, el culto a la Virgen estaba ganando popularidad y aprobación dentro de la jerarquía católica. Merthin regresó a la casa y se lo comentó a Caris. Estaban almorzando cuando llegó Lolla, venía como de costumbre, ambos la saludaron con alegría pero finalmente ella los dejó enojados, había estado con Jake Riley. En ese momento llegó un novicio pidiéndole a Merthin que fuera a ver a Gregory Longfellow cuando pudiera, se encontraba en el priorato. 
Gregory Longfellow recibió a Merthin en el claustro de los monjes y le informó que el arzobispo de Monmouth había muerto. El propio rey le había pedido que lo saludara y le informara esta importante noticia. Él iba a visitar a los monjes de Abergavenny que eran quienes tenían que elegir al nuevo arzobispo pero ahora, en realidad, era el rey quien lo nombraba y el Papa lo ratificaba. Pensaban en el arzobispo Henri de Mons que sería reemplazado por el prior Philemon. Merthin le hizo ver los inconvenientes de todo tipo que acarrearía una designación como esa. Gregory le dijo que a él tampoco le gustaba esa solución por lo que le solicitaba que pensara en otro candidato. Se despidieron y Merthin, en casa, le contó a Caris la reunión y esta le dijo que Lolla había vuelto a marcharse. 
Ese domingo Wulfric y Gwenda después de misa trabajaban en el huerto de la casa, sus hijos habían ido a otra aldea a jugar a la pelota, equivalente para los campesinos a los torneos de los nobles. Sam regresó temprano y les contó que Davey, como otras veces, no había ido con él. Cuando Davey llegó les contó que no iba a jugar porque estaba cultivando rubia en el bosque y los llevó hasta el lugar de la plantación. Había comprado las semillas en Melcombe tres años atrás. Davey les explicó que la rubia no era para comerse, se desenterraban las raíces, se molían y se obtenía una sustancia que teñía de rojo. Era muy cara, valía sesenta y cuatro veces más que el trigo. Estaban mirando la plantación cuando apareció Nathan Reeve quien les dijo que ese cultivo no estaba autorizado y que no podían plantar nada en los bosques del señor. Tendría que responder ante el tribunal señorial y se fue. La familia regresó a casa y Davey le confesó a Gwenda que estaba enamorado y quería casarse, la muchacha era Amabel, la hija de Annet. Gwenda puso el grito en el cielo y se opuso terminantemente, Davey le dijo que de todas maneras se casaría con ella.
Ralph fue a ver la plantación de Davey acompañado por Alan Fernhill, al llegar a esta reconoció de inmediato que lo plantado era rubia, la había visto en Flandes y de ella se obtenía un tinte rojo. Ralph y Alan pisotearon los arbustos destruyendo la plantación. El verdadero interés de Ralph de ir a Wigleigh era volver a ver a Sam; lo buscó hasta que lo ubicó trabajando la tierra junto a Wulfric. La diferencia entre ambos era notoria. Llegado a la aldea envió a Alan a buscar a Sam, volvió con este seguido por toda la familia. Gwenda le preguntó que quería de Sam y este le respondió que quería que fuera escudero. Finalmente el que tuvo que decidir fue el propio Sam quien aceptó la proposición de Ralph contra los deseos de su familia. Partirían ese mismo día. Davey aprovechó para pedir a Ralph la autorización para casarse con Amabel y que le transfiriera las tierras de Annet una vez casados. Ralph le negó la transferencia. 
Philemon quería ser nombrado obispo y Merthin y Caris tenían que evitarlo, para ello recurrieron primero al obispo Henri. Cuando estuvieron con él y luego de felicitarlo por su reciente nombramiento como arzobispo de Monmouth le dijeron que Philemon había detenido los trabajos de la torre pues quería construir una capilla para la Virgen, era parte de su campaña para ser nombrado obispo de Shiring, tenían que presentar un candidato alternativo y ese era Claude, el ayudante de Henri. Mientras trataban el asunto se presentó un muchacho pidiéndole a Caris que fuera a su casa pues sus padres y hermano estaban enfermos, se llamaba Giles Spicers, el padre era corredor de especies. Caris en cuanto llegó donde los enfermos reconoció la enfermedad, la peste había regresado. 
Habían pasado trece años desde el brote anterior. Caris decidió esta vez cerrar la ciudad, pero para ello tenía que contar con el apoyo de la comunidad. Parte fundamental sería el apoyo de Madge que se había casado de nuevo. Anselm, apuesto y quince años más joven que ella, tenían una hija llamada Selma que ahora tenía ocho años. Philemon también aceptó la idea de cerrar la ciudad para todos menos para los monjes. Merthin le dijo que lamentablemente era para todos, incluidos los monjes. Philemon le respondió que se quejaría al obispo. Al día siguiente todos los monjes abandonaron la ciudad.
A Davey no le importó lo hecho por Ralph y Alan a sus plantas y le explicó a Gwenda que lo importante eran las raíces y no las habían tocado. A principios de julio cosecharon las raíces de la mitad de la plantación y las secaron. El problema era venderlas pues Kingsbridge era una ciudad cerrada por la peste. Gwenda deseaba ver a Sam en Earlscastle pues la peste había llegado hasta allí, decidió ir sola ya que Wulfric y Davey estaban ocupados con la cosecha. Partió llevando para defenderse un cuchillo largo. En el castillo todo se veía normal, le dijeron que dentro había víctimas de la peste, entró y buscó a Sam entre ellos, no lo encontró y finalmente lo ubicó en una de las torres. Estaba en perfecto estado, feliz pues cada día hacían ejercicios, iban de caza, practicaban cetrería, lucha, equitación o jugaban a la pelota, solo le faltaba manejar bien la espada y el escudo estando montado a caballo.
Al día siguiente a mitad del camino de regreso a casa, Gwenda fue alcanzada por Alan Fernhill quien le dijo que Ralph quería verla. Había una casa en el bosque, cerca de donde estaban y que Ralph la empleaba para descansar durante las cacerías. Ralph le dijo que quería que fuera su amante, si no lo aceptaba le diría a Wulfric que él era el padre de Sam. Ante esto, Gwenda comenzó a quitarse el vestido.
Lolla llevaba tres meses ausente. Merthin la había buscado por cielo y tierra. La peste estaba arrasando pueblos y ciudades, pero Lolla era inmune a ella. Kingsbridge no había sufrido los estragos de la epidemia, en otras ciudades había muerto un quinto de la población. Davey llegó a Kingsbridge con su cargamento de rubia, le contó a Merthin lo que había hecho y que deseaba casarse con Amabel. También llegó a ver a Merthin el canónigo Claude quien le contó que estaban buscando un embajador inglés ante el Papa que tendría que vivir en Aviñón, él había propuesto a Philemon y a Gregory Longfellow le había gustado la proposición. También le informó que el hermano Thomas había fallecido de muerte natural en St. John. Madge le compró toda la rubia a Davey quien se sintió feliz con las siete libras recibidas que equivalían al sueldo de varios años de trabajo de un jornalero. 
Al día siguiente Merthin partió hacia el bosque con una pala para cumplir lo prometido a Thomas. Encontró el lugar donde habían enterrado el saco con el pergamino. El saco de cuero estaba viejo y podrido pero el pergamino estaba en perfectas condiciones a pesar de haber estado enterrado treinta y cuatro años. No era un documento oficial sino que una carta personal de Eduardo II a su hijo Eduardo III. Le decía que no estaba muerto. Que Thomas lo había salvado de unos asesinos que les había enviado la reina por intermedio del conde de Shiring y sus hijos. Había decidido huir pero no le diría adónde. No regresaría jamás. Merthin, luego de leerla, decidió volver a enterrarla pues la reina Isabel había muerto hacía tres años y seguramente Eduardo II también, no tenía sentido darla a conocer ahora. Regresó a casa. 
A fines de agosto, Ralph acompañado por Alan y Sam hizo una inspección de sus dominios. Era un desastre. Cientos de ciervos muertos o agonizando y el grano crecido y sin recolectar. Muchos empleados habían muerto y otros habían encontrado trabajo en otros lugares. No había jornaleros que contratar. En Wigleigh, Nathan Reeve le informó que no tenía grano que moler, que no tenía cebada para preparar cerveza. Le contó que Davey había vendido su cosecha de rubia y había ganado mucho dinero, nadie sabía cuánto. Quería casarse y estaba dispuesto a pagar el tributo correspondiente. Ralph aceptó que se casara y se quedara con las tierras de Annet y quiso verlo personalmente. En realidad Ralph lo que quería era volver a ver a Gwenda. Nate los llevó donde ella se encontraba recogiendo la cebada. 
Ralph pensaba en que hacía un año había creído que sus problemas económicos habían terminado. En la guerra contra Francia había hecho prisionero al marqués de Neuchatel y había negociado con la familia un rescate de cincuenta mil libras pero no habían sido capaces de reunir todo el dinero y mientras negociaba la rebaja del rescate, el marqués había muerto a causa de la peste.
Gwenda, Wulfric y Davey se levantaron al ver llegar a Ralph y sus acompañantes. Ralph les dijo que si Davey quería casarse con Amabel y hacerse cargo de las tierras de Annet debería pagar treinta chelines. Davey dijo que los pagaría pero siempre que fuera una tenencia libre, pagando una renta en efectivo y el acuerdo por escrito. Ralph aceptó y dijo que Gwenda fuera en una semana más a Earlscastle a retirar el documento. 
Gwenda llegó al castillo, vio a Sam y lo evitó este no la vio. Preguntó por Philippa pero no estaba, había ido a Monmouth donde su hija. Después de una hora de espera, Ralph la recibió, estaba Alan y dos sacerdotes escribanos y le entregó un pergamino de vitela diciéndole que ahora Davey era un terrateniente libre. Cuando Gwenda estaba saliendo de la sala, Alan le dijo que esa noche durmiera en el castillo y que al día siguiente se presentara en el pabellón de caza dos horas después del mediodía. Habló con Sam y cenó con él, hablaron sobre la próxima boda de Davey y después se tendieron en la paja del suelo de la cámara principal del castillo para dormir. Gwenda al despertar se preguntó si podría matar a Ralph en el pabellón de caza. Había matado a Alwyn y a Sid Chapman, ¿por qué no a Ralph? tenían que estar solos y debería escoger bien el momento. Sabía que Ralph iría acompañado por Alan, ¿podría matar a los dos? Imposible, tendría que entregarse nuevamente a Ralph.
Gwenda se lavó y desayunó con Sam. Le dijo que tenía un largo camino de regreso a casa. Sam se ofreció acompañarla pero ella se lo prohibió. Se despidieron y partió. Al mediodía se detuvo en una taberna y luego se dirigió al bosque cuidando no ser observada. Nuevamente pensó en la posibilidad de matar a Ralph. Llegó a la cabaña, estaban esperándola Ralph y Alan. Ella le pidió que despidiera a Alan, este salió. Ralph trató de acariciarla, pero ella lo rechazó diciéndole que fornicaran ya y así ella se podría ir luego. Ralph la besó y luego la obligó a tenderse en la cama. La puerta de entrada se abrió y apareció Sam. La había seguido. Desenvainó su espada y atacó al conde. Ralph llamó a Alan, Gwenda sacó su daga y cuando este entró lo apuñaló por la espalda con tal fuerza que le atravesó riñones, el estómago y los pulmones pero siguió vivo, Gwenda lo apuñaló nuevamente en el estómago y murió. Sam golpeaba a Ralph y este lo esquivaba, no atacaba a Sam. Gwenda con su cuchillo esperó el momento de intervenir y apuñalar a Ralph. Ralph trató de decirle algo a Sam y este se detuvo, instante en que Gwenda se abalanzó sobre él, pero este con su espada le arrancó el cuchillo, momento que Sam aprovechó para clavarle su espada en el pecho, la que salió por su espalda y se clavó en la pared de madera; antes de morir Gwenda le clavó su cuchillo en la boca para que no hablara. 
En septiembre la peste estaba en franca retirada, el hospital de Caris casi desocupado. En octubre fue enterrada la última víctima. Caris se puso un vestido nuevo, color escarlata y salió del hospital por primera vez en seis meses y se dirigió al huerto de Merthin. Arn y Em se sorprendieron cuando la vieron llegar y luego se alegraron y conmovieron pues entendieron que la epidemia había terminado y con ella el cierre de la ciudad. Caris subió a la alcoba de Merthin y lo encontró a medio vestir y le dijo: se acabó. Se besaron. 
Para celebrar la reapertura de la ciudad, Merthin programó una feria especial para fines de octubre. En el banquete del sábado que inauguraba la feria, la hermandad le entregó a Caris, por intermedio de Madge, una llave de oro que simbolizaba las llaves de acceso a la ciudad en reconocimiento a sus logros. Al día siguiente Merthin y Caris asistieron a la misa en la catedral oficiada por el padre Michael de la iglesia de St. Peter ya que los monjes seguían en St. John in the forest. En la misa estaba la viuda de Ralph, la condesa de Shiring, Lady Philippa. La muerte de Ralph y Alan era un misterio y el juez que la investigó declaró que se habían matado entre ellos. Philippa les contó que Longfellow la había visitado pues el rey quería nombrar a Gerry conde de Shiring y ella administraría el condado por los próximos tres años, hasta que Gerry fuese mayor de edad. 
Merthin invitó a almorzar a Philippa y sus muchachos. Cuando llegaron a la casa encontraron en la cocina a Lolla. En cuanto los vio se puso a llorar abrazó a Merthin y le dijo que habían muerto todos sus amigos por la peste y ella no había podido hacer nada por evitarlo. Estaba muy asustada y necesitaba a Caris, quería ayudar con los enfermos como ella. En eso entró Madge Webber con la noticia de que Philemon había vuelto. Ese domingo en la iglesia de Wigleigh, Davey y Amabel contrajeron matrimonio, Philippa les prestó su casa para el banquete. Gwenda y Annet se enfrentaron pero finalmente hicieron las paces entre los aplausos de sus amigos.
A principios de noviembre, Philemon celebró un oficio de agradecimiento por el fin de la peste. Asistieron el arzobispo Henri, el canónigo Claude y sir Gregory Longfellow que ese día iba a anunciar a quien el rey había escogido como nuevo obispo. En el almuerzo Merthin supo que el escogido era Philemon, entonces decidió arriesgarse a cambiar el nombramiento pues si este se materializaba sabía que tendrían que enfrentarse a años de peleas y litigios. Invitó a Longfellow a caminar pues tenía algo muy importante que comentarle. Cuando estuvieron solos le dijo que en Kingsbridge había un documento que estaba seguro de que al rey le gustaría destruir. Le devolvería el documento siempre que el rey cambiara el nombramiento de Philemon. Longfellow finalmente aceptó el trato y Merthin, luego de algunos inconvenientes, le entregó el documento. Cuando Longfellow lo leyó quedó perplejo, era lo que habían buscado por mucho tiempo, lo llevaría inmediatamente al rey y le aseguró que el nuevo obispo sería Claude. Ocho días después el chapitel de la catedral estuvo terminado, era el edificio más alto de Inglaterra. Philemon se marchó a Aviñón como representante del rey ante el papado.

## Adaptación para la televisión
En 2010 se produjo una adaptación para televisión en una miniserie de ocho episodios. Fue producida por Tandem Communications, Scott Free Productions (Ridley Scott), Take 5 Productions y Galafilm. Sin embargo, la adaptación es muy distinta a la novela, se cambiaron y agregaron elementos en la trama que deja a la serie como una obra muy alejada al libro. Los fanáticos de la obra quedaron muy decepcionados con esta adaptación.